# Список делегатов XXVI съезда КПСС
Делегаты XXVI съезда (23 февраля — 3 марта 1981 года).
На съезд избрано делегатов — 5002, присутствовало — 4994. Присутствовали 123 делегации коммунистических, рабочих, национально-демократических партий и организаций из 109 стран.
| # А Б В Г Д Е Ё Ж З И К Л М Н О П Р С Т У Ф Х Ц Ч Ш Щ Э Ю Я |

## А
1. Аавер, Анна Кондратьевна
2. Абакиров, Эмильбек
3. Абакумов, Виктор Михайлович
4. Абасов, Курбан Абас Кули оглы
5. Абашидзе, Григорий Григорьевич
6. Абашидзе, Ираклий Виссарионович
7. Аббасов, Надир Худуш оглы
8. Аббасов, Фарзали Гатам оглы
9. Абдиллаева, Саломатжон Абдиллаевна
10. Абдраев, Карике
11. Абдрашитов, Хаким Шакирович
12. Абдуллаев, Гасан Мамед Багир оглы
13. Абдуллаев, Сафар Ибад оглы
14. Абдуллаев, Эльдар Мусеиб оглы
15. Абдуллаева, Хавахан
16. Абдуллаева, Хамроджон
17. Абдульмянова, Лидия Фёдоровна
18. Абдушев, Каримулла
19. Абдыкаимова, Махпурат
20. Абеуов, Омарбек
21. Абидшаев, Мадаминджан
22. Абильбекова, Зейнеп
23. Абинова, Людмила Михайловна
24. Абомс, Андрис Робертович
25. Абрамов, Иван Николаевич
26. Абрамов, Николай Вартанович
27. Абрамов, Николай Петрович
28. Абрасимов, Пётр Андреевич
29. Абромавичюс, Витаутас-Стасис Антанович
30. Абророва, Холмо
31. Августинович, Мария Васильевна
32. Авдеев, Александр Яковлевич
33. Авдеев, Анатолий Алексеевич
34. Авдеев, Валентин Лукьянович
35. Авдеев, Владимир Александрович
36. Авдеева, Валентина Николаевна
37. Аверин, Иван Степанович
38. Аверина, Светлана Ивановна
39. Аверьянов, Григорий Филиппович
40. Авраменко, Владимир Николаевич
41. Авраменко, Степан Степанович
42. Агагусейнов, Тофик Якуб оглы
43. Агаев, Агахан Гариб оглы
44. Агаев, Омар Агаджангир оглы
45. Аганов, Сергей Христофорович
46. Агапов, Виктор Гаврилович
47. Агапова, Анна Гавриловна
48. Агарков, Николай Фёдорович
49. Агеев, Александр Иванович
50. Агеев, Владимир Николаевич
51. Агеев, Гений Евгеньевич
52. Агеев, Шамиль Рахимович
53. Агеева, Нина Михайловна
54. Агеенко, Николай Иванович
55. Агибалова, Галина Николаевна
56. Агурин, Леонид Иванович
57. Адащик, Владимир Константинович
58. Аджиев, Асанбек Тагажиевич
59. Адлейба, Борис Викторович
60. Ажиба, Анатолий Хашимович
61. Ажялене, Виталия Пятровна
62. Азимов, Сарвар Алимджанович
63. Айдарова, Лилия Дмитриевна
64. Айрапетян, Аршавир Авакович
65. Айтбаев, Таштемир Сыдыгалиевич
66. Айтматов, Чингиз
67. Айтмуратов, Ережеп
68. Аканто, Григорий Владимирович
69. Акгаев, Ата
70. Акимова, Валентина Семёновна
71. Акиньшина, Татьяна Михайловна
72. Акифьева, Татьяна Степановна
73. Аккозиев, Сеилхан
74. Акмальханов, Шавкат Асамович
75. Акматов, Таштанбек
76. Акназаров, Зекерия Шарафутдинович
77. Акназаров, Корчубек Акназарович
78. Аксамитаускене, Валерия Мечислововна
79. Аксёнов, Александр Никифорович
80. Аксёнов, Владимир Викторович
81. Аксёнов, Вячеслав Иванович
82. Аксёнов, Николай Фёдорович
83. Аксёнов, Фёдор Андреевич
84. Актанко, Маргарита Борисовна
85. Акулич, Станислав Феликсович
86. Акчурин, Расим Сулейманович
87. Алдабергенов, Жапек Нургазинович
88. Алдабергенов, Купжасар Капанович
89. Алекса, Николай Тимофеевич
90. Александров-Агентов, Андрей Михайлович
91. Александров, Анатолий Александрович
92. Александров, Анатолий Петрович
93. Александров, Владимир Сергеевич
94. Александров, Михаил Николаевич
95. Александров, Николай Степанович
96. Александрова, Ангелина Васильевна
97. Александрова, Ираида Ивановна
98. Александрова, Лидия Михайловна
99. Александрова, Татьяна Васильевна
100. Алексанкин, Александр Васильевич
101. Алексеев, Александр Бахадаевич
102. Алексеев, Александр Васильевич
103. Алексеев, Михаил Николаевич
104. Алексеев, Пётр Фёдорович
105. Алексеев, Юрий Александрович
106. Алексеева, Екатерина Ефимовна
107. Алексеева, Екатерина Яковлевна
108. Алексеенко, Людмила Александровна
109. Алексеенко, Нина Афанасьевна
110. Алёшин, Адольф Павлович
111. Алёшин, Алексей Николаевич
112. Алёшин, Василий Фёдорович
113. Алёшин, Владислав Иванович
114. Алёшин, Георгий Васильевич
115. Алидин, Виктор Иванович
116. Алиев, Газанфар Керим оглы
117. Алиев, Гейдар Алирза оглы
118. Алиев, Курбан Гасанович
119. Алиев, Шанлик Муслим оглы
120. Алиев, Энвер Алиевич
121. Алиева, Амина Ганнап кызы
122. Алиева, Нурия Муса кызы
123. Алиева, Солмаз Самед кызы
124. Алиева, Шамама Танрыверди кызы
125. Аликов, Иван Фёдорович
126. Алимгафаров, Рифхат Зайнагетдинович
127. Алимов, Тимур Агзамович
128. Алтунин, Александр Терентьевич
129. Алтынбекова, Кулдария
130. Алфёров, Виктор Иванович
131. Алфимов, Алексей Николаевич
132. Алхимов, Владимир Сергеевич
133. Альцман, Клавдия Павловна
134. Аманбердыев, Карберды
135. Аманов, Акиф Мами оглы
136. Амбарцумян, Виктор Амазаспович
137. Амелин, Виктор Николаевич
138. Амелина, Мария Митрофановна
139. Амосова, Валентина Васильевна
140. Амрахова, Галина Вячеславовна
141. Амрина, Камила Омербаевна
142. Ананьевский, Михаил Григорьевич
143. Ананьина, Вера Николаевна
144. Ангельев, Дмитрий Дмитриевич
145. Андреев, Борис Григорьевич
146. Андреев, Борис Сергеевич
147. Андреев, Вадим Константинович
148. Андреев, Геннадий Николаевич
149. Андреев, Николай Григорьевич
150. Андреева, Любовь Александровна
151. Андреенко, Юрий Дмитриевич
152. Андресян, Грач Амаякович
153. Андриенко, Яков Яковлевич
154. Андриянов, Юрий Яковлевич
155. Андрияускене, Алдона Аугустино
156. Андропов, Юрий Владимирович
157. Андрощук, Иван Матвеевич
158. Андрущенко, Ольга Григорьевна
159. Аникин, Иван Константинович
160. Аникина, Лидия Васильевна
161. Анисимкин, Иван Георгиевич
162. Анисимов, Владимир Петрович
163. Анисимов, Павел Петрович
164. Анищев, Владимир Петрович
165. Аннаоразов, Пода
166. Анохин, Алексей Иванович
167. Антипенко, Иван Захарович
168. Антипов, Александр Иванович
169. Антипов, Иван Сергеевич
170. Антонов, Алексей Константинович
171. Антонов, Виктор Александрович
172. Антонов, Николай Афанасьевич
173. Антонов, Николай Дмитриевич
174. Антонов, Сергей Николаевич
175. Антонов, Сергей Фёдорович
176. Антонова, Светлана Ивановна
177. Антонович, Ольга Ивановна
178. Антонюк, Василий Николаевич
179. Анферов, Дмитрий Михайлович
180. Апакидзе, Михаил Платонович
181. Апаткин, Пётр Григорьевич
182. Аппасова, Сакина Амирбековна
183. Аракелян, Партез Данеловна
184. Арапов, Виталий Фёдорович
185. Арбатов, Георгий Аркадьевич
186. Арбузов, Валерий Дмитриевич
187. Арбузова, Тамара Ильинична
188. Ардабьев, Виктор Герасимович
189. Аристов, Борис Иванович
190. Аристова, Валентина Всеволодовна
191. Арифанов, Валерий Петрович
192. Аркатов, Михаил Кузьмич
193. Арменский, Евгений Викторинович
194. Армонавичене, Мариена Людовна
195. Арсеньева, Лидия Павловна
196. Артамонов, Владимир Константинович
197. Артёмова, Алевтина Ивановна
198. Артемьев, Валентин Михайлович
199. Артемьев, Владимир Александрович
200. Артмане, Вия Фрицевна
201. Артыков, Казакбай
202. Артюхов, Анатолий Андреевич
203. Артющенко, Николай Афанасьевич
204. Арутюнян, Донара Асканазовна
205. Арутюнян, Мартин Карапетович
206. Арутюнян, Размик Ераносович
207. Арутюнян, Элмир Татулович
208. Архангельский, Дмитрий Всеволодович
209. Архипов, Иван Васильевич
210. Архипова, Ирина Константиновна
211. Архипова, Татьяна Петровна
212. Аршенюк, Александра Яковлевна
213. Асабаев, Кисенбай
214. Асатов, Садык Касымович
215. Асатов, Убайт
216. Асеев, Георгий Леонидович
217. Асимов, Мухамед Сайфитдинович
218. Аскаров, Асанбай
219. Аскеров, Мамед Гасан оглы
220. Асланова, Замина Сардар кызы
221. Асосков, Евгений Александрович
222. Асташов, Серафим Алексеевич
223. Асютченко, Анатолий Александрович
224. Атаев, Байры
225. Атаманицын, Пётр Васильевич
226. Атаманова, Нина Павловна
227. Атикян, Азат Галустович
228. Атлуев, Киличхан Сейфудинович
229. Аттоев, Салих Харунович
230. Атяшкина, Татьяна Фёдоровна
231. Ауельбеков, Еркин Нуржанович
232. Аузиньш, Улдис Янович
233. Аухадиев, Кенес Мустаханович
234. Афанасьев, Алексей Тимофеевич
235. Афанасьев, Виктор Григорьевич
236. Афанасьев, Павел Павлович
237. Афанасьев, Сергей Александрович
238. Афанасьева, Любовь Николаевна
239. Афонин, Виталий Георгиевич
240. Афонина, Елизавета Кузьминична
241. Ахмедов, Назар
242. Ахмедова, Кабират Магомедовна
243. Ахмедова, Фарида
244. Ахметов, Кайрат Абильжанович
245. Ахметова, Райса Галяутдиновна
246. Ахромеев, Сергей Фёдорович
247. Ахундов, Сенан Самандар оглы
248. Ахунзянов, Тагир Исмагилович
249. Ахунов, Гарифзян Ахунзянович
250. Ахунов, Наиль Мирсаитович
251. Ахунова, Турсуной
252. Ачилов, Алибой
253. Ашимбаев, Туткабай
254. Ашимов, Байкен Ашимович
255. Ашмонас, Кястутис Мартинович
256. Ашпин, Борис Иннокентьевич
257. Аюпов, Рахимжан Шакирович

## Б
1. Бабаев, Агаджан Гельдиевич
2. Бабаев, Александр Иванович
3. Бабаев, Аловиддин Ишанович
4. Бабаев, Виктор Соломонович
5. Бабак, Пётр Лукьянович
6. Бабамурадова, Гульсара
7. Бабий, Владимир Васильевич
8. Бабич, Валентина Сергеевна
9. Бабич, Юрий Петрович
10. Бабичева, Анна Сергеевна
11. Багаев, Николай Алексеевич
12. Багамаев, Султан Султанович
13. Багаутдинов, Анвар Бадретдинович
14. Багдасарян, Галя Драстаматовна
15. Багирли, Рамиз Абузер оглы
16. Багиров, Азиз Афоевич
17. Багиров, Тарел Мирагад оглы
18. Багновец, Гарольд Владимирович
19. Багов, Инвер Тимович
20. Баграмян, Иван Христофорович
21. Багров, Леонид Васильевич
22. Бадмахалгаев, Лаг Цаганманджиевич
23. Бадов, Владимир Фёдорович
24. Баженова, Бела Михайловна
25. Базис, Юлюс Антанович
26. Базовский, Владимир Николаевич
27. Базыкин, Пётр Иванович
28. Базюк, Светлана Ефимовна
29. Байоринене, Алдона-Она Юозовна
30. Байбаков, Николай Константинович
31. Байбеков, Мурат Казмухаметович
32. Байдан, Галина Васильевна
33. Байкалова, Любовь Ивановна
34. Баймиров, Тухтамыш
35. Байрамов, Фарман Гусейн оглы
36. Байцур, Глеб Григорьевич
37. Баканов, Виктор Георгиевич
38. Бакин, Борис Владимирович
39. Бакулин, Рудольф Дмитриевич
40. Бакушева, Нина Павловна
41. Бакчеева, Зоя Демьяновна
42. Бакчеева, Матрена Архиповна
43. Балабанова, Алевтина Николаевна
44. Балабанова, Инга Александровна
45. Балакин, Михаил Фёдорович
46. Балакина, Нина Алексеевна
47. Балакирев, Валерий Иванович
48. Баландин, Анатолий Никифорович
49. Баландин, Юрий Николаевич
50. Балашов, Георгий Михайлович
51. Балашов, Станислав Петрович
52. Балгабаева, Айнаш Рахимовна
53. Балмаш, Леонид Маркович
54. Балтрунас, Валерийонас Стасевич
55. Балуев, Вениамин Георгиевич
56. Балыков, Владимир Иванович
57. Бандровский, Генрих Иосифович
58. Бандуристый, Максим Захарович
59. Банников, Николай Васильевич
60. Барабанов, Леонид Петрович
61. Баракин, Алексей Иванович
62. Баранов, Григорий Петрович
63. Баранов, Иван Григорьевич
64. Баранов, Иван Ильич
65. Баранова, Валентина Михайловна
66. Барановский, Юрий Михайлович
67. Баранюк, Иван Дмитриевич
68. Барашков, Александр Васильевич
69. Бардунаев, Виталий Ирденович
70. Барило, Валентина Леонтьевна
71. Баринова, Галина Ивановна
72. Барискевич, Зинаида Игнатьевна
73. Баркаускас, Антанас Стасевич
74. Баркин, Вячеслав Матвеевич
75. Барковский, Сергей Филимонович
76. Барсегян, Оганес Гегамович
77. Бартия, Лудико Ивановна
78. Бартошевич, Геннадий Георгиевич
79. Барулина, Юлия Титовна
80. Барцев, Василий Иванович
81. Барышев, Михаил Васильевич
82. Барышева, Наталия Здиславовна
83. Барьяхтар, Виктор Григорьевич
84. Басиев, Олег Александрович
85. Баскаков, Алексей Сергеевич
86. Баскакова, Светлана Петровна
87. Басов, Анатолий Иванович
88. Басов, Николай Геннадиевич
89. Басова, Татьяна Матвеевна
90. Басыров, Адизян Моберакшинович
91. Батенчук, Евгений Никанорович
92. Батехин, Леонид Лукич
93. Батицкий, Павел Фёдорович
94. Батов, Павел Иванович
95. Батталханов, Заманбек
96. Батурина, Валентина Александровна
97. Батыев, Салих Гилимханович
98. Батырова, Музабира Шайхалиевна
99. Баулин, Валерий Васильевич
100. Баушер, Светлана Александровна
101. Бахирев, Вячеслав Васильевич
102. Бахриев, Сайпидун
103. Бахтин, Юрий Георгиевич
104. Бацанов, Борис Терентьевич
105. Бачинская, Нина Николаевна
106. Башилов, Сергей Васильевич
107. Башмаков, Анатолий Степанович
108. Баштанюк, Геннадий Сергеевич
109. Башурова, Галина Егоровна
110. Бебешко, Валентина Петровна
111. Бегджанова, Гул
112. Бегмуратов, Дапабай Маматкулович
113. Бедарева, Галина Гавриловна
114. Безбоков, Владимир Михайлович
115. Бездетко, Андрей Павлович
116. Безжонов, Валентин Николаевич
117. Беззубов, Виктор Семёнович
118. Безклубенко, Сергей Данилович
119. Безматерных, Галина Михайловна
120. Безменова, Галина Павловна
121. Безносов, Павел Александрович
122. Безрук, Иван Васильевич
123. Бей, Иван Теофанович
124. Бейсенбаева, Гульмайра
125. Бекбулатова, Гульчехра
126. Бектурганов, Хасан Шайахметович
127. Белан, Виктор Иванович
128. Белевцева, Валентина Андреевна
129. Беликов, Валерий Александрович
130. Белко, Александр Дмитриевич
131. Белов, Александр Фёдорович
132. Белов, Владимир Викторович
133. Белов, Владимир Константинович
134. Белова, Нина Ивановна
135. Беловецкий, Василий Алексеевич
136. Белозёрова, Валентина Ивановна
137. Беломестнова, Галина Гавриловна
138. Беломоин, Виталий Васильевич
139. Белоножко, Пётр Иванович
140. Белоусова, Татьяна Степановна
141. Белоцерковский, Алексей Георгиевич
142. Белый, Борис Павлович
143. Белый, Владимир Алексеевич
144. Беляев, Константин Григорьевич
145. Беляев, Михаил Сергеевич
146. Беляев, Николай Иванович[уточнить]
147. Беляев, Раис Киямович
148. Беляев, Станислав Николаевич
149. Беляева, Татьяна Леонидовна
150. Беляк, Константин Никитович
151. Беляков, Анатолий Михайлович
152. Беляков, Виктор Осипович
153. Беляков, Иван Тимофеевич
154. Беляков, Ростислав Аполлосович
155. Белянкина, Татьяна Дмитриевна
156. Бердников, Василий Алексеевич
157. Бердников, Виталий Фёдорович
158. Бердышев, Юрий Карпович
159. Беребин, Александр Филиппович
160. Береговой, Георгий Тимофеевич
161. Бережняк, Иван Ефимович
162. Берёза, Михаил Карпович
163. Березин, Анатолий Иванович
164. Березницкая, Нина Ивановна
165. Березняя, Лидия Ивановна
166. Берестень, Тамара Тимофеевна
167. Берзегов, Нух Асланчериевич
168. Берзиня, Рита Микелевна
169. Беркут, Елена Алексеевна
170. Бернацкий, Николай Иванович
171. Бернова, Галина Николаевна
172. Бернатавичюс, Витаутас Владович
173. Бескоровайный, Геннадий Павлович
174. Бескровная, Нина Тихоновна
175. Беспаев, Сергазы Курмашевич
176. Беспалов, Анатолий Андреевич
177. Беспалов, Иван Петрович
178. Беспалов, Фёдор Александрович
179. Бесперстова, Алла Афанасьевна
180. Бетехтин, Анатолий Владимирович
181. Бибик, Василий Мартынович
182. Библик, Валентин Васильевич
183. Бигазиев, Надыр Якиевич
184. Биглова, Олифа Галяутдинова
185. Белаш, Иван Андреевич
186. Беленко, Раиса Афанасьевна
187. Билык, Василий Данилович
188. Биляминов, Фёдор Яковлевич
189. Биркая, Спиридон Григорьевич
190. Бирюков, Владимир Георгиевич
191. Бирюкова, Александра Павловна
192. Бирюкова, Тамара Васильевна
193. Благих, Борис Михайлович
194. Благовещенский, Евгений Васильевич
195. Блатов, Анатолий Иванович
196. Блашкевич, Степан Григорьевич
197. Блесков, Александр Алексеевич
198. Блинов, Владимир Михайлович
199. Блохин, Анатолий Прокопьевич
200. Блохин, Леонид Григорьевич
201. Блохин, Николай Николаевич
202. Бобков, Филипп Денисович
203. Бобовиков, Ратмир Степанович
204. Бобожонов, Тохиржон
205. Бобров, Николай Дмитриевич
206. Боброва, Валентина Петровна
207. Бобровников, Андрей Андреевич
208. Бобровский, Михаил Викторович
209. Бобыкин, Леонид Фёдорович
210. Бобылёв, Иван Тимофеевич
211. Бобылёв, Сергей Андреевич
212. Богатова, Галина Павловна
213. Бовин, Александр Евгеньевич
214. Бовкун, Сергей Степанович
215. Бовтрочук, Вера Степановна
216. Богатиков, Владимир Фёдорович
217. Богатский, Алексей Всеволодович
218. Богатуров, Анатолий Николаевич
219. Богатырёв, Иван Петрович
220. Богатырёв, Иван Тимофеевич
221. Богатырёв, Павел Степанович
222. Богатырь, Виктор Иванович
223. Богдан, Василий Иванович
224. Богдан, Елена Феодосьевна
225. Богданас, Константинас Александрович
226. Богданов, Александр Дмитриевич
227. Богданов, Алексей Максимович
228. Богданов, Виталий Николаевич
229. Богданов, Эдуард Викторович
230. Богданова, Надежда Николаевна
231. Богинич, Лидия Павловна
232. Боголюбов, Клавдий Михайлович
233. Богомолов, Анатолий Михайлович
234. Богомяков, Геннадий Павлович
235. Бодров, Алексей Павлович
236. Бодюл, Иван Иванович
237. Бойко, Алексей Сергеевич
238. Бойко, Виктор Григорьевич
239. Бойко, Георгий Александрович
240. Бойко, Константин Григорьевич
241. Бойко, Николай Макарович
242. Бойко, Таисия Степановна
243. Бойков, Пётр Иванович
244. Бойцов, Василий Васильевич
245. Бойчук, Вадим Александрович
246. Бойчук, Ефим Васильевич
247. Бокарева, Татьяна Николаевна
248. Бокина, Нина Фёдоровна
249. Боков, Владимир Анатольевич
250. Боков, Хажбикар Хакяшевич
251. Болатбаев, Нель Адгамович
252. Болбат, Дмитрий Николаевич
253. Болдырев, Иван Сергеевич
254. Болдырева, Лидия Ивановна
255. Боловинов, Константин Алексеевич
256. Болотин, Николай Дмитриевич
257. Болотнов, Василий Фёдорович
258. Большаков, Владимир Николаевич
259. Большов, Александр Михайлович
260. Бомуратов, Аслан
261. Бондар, Иван Николаевич
262. Бондарев, Виктор Александрович
263. Бондарев, Юрий Васильевич
264. Бондаренко, Александр Иванович
265. Бондаренко, Анна Марковна
266. Бондаренко, Валентина Дмитриевна
267. Бондаренко, Евгений Павлович
268. Бондаренко, Иван Афанасьевич
269. Бондаренко, Лев Гаврилович
270. Бондаренко, Николай Филиппович
271. Бондаренко, Пётр Ильич
272. Бондаренко, Эмма Захаровна
273. Бондарчук, Надежда Иосифовна
274. Бондарчук, Александр Алексеевич
275. Борзенкова, Галина Александровна
276. Борзов, Борис Михайлович
277. Борзов, Николай Александрович
278. Борисевич, Николай Александрович
279. Борисенков, Василий Михайлович
280. Борисов, Григорий Васильевич
281. Борисов, Григорий Григорьевич
282. Борисов, Леонид Александрович
283. Борисова, Вера Никифоровна
284. Борисова, Инна Захаровна
285. Боровикова, Екатерина Михайловна
286. Боровков, Владимир Иванович
287. Боровская, Валентина Семёновна
288. Бородин, Андрей Михайлович
289. Бородин, Леонид Александрович
290. Бородин, Павел Дмитриевич
291. Бородулина, Ираида Серафимовна
292. Борсук, Анатолий Фёдорович
293. Борцов, Александр Григорьевич
294. Борчанинов, Олег Георгиевич
295. Борщёва, Екатерина Ивановна
296. Босенко, Николай Васильевич
297. Босторин, Олег Владимирович
298. Ботвин, Александр Платонович
299. Боцу, Павел Петрович
300. Бочарников, Юрий Григорьевич
301. Бочкарёв, Владимир Николаевич
302. Бражникова, Валентина Ивановна
303. Братченко, Борис Фёдорович
304. Братчиков, Николай Андрианович
305. Брашкина, Нина Игнатьевна
306. Бредов, Михаил Яковлевич
307. Брежнев, Леонид Ильич
308. Брежнев, Юрий Леонидович
309. Брежнев, Яков Ильич
310. Брехов, Константин Иванович
311. Бридько, Мария Матвеевна
312. Бризицкий, Дмитрий Михайлович
313. Бритвин, Глеб Васильевич
314. Бричикова, Алла Васильевна
315. Бровиков, Владимир Игнатьевич
316. Браславский, Николай Алексеевич
317. Брусник, Дмитрий Яковлевич
318. Брызга, Лидия Дмитриевна
319. Брынцев, Семён Логвинович
320. Брыч, Пётр Кириллович
321. Бубнова, Инна Фёдоровна
322. Бугаев, Борис Павлович
323. Бугаев, Игорь Борисович
324. Бугаенко, Дмитрий Никитович
325. Бугаков, Юрий Фёдорович
326. Бугрова, Надежда Ильинична
327. Буданцев, Николай Иванович
328. Будников, Анатолий Владимирович
329. Будницкая, Сарра Абрамовна
330. Будовский, Владимир Владимирович
331. Будыхина, Элеонора Владимировна
332. Бузаков, Виталий Александрович
333. Буйнова, Галина Егоровна
334. Букаров, Александр Константинович
335. Буков, Александр Иванович
336. Булавин, Николай Александрович
337. Булата, Ида Алексеевна
338. Булгаков, Александр Александрович
339. Булгаков, Ришад Тимиргалиевич
340. Булганский, Анатолий Леонтьевич
341. Булкина, Валентина Николаевна
342. Булыгин, Виктор Васильевич
343. Булыгина, Зинаида Петровна
344. Бундзен, Геннадий Александрович
345. Бункин, Борис Васильевич
346. Бурабаев, Кайдар Самыкович
347. Бураканов, Шафик Нигаматянович
348. Буракова, Нина Фёдоровна
349. Буранбаев, Ербай
350. Бурдинский, Владлен Павлович
351. Буренина, Валентина Ильинична
352. Буренков, Сергей Петрович
353. Буриев, Эшмамат
354. Буриков, Марк Николаевич
355. Бурков, Александр Степанович
356. Бурлаков, Матвей Прокопьевич
357. Бурма, Александр Иванович
358. Буров, Геннадий Павлович
359. Бурцев, Леонид Николаевич
360. Буряк, Александр Романович
361. Бусарев, Николай Тимофеевич
362. Бусло, Тамара Ивановна
363. Бутенко, Михаил Сергеевич
364. Бутко, Галина Павловна
365. Бутримова, Зоя Николаевна
366. Бутусов, Сергей Михайлович
367. Бутхузи, Нателла Кимоевна
368. Буханцов, Николай Дмитриевич
369. Бухряков, Антон Александрович
370. Буцхрикидзе, Дали Михайловна
371. Бучин, Константин Сергеевич
372. Бушуева, Наталья Евдокимовна
373. Буякова, Надежда Семёновна
374. Буянов, Михаил Иванович
375. Быков, Николай Иванович
376. Быкова, Валентина Евсеевна
377. Быкова, Эльвира Борисовна
378. Быковцева, Виктория Евгеньевна
379. Быханов, Анатолий Георгиевич
380. Быхов, Леонид Васильевич
381. Быченко, Василий Ильич
382. Быченок, Тамара Васильевна

## В
1. Вавилов, Пётр Петрович
2. Вагайцев, Григорий Николаевич
3. Вагин, Михаил Григорьевич
4. Вагрис, Ян Янович
5. Вагурин, Виталий Иванович
6. Вайно, Карл Генрихович
7. Вакуленко, Николай Кондратьевич
8. Валеева, Зухра Сибгатовна
9. Валитов, Нажип Хатмуллович
10. Валиуллин, Усман Хабибуллович
11. Валицкая, Элеонора Ивановна
12. Валькова, Валентина Михайловна
13. Вануйто, Анатолий Васильевич
14. Ваньо, Наталия Гавриловна
15. Ваняев, Николай Алексеевич
16. Варгин, Сергей Павлович
17. Вардикян, Бурастан Давидовна
18. Вардосанидзе, Леван Григорьевич
19. Варенников, Валентин Иванович
20. Варжаинов, Николай Андреевич
21. Варзугина, Зинаида Ивановна
22. Варначёв, Евгений Андреевич
23. Варсобин, Андрей Константинович
24. Варданян, Андраник Трдатович
25. Вартанян, Ашот Агасиевич
26. Васенин, Николай Петрович
27. Василаки, Елена Ивановна
28. Василевская, Мария Антоновна
29. Василевская, Нэлля Гариевна
30. Василенко, Григорий Иванович
31. Васильев, Александр Павлович
32. Васильев, Аркадий Александрович
33. Васильев, Валентин Петрович
34. Васильев, Василий Константинович
35. Васильев, Вячеслав Дмитриевич
36. Васильев, Лев Борисович
37. Васильев, Лев Константинович
38. Васильев, Николай Фёдорович
39. Васильева, Валентина Анатольевна
40. Васильева, Вия Емельяновна
41. Васильева, Лидия Ивановна
42. Васильева, Маргарита Иосифовна
43. Васильева, Нина Васильевна
44. Василькова, Тамара Михайловна
45. Васильковский, Александр Ефремович
46. Васильцов, Сергей Петрович
47. Васильченко, Людмила Ивановна
48. Васина, Зинаида Петровна
49. Васюков, Пётр Александрович
50. Васютин, Сергей Ильич
51. Васягин, Семён Петрович
52. Ватутин, Владимир Иванович
53. Ватченко, Алексей Федосеевич
54. Вахабова, Фатыма
55. Вахитов, Альберт Абдуллович
56. Вахт, Эвальд Валентинович
57. Вахтин, Алексей Фёдорович
58. Ващекина, Майя Леонидовна
59. Ващенко, Григорий Иванович
60. Ведерников, Геннадий Георгиевич
61. Ведерников, Николай Иванович
62. Ведехин, Алексей Тимофеевич
63. Ведехин, Олег Васильевич
64. Ведрова, Инесса Ивановна
65. Велигоцкая, Татьяна Алексеевна
66. Велиева, Гюльбахар Ахмед Кызы
67. Великонько, Надежда Ивановна
68. Велихов, Евгений Павлович
69. Величко, Александр Григорьевич
70. Веневцев, Виталий Максимович
71. Винтоняка, Николай Ефимович
72. Вербило, Николай Григорьевич
73. Вербовский, Станислав Прокофьевич
74. Вереникина, Валентина Григорьевна
75. Верес, Василий Фёдорович
76. Верещагина, Тамара Николаевна
77. Верманис, Марис Мартынович
78. Верро, Рудольф Оттович
79. Верстухин, Владимир Георгиевич
80. Вершинина, Нина Афанасьевна
81. Веселов, Георгий Петрович
82. Веселова, Нина Матвеевна
83. Весна, Алексей Михайлович
84. Ветлицкий, Вячеслав Фёдорович
85. Видьманов, Виктор Михайлович
86. Викторов, Александр Григорьевич
87. Викторов, Алексей Васильевич
88. Вилцинь, Айвар Жанович
89. Винник, Анатолий Яковлевич
90. Виноградов, Алексей Михайлович
91. Виноградов, Василий Петрович
92. Виноградов, Владимир Алексеевич
93. Виноградов, Владимир Семёнович
94. Виноградов, Леонид Андреевич
95. Винокурова, Эмилия Ильинична
96. Висич, Вячеслав Владимирович
97. Виснапуу, Дональд Паулович
98. Витковский, Владимир Николаевич
99. Ветлицкая, Екатерина Михайловна
100. Вихлевщук, Николай Антонович
101. Вихров, Евгений Андреевич
102. Вишенков, Владимир Михайлович
103. Виштак, Степанида Демидовна
104. Вищур, Анна Ивановна
105. Владыченко, Иван Максимович
106. Власенко, Анатолий Александрович
107. Власенко, Андрей Андреевич
108. Власенко, Вера Александровна
109. Власов, Александр Владимирович
110. Власов, Анатолий Иванович
111. Власова, Валентина Николаевна
112. Власова, Зинаида Михайловна
113. Власова, Лидия Петровна
114. Власьева, Римма Геннадьевна
115. Вовк, Варвара Евсеевна
116. Вовчук, Мария Михайловна
117. Водениктов, Иван Георгиевич
118. Водоватов, Геннадий Николаевич
119. Водчиц, Григорий Николаевич
120. Военушкин, Сергей Фёдорович
121. Вожакова, Галина Николаевна
122. Войнич, Людмила Ивановна
123. Войстроченко, Анатолий Фомич
124. Войт, Анатолий Николаевич
125. Войтов, Иван Иванович
126. Волгин, Анатолий Иванович
127. Воликов, Василий Гаврилович
128. Волков, Александр Фёдорович
129. Волков, Борис Николаевич
130. Волков, Валерий Иванович
131. Волков, Вениамин Арсеньевич
132. Волков, Гавриил Моисеевич
133. Волков, Юрий Фёдорович
134. Волкова, Лидия Ивановна
135. Волкова, Лидия Константиновна
136. Волнина, Людмила Александровна
137. Волобуев, Борис Григорьевич
138. Володарский, Лев Мордкович
139. Володин, Павел Михайлович
140. Волошин, Иван Макарович
141. Волощук, Михаил Юрьевич
142. Волченко, Анатолий Тимофеевич
143. Воргодяева, Анна Ильинична
144. Воробей, Пётр Александрович
145. Воробьёв, Александр Константинович
146. Воробьёв, Георгий Иванович
147. Воробьёв, Иван Титович
148. Воробьёв, Константин Алексеевич
149. Воробьёва, Вера Петровна
150. Воробьёва, Дарья Михайловна
151. Воробьёва, Надежда Фёдоровна
152. Воробьёва, Нина Тихоновна
153. Воробьёва, Ольга Георгиевна
154. Ворожко, Надежда Ивановна
155. Воронин, Лев Алексеевич
156. Воронин, Николай Иванович
157. Воронин, Павел Андреевич
158. Воронин, Пётр Васильевич
159. Воронин, Фёдор Михайлович
160. Воронина, Прасковья Алексеевна
161. Воронина, Раиса Григорьевна
162. Воронина, Раиса Петровна
163. Воронкина, Валентина Ивановна
164. Воронова, Мария Ивановна
165. Воронова, Надежда Леонидовна
166. Воронцов, Юлий Михайлович
167. Воронцова, Екатерина Владимировна
168. Воропаев, Алексей Макарович
169. Воропаев, Михаил Гаврилович
170. Воротников, Виталий Иванович
171. Воротников, Лев Дмитриевич
172. Воротникова, Евгения Яковлевна
173. Ворохобов, Леонид Андреевич
174. Ворошилов, Владимир Иванович
175. Восканян, Грант Мушегович
176. Восс, Август Эдуардович
177. Воюшин, Владимир Леонидович
178. Врублевский, Виталий Константинович
179. Врынчану, Николай Георгиевич
180. Всеволожский, Михаил Николаевич
181. Вуколова, Валентина Ивановна
182. Вустин, Константин Дмитриевич
183. Вырываев, Александр Лаврентьевич
184. Высоцкий, Анатолий Емельянович
185. Высоцкий, Ростислав Александрович
186. Вышеславцев, Юрий Фёдорович
187. Вышинская, Лилия Ивановна
188. Вьюшин, Виталий Владимирович

## Г
1. Габуния, Гурам Дмитриевич
2. Габутдинова, Алла Максимилиановна
3. Гаваев, Николай Тихонович
4. Гаврик, Юрий Алексеевич
5. Гавриленко, Валентина Семёновна
6. Гавриленко, Виктор Фёдорович
7. Гаврилова, Римма Александровна
8. Гаврилова, Татьяна Андреевна
9. Гаврилюк, Михаил Александрович
10. Гавтадзе, Важа Минагович
11. Гагаров, Дмитрий Николаевич
12. Гаданова, Галина Ивановна
13. Гаджиева, Сурейя Халил кызы
14. Годияк, Александр Дмитриевич
15. Гаевой, Владимир Максимович
16. Гаипов, Рузмет Гаипович
17. Гайдай, Дмитрий Иванович
18. Гайманов, Николай Борисович
19. Гайсин, Шайхутдин Мусинович
20. Галина, Накия Халиловна
21. Галиуллин, Ким Нимаевич
22. Галицин, Александр Александрович
23. Галиахметова, Рамзия Мавлетдиновна
24. Галкин, Владислав Николаевич
25. Галкин, Дмитрий Прохорович
26. Галкина, Валентина Павловна
27. Галушко, Мария Николаевна
28. Галямин, Владимир Павлович
29. Галяс, Раиса Ивановна
30. Гаманюк, Александр Сергеевич
31. Гамзатов, Расул Гамзатович
32. Гамзатова, Румина Магомедовна
33. Гамулин, Пётр Филиппович
34. Ганиева, Алевтина Васильевна
35. Ганнусенко, Иван Маркович
36. Ганчев, Иван Дмитриевич
37. Гапонов, Адам Ефимович
38. Гапуров, Мухамедназар Гапурович
39. Гаранина, Ирина Климентьевна
40. Гарбузов, Василий Фёдорович
41. Гареев, Ришат Абдуллович
42. Гаркуша, Николай Андреевич
43. Гарнова, Анна Ивановна
44. Гасанов, Мурамза Машады оглы
45. Гасанов, Панах Аллахверди оглы
46. Гасанова, Залхай Махмуд кызы
47. Гасанова, Шамама Махмудали кызы
48. Гасымов, Алман Фарман оглы
49. Гатиятуллин, Хакимулла Набиуллович
50. Гафиятов, Касим Гиниятович
51. Гафуржанов, Эргаш Гафурович
52. Гвердцители, Ираклий Григорьевич
53. Гвоздев, Виктор Александрович
54. Гема, Владлен Иванович
55. Генералова, Зинаида Николаевна
56. Георгадзе, Михаил Порфирьевич
57. Геранькин, Геннадий Иванович
58. Герасимов, Анатолий Алексеевич
59. Герасимов, Анатолий Николаевич
60. Герасимов, Владимир Иванович
61. Герасимов, Евгений Гаврилович
62. Герасимов, Иван Александрович
63. Герасимов, Сергей Аполлинариевич
64. Герасимова, Светлана Шамсутдиновна
65. Геращенко, Александр Николаевич
66. Гергенрейдер, Генрих Генрихович
67. Геринг, Яков Германович
68. Германов, Николай Никитич
69. Герсамия, Марго Нестеровна
70. Гидик, Мария Андреевна
71. Гилашвили, Павел Георгиевич
72. Гиль, Павел Евстафьевич
73. Гиматдинов, Габбас Киямович
74. Гиренко, Андрей Николаевич
75. Гиталов, Александр Васильевич
76. Главак, Тамара Владимировна
77. Глаголева, Галина Ивановна
78. Гладилкина, Нина Ивановна
79. Гладкий, Иван Никифорович
80. Гладышев, Владимир Николаевич
81. Глебов, Александр Александрович
82. Глебов, Игорь Алексеевич
83. Глеков, Сергей Фёдорович
84. Гликас, Костас Якубович
85. Глинский, Игорь Александрович
86. Глухов, Василий Григорьевич
87. Глушко, Валентин Петрович
88. Глушко, Николай Тафанович
89. Глушков, Виктор Михайлович
90. Глушков, Николай Тимофеевич
91. Гнатко, Владислав Семёнович
92. Гнатюк, Галина Петровна
93. Гнеушев, Леонид Борисович
94. Гнилицкая, Нинель Филипповна
95. Гоба, Александра Ивановна
96. Гоберман, Иосиф Михайлович
97. Говоров, Владимир Леонидович
98. Гогин, Михаил Иванович
99. Гоглев, Михаил Иванович
100. Годыш, Ярослав Петрович
101. Году, Гизелла Иосифовна
102. Голдин, Николай Васильевич
103. Голиджашвили, Арсен Захарович
104. Голиков, Виктор Андреевич
105. Голиусов, Анатолий Семёнович
106. Голов, Виталий Андреевич
107. Голован, Василий Тимофеевич
108. Голованов, Владимир Ильич
109. Головань, Павел Демидович
110. Головачёв, Иван Иосифович
111. Головачёва, Ольга Степановна
112. Головенко, Григорий Григорьевич
113. Головец, Борис Иванович
114. Головин, Анатолий Никанорович
115. Головин, Игорь Сергеевич
116. Головин, Леонид Иванович
117. Головко, Савелий Сидорович
118. Головницкий, Лев Николаевич
119. Головченко, Иван Харитонович
120. Голубев, Василий Николаевич
121. Голубева, Валентина Николаевна
122. Голубева, Людмила Павловна
123. Голубева, Мария Архиповна
124. Голубь, Николай Яковлевич
125. Голубятников, Иван Яковлевич
126. Гольцов, Василий Григорьевич
127. Гончар, Александр Терентьевич
128. Гончаренко, Борис Трофимович
129. Гончаренко, Раиса Александровна
130. Гончаров, Леонид Михайлович
131. Гончаров, Пётр Лазаревич
132. Гончарова, Анна Ивановна
133. Гончарова, Галина Васильевна
134. Гончарова, Нина Фёдоровна
135. Гончарова, Пелагея Семёновна
136. Гончарук, Иван Павлович
137. Гопка, Иван Никифорович
138. Горбань, Григорий Яковлевич
139. Горбачёв, Игорь Олегович
140. Горбачёв, Михаил Сергеевич
141. Горбачёва, Светлана Фёдоровна
142. Горбунов, Геннадий Александрович
143. Горбунов, Иван Владимирович
144. Горбунов, Николай Павлович
145. Горбунов, Павел Дмитриевич
146. Горбунова, Нина Ивановна
147. Гордиенко, Алексей Андреевич
148. Гордиенко, Алексей Фёдорович
149. Гордиенко, Константин Михайлович
150. Гордон, Владимир Андреевич
151. Горелов, Виктор Никитич
152. Горин, Василий Яковлевич
153. Горишный, Василий Михайлович
154. Горкин, Александр Фёдорович
155. Горлова, Галина Владимировна
156. Горлунов, Василий Константинович
157. Горнак, Василий Ильич
158. Горный, Артём Григорьевич
159. Горобец, Любовь Ивановна
160. Горовой, Николай Иванович
161. Городний, Анатолий Николаевич
162. Горохов, Николай Данилович
163. Горохова, Евдокия Николаевна
164. Горулев, Владимир Фёдорович
165. Горчаков, Пётр Андреевич
166. Горшенева, Нина Викторовна
167. Горшенин, Вячеслав Дмитриевич
168. Горшков, Анатолий Константинович
169. Горшков, Леонид Александрович
170. Горшков, Михаил Иванович
171. Горшков, Сергей Георгиевич
172. Горшкова, Людмила Владимировна
173. Горьков, Юрий Александрович
174. Горяинов, Алексей Иванович
175. Горяйнов, Пётр Тихонович
176. Горячев, Владимир Степанович
177. Горячев, Геннадий Александрович
178. Горячева, Екатерина Сергеевна
179. Горячевский, Анатолий Петрович
180. Горячий, Сергей Евгеньевич
181. Горячкин, Александр Васильевич
182. Гостев, Борис Иванович
183. Гоцин, Юрий Панфилович
184. Грабкин, Леонид Гаврилович
185. Грабовецкая, Галина Михайловна
186. Градович, Валентина Иосифовна
187. Граждан, Анатолий Афанасьевич
188. Грак, Пётр Иванович
189. Грачёв, Анатолий Михайлович
190. Грачёва, Калиса Васильевна
191. Гребенникова, Нина Ивановна
192. Гребенюк, Василий Андреевич
193. Гребенюк, Серафима Григорьевна
194. Гребенюкова, Надежда Дмитриевна
195. Гребнев, Валентин Михайлович
196. Груздева, Нина Иванова
197. Грек, Василий Алексеевич
198. Греков, Владимир Александрович
199. Греков, Леонид Иванович
200. Грехова, Фаина Леонидовна
201. Гречин, Михаил Степанович
202. Гречко, Борис Александрович
203. Гречко, Николай Васильевич
204. Грибанов, Виктор Алексеевич
205. Грибачёв, Николай Матвеевич
206. Гридина, Инна Александровна
207. Грибков, Анатолий Иванович
208. Грибова, Александра Григорьевна
209. Григоренко, Григорий Фёдорович
210. Григорова, Надежда Ивановна
211. Григорьев, Валентин Александрович
212. Григорьев, Владимир Викторович
213. Григорьев, Владимир Михайлович
214. Григорьев, Иван Александрович
215. Григорьев, Иван Васильевич
216. Григорьев, Константин Александрович
217. Григорьев, Михаил Григорьевич
218. Григорьева, Алевтина Васильевна
219. Григорьева, Любовь Фёдоровна
220. Гридасов, Дмитрий Матвеевич
221. Гридина, Галина Антоновна
222. Гриднев, Николай Сергеевич
223. Гриднева, Валентина Михайловна
224. Гринблат, Ян Ильич
225. Гринева, Галина Михайловна
226. Гринцов, Иван Григорьевич
227. Гринченко, Анатолий Гаврилович
228. Гринько, Николай Константинович
229. Гриценко, Людмила Владимировна
230. Гришин, Борис Дмитриевич
231. Гришин, Виктор Васильевич
232. Гришин, Николай Павлович
233. Гришина, Тамара Захаровна
234. Гришина, Тамара Степановна
235. Гришкявичус, Пятрас Пятрович
236. Грищенко, Пётр Семёнович
237. Грищук, Феофил Григорьевич
238. Гром, Ольга Георгиевна
239. Громаков, Владимир Яковлевич
240. Громов, Анатолий Александрович
241. Громов, Виктор Иванович
242. Громова, Мария Сергеевна
243. Громогласов, Анатолий Иванович
244. Громыко, Андрей Андреевич
245. Гросс, Валентина Васильевна
246. Гроссу, Семён Кузьмич
247. Грошев, Юрий Николаевич
248. Грушевой, Константин Степанович
249. Грушин, Пётр Дмитриевич
250. Грущенко, Иван Павлович
251. Грязев, Виталий Афанасьевич
252. Грязнов, Борис Александрович
253. Губин, Иван Архипович
254. Губкин, Марат Павлович
255. Гугава, Джимшер Васильевич
256. Гугучия, Джото Иосифович
257. Гудимов, Юрий Яковлевич
258. Гудков, Александр Фёдорович
259. Гудкова, Зоя Алексеевна
260. Гудошников, Владимир Георгиевич
261. Гуженко, Тимофей Борисович
262. Гузик, Василий Сергеевич
263. Гук, Анатолий Матвеевич
264. Гулуа, Бакури Давидович
265. Гуляев, Афанасий Иннокентьевич
266. Гулян, Лена Бахшиевна
267. Гумерова, Земфира Гумеровна
268. Гуреева, Юлия Ивановна
269. Гуренко, Станислав Иванович
270. Гурин, Василий Максимович
271. Гурко, Владимир Антонович
272. Гурский, Александр Григорьевич
273. Гуртовой, Василий Моисеевич
274. Гусев, Борис Михайлович
275. Гусев, Виктор Ефимович
276. Гусев, Владимир Кузьмич
277. Гусев, Леонид Владимирович
278. Гусев, Николай Николаевич
279. Гусев, Пётр Иванович
280. Гусева, Галина Иосифовна
281. Гусева, Галина Семёновна
282. Гусева, Любовь Григорьевна
283. Гусева, Татьяна Николаевна
284. Гусевский, Анатолий Николаевич
285. Гусейнов, Вагиф Алиовсат оглы
286. Гусейнов, Мамед Самед оглы
287. Гусейнова, Гумай Мешади Мехти Гули кызы
288. Гусейнова, Рагиля Аллахверди кызы
289. Гусельников, Леонид Фёдорович
290. Гусовский, Сергей Владимирович
291. Густов, Иван Степанович
292. Густоев, Василий Михайлович
293. Гутовский, Григорий Иванович
294. Гуцало, Виктор Васильевич
295. Гученко, Владимир Николаевич

## Д
1. Дабрундашвили, Гулзар Александровна
2. Давидова, Анна Степановна
3. Давидовская, Валентина Александровна
4. Давлетбаев, Далгат Шагимарданович
5. Давлеткулова, Ануза Шарифулловна
6. Давлетова, Людмила Ельматовна
7. Давудов, Давуд Джафар оглы
8. Давыденко, Михаил Алексеевич
9. Давыденко, Татьяна Николаевна
10. Давыдова, Людмила Ивановна
11. Давыдова, Наталья Максимовна
12. Дадашев, Мусеиб Мирза оглы
13. Даидов, Дауд Арсланбекович
14. Далиева, Валентина Ивановна
15. Даляева, Нина Алексеевна
16. Дамбис, Айвар Альбертович
17. Дамирова, Джамиля Дадаш кызы
18. Данещик, Юрий Евгеньевич
19. Данилин, Дмитрий Степанович
20. Данилов, Софрон Петрович
21. Данилов, Юрий Георгиевич
22. Данилова, Валентина Алексеевна
23. Данилюк, Алексей Моисеевич
24. Данков, Вениамин Владимирович
25. Данчук, Михаил Юрьевич
26. Даньшин, Николай Назарович
27. Дарма, Лидия Ивановна
28. Дарсалия, Афрасион Лауевич
29. Даташвили, Александр Иосифович
30. Дацко, Пётр Семёнович
31. Дашиев, Дугаржап Цыренович
32. Двалишвили, Демур Ноевич
33. Дворникова, Анна Сергеевна
34. Дворядкина, Лидия Григорьевна
35. Дворянинова, Клавдия Платоновна
36. Дворянинова, Римма Мартьянова
37. Дебалюк, Александр Васильевич
38. Девин, Илья Максимович
39. Девятко, Владимир Григорьевич
40. Дегтяренко, Надежда Акимовна
41. Дегтярь, Вера Тимофеева
42. Деденцова, Елена Григорьевна
43. Дедов, Иван Фёдорович
44. Дейкин, Юрий Павлович
45. Дейнека, Николай Иванович
46. Дементей, Николай Иванович
47. Дементьев, Владимир Тимофеевич
48. Дементьева, Галина Константиновна
49. Дементьева, Раиса Фёдоровна
50. Демиденко, Василий Петрович
51. Демиденко, Вячеслав Сергеевич
52. Демидова, Екатерина Яковлевна
53. Демидович, Станислав Владимирович
54. Дёмин, Иван Павлович
55. Деминов, Алексей Дмитриевич
56. Демирчян, Карен Серопович
57. Демичев, Пётр Нилович
58. Демченко, Владимир Акимович
59. Демьянов, Михаил Павлович
60. Денгельбаева, Марзия
61. Денисенко, Вера Елисеевна
62. Денисенко, Григорий Иванович
63. Денисенко, Нина Ивановна
64. Денисов, Василий Васильевич
65. Денисов, Виктор Максимович
66. Денисов, Геннадий Николаевич
67. Денисов, Константин Петрович
68. Денисов, Михаил Михайлович
69. Денисов, Николай Иванович
70. Денисова, Александра Ивановна
71. Дербенев, Александр Павлович
72. Дергунов, Василий Сергеевич
73. Деревской, Юрий Иванович
74. Деревянко, Владимир Александрович
75. Дерунов, Павел Фёдорович
76. Дерябин, Борис Анатольевич
77. Джабраилов, Тагир Рза оглы
78. Джалилов, Мирзамурад Джалил оглы
79. Джафаров, Абульфаз Фарадж оглы
80. Джем, Иван Павлович
81. Джиенбаев, Султан Сулейменович
82. Джимшелеишвили, Нанули Акакиевна
83. Джулмухамедов, Аблайхан Касымович
84. Джумашев, Сабит Исламович
85. Джураев, Ташпулат
86. Джураева, Буальма
87. Дзидзария, Георгий Алексеевич
88. Дзына, Тамара Филипповна
89. Дзюба, Лидия Михайловна
90. Дзюба, Сергей Платонович
91. Диброва, Никита Яковлевич
92. Дидоренко, Неля Леонидовна
93. Дикарев, Михаил Александрович
94. Дикарев, Пётр Емельянович
95. Диордица, Анна Ильинична
96. Дмитриев, Анатолий Егорович
97. Дмитриев, Валентин Иванович
98. Дмитриев, Владимир Вавилович
99. Дмитриев, Иван Николаевич
100. Дмитриев, Игорь Михайлович
101. Дмитриев, Игорь Фёдорович
102. Дмитриев, Николай Иванович
103. Дмитриева, Галина Ивановна
104. Дмитриева, Зинаида Евлампиевна
105. Дмитриева, Людмила Васильевна
106. Добрик, Виктор Фёдорович
107. Доброхотов, Иван Николаевич
108. Добрынин, Анатолий Михайлович
109. Добрынин, Анатолий Фёдорович
110. Добряков, Анатолий Васильевич
111. Довбенко, Николай Серафимович
112. Довбня, Михаил Иванович
113. Довгань, Василий Иванович
114. Довгополый, Владимир Владимирович
115. Довгошея, Анна Никитична
116. Довлетханова, Фаият Сейфеддин кызы
117. Довранова, Марал
118. Догонкин, Пётр Васильевич
119. Догонкин, Степан Фёдорович
120. Додобаева, Махфират
121. Додуева, Фаризат Аскеровна
122. Докшас, Зигмантас Станиславович
123. Долганин, Александр Феофанович
124. Долганова, Нина Ивановна
125. Долгий, Анатолий Прокофьевич
126. Долгина, Августа Васильевна
127. Долгих, Владимир Иванович
128. Долгов, Виталий Александрович
129. Долгов, Вячеслав Владимирович
130. Должикова, Анна Александровна
131. Домашевский, Николай Викторович
132. Доминик, Евгения Владимировна
133. Домников, Василий Иванович
134. Доможакова, Ирина Захаровна
135. Донга, Альберт Юзефович
136. Доненбаева, Камшат Байгазиновна
137. Донеско, Еремия Петрович
138. Донских, Виктор Васильевич
139. Донсков, Владимир Семёнович
140. Донцов, Константин Васильевич
141. Дончук, Галина Александровна
142. Дорин, Сергей Михайлович
143. Дорогин, Александр Сергеевич
144. Дорожкин, Иван Фролович
145. Доронина, Валентина Яковлевна
146. Доронина, Тамара Николаевна
147. Дорофеев, Александр Георгиевич
148. Дорофеев, Пётр Михайлович
149. Дорохин, Василий Ильич
150. Дорохин, Геннадий Андреевич
151. Дорохов, Иван Иванович
152. Дорохов, Илья Диомидович
153. Дорошенко, Виктор Карпович
154. Досмагамбетов, Султан Капарович
155. Досова, Абадан
156. Драгунский, Давид Абрамович
157. Драничников, Юрий Архипович
158. Дранко, Николай Степанович
159. Драченко, Татьяна Ивановна
160. Дрижд, Николай Александрович
161. Дробина, Альбина Александровна
162. Дробышев, Борис Фёдорович
163. Дробязко, Николай Степанович
164. Дрожжин, Сергей Васильевич
165. Дрозденко, Василий Иванович
166. Дронова, Тамара Ивановна
167. Дружинин, Михаил Иванович
168. Дрыгин, Анатолий Семёнович
169. Дрючин, Александр Павлович
170. Дубинчук, Феодосий Фёдорович
171. Дубко, Александр Иосифович
172. Дубков, Александр Егорович
173. Дубнов, Аркадий Алексеевич
174. Дубов, Анатолий Фёдорович
175. Дубова, Светлана Васильевна
176. Дубовик, Аркадий Иванович
177. Дубовицкая, Анна Ивановна
178. Дубошин, Николай Васильевич
179. Дубцов, Анатолий Дмитриевич
180. Дугаров, Михаил Дугарович
181. Дуденков, Иван Григорьевич
182. Дудин, Геннадий Григорьевич
183. Дудинов, Валентин Анатольевич
184. Дедович, Нина Ивановна
185. Дудорова, Лариса Алексеевна
186. Дудук, Александр Николаевич
187. Дуйшеев, Арстанбек Дуйшеевич
188. Дульцев, Василий Семёнович
189. Дума, Иван Кузьмич
190. Думачев, Анатолий Пантелеевич
191. Думбра, Героним Иванович
192. Дунаева, Любовь Гавриловна
193. Дупешко, Иван Николаевич
194. Дурицкая, Лидия Джурабаевна
195. Духовникова, Инна Михайловна
196. Душин, Николай Алексеевич
197. Дыбенко, Николай Кириллович
198. Дымшиц, Вениамин Эммануилович
199. Дьяков, Станислав Алексеевич
200. Дьяконов, Владислав Дмитриевич
201. Дьячкова, Лилия Ивановна
202. Дюбина, Валентина Ивановна
203. Дягилева, Клавдия Ивановна
204. Дядечко, Леонтий Степанович
205. Дятел, Виталий Афанасьевич
206. Дятлов, Владимир Егорович

## Е
1. Евдокименко, Валерий Кириллович
2. Евдокимов, Иван Порфирьевич
3. Евдокимова, Мария Петровна
4. Евстафьев, Николай Павлович
5. Евтихеев, Александр Евменьевич
6. Евтухова, Ольга Фёдоровна
7. Евченко, Григорий Иванович
8. Егоров, Анатолий Григорьевич
9. Егоров, Георгий Михайлович
10. Егоров, Михаил Васильевич
11. Егорова, Анастасия Фёдоровна
12. Егорова, Зоя Яковлевна
13. Егорова, Людмила Сергеевна
14. Егорова, Нина Николаевна
15. Егорова, Полина Фёдоровна
16. Егорьева, Любовь Михайловна
17. Еграшкина, Валентина Андреевна
18. Ежевский, Александр Александрович
19. Ёжиков, Вячеслав Александрович
20. Еженкова, Галина Никитична
21. Елабужев, Геннадий Николаевич
22. Елгазина, Клара Петровна
23. Елезов, Вячеслав Григорьевич
24. Елизаров, Александр Викторович
25. Елизарова, Валентина Фёдоровна
26. Елизарьев, Иван Кузьмич
27. Елисеев, Александр Кузьмич
28. Елисеев, Алексей Егорович
29. Елисеев, Алексей Станиславович
30. Елисеев, Вячеслав Валентинович
31. Елисеев, Михаил Николаевич
32. Елисеева, Наталия Григорьевна
33. Елохин, Александр Александрович
34. Ельцин, Борис Николаевич
35. Ельцов, Константин Сергеевич
36. Ельченко, Юрий Никифорович
37. Ельчибаев, Заттыбек
38. Елютин, Вячеслав Петрович
39. Емельянов, Борис Михайлович
40. Емельянова, Агния Иовлевна
41. Емельянова, Анфиса Васильевна
42. Емохонов, Николай Павлович
43. Енамукова, Кунац Сафарбиевна
44. Епифанцев, Валентин Сергеевич
45. Епишев, Алексей Алексеевич
46. Ерахтин, Борис Михайлович
47. Ергешбаев, Налькожа
48. Еремей, Григорий Исидорович
49. Ерёменко, Анатолий Семёнович
50. Ерёменко, Зинаида Захаровна
51. Ерёменко, Зинаида Петровна
52. Ерёмин, Николай Максимович
53. Ерёмин, Юрий Алексеевич
54. Ерехинский, Владимир Владимирович
55. Ерешев, Сагиндык
56. Ерзунов, Виктор Иванович
57. Еренова, Ольга Николаевна
58. Ермак, Станислав Николаевич
59. Ермаков, Алексей Иванович
60. Ермаков, Виктор Фёдорович
61. Ермаков, Михаил Иванович
62. Ермаков, Николай Спиридонович
63. Ермакова, Альбина Михайловна
64. Ермакова, Наталья Аркадьевна
65. Ермаш, Филипп Тимофеевич
66. Ермин, Лев Борисович
67. Ермоленко, Василий Васильевич
68. Ермолов, Валентин Митрофанович
69. Ермолов, Вячеслав Алексеевич
70. Ермолова, Валентина Ивановна
71. Ерохин, Алексей Иванович
72. Ерохин, Владимир Евгеньевич
73. Ерошкин, Иван Иванович
74. Ершов, Игорь Николаевич
75. Ершов, Лев Алексеевич
76. Ершов, Михаил Сергеевич
77. Ершова, Мира Викторовна
78. Ершова, Нелли Михайловна
79. Ерюшов, Борис Алексеевич
80. Есаулков, Юрий Афанасьевич
81. Есаулов, Александр Трофимович
82. Есетов, Такей Есетович
83. Есимжанова, Сапура Ибраевна
84. Есина, Клавдия Прохоровна
85. Есипов, Анатолий Дмитриевич
86. Есмамбетов, Булат Салахитдинович
87. Ефанов, Иван Семёнович
88. Ефименко, Георгий Григорьевич
89. Ефименко, Сергей Петрович
90. Ефимов, Авенир Яковлевич
91. Ефимов, Александр Николаевич
92. Ефимов, Анатолий Степанович
93. Ефимчук, Василий Сергеевич
94. Ефременко, Борис Иванович
95. Ефремов, Леонид Николаевич

## Ж
1. Жабин, Иван Алексеевич
2. Жайворонок, Раиса Матвеевна
3. Жакупов, Ануар Камзинович
4. Жангуразов, Ибрагим Даутович
5. Жанэ, Киримизе Хаджимусович
6. Жаринов, Владимир Николаевич
7. Жарков, Владимир Иванович
8. Жаров, Валерий Аркадьевич
9. Жванец, Николай Васильевич
10. Жданов, Дмитрий Александрович
11. Жданов, Станислав Александрович
12. Жданов, Юрий Андреевич
13. Жданова, Раиса Васильевна
14. Жебрунова, Анна Семёновна
15. Жевак, Николай Григорьевич
16. Желиба, Владимир Иванович
17. Жермаль, Раиса Ивановна
18. Жестарев, Юрий Львович
19. Жибров, Владимир Иванович
20. Живичкина, Александра Ивановна
21. Жигалин, Владимир Фёдорович
22. Жидков, Анатолий Константинович
23. Жидкова, Раиса Ивановна
24. Жижин, Валерий Васильевич
25. Жильников, Дмитрий Алексеевич
26. Жипа, Владимир Николаевич
27. Жирков, Василий Григорьевич
28. Жирнов, Иван Иванович
29. Житков, Анатолий Анатольевич
30. Жлоба, Евгений Егорович
31. Жмурко, Виктор Андреевич
32. Жочкин, Николай Михайлович
33. Жудинова, Людмила Викторовна
34. Жук, Василий Иванович
35. Жуков, Борис Петрович
36. Жуков, Виктор Михайлович
37. Жуков, Владимир Иванович
38. Жуков, Георгий Александрович
39. Жукова, Александра Григорьевна
40. Жукова, Анна Дмитриевна
41. Жукова, Валентина Егоровна
42. Жукова, Тамара Сергеевна
43. Жумабаев, Кызыл Ибраевич
44. Жумабеков, Камза Бижанович
45. Жумабекова, Салима Жумабековна
46. Жумамуратова, Райгуль
47. Журавлёв, Василий Павлович
48. Журавлёв, Григорий Григорьевич
49. Журавлёв, Игорь Сергеевич
50. Журавлёва, Мария Степановна
51. Журавлёва, Раиса Петровна
52. Журкин, Николай Ильич
53. Журкин, Юрий Дмитриевич
54. Жученко, Александр Александрович

## З
1. Забабуро, Дмитрий Иванович
2. Забегайло, Мария Васильевна
3. Забиров, Хайдар Давыдович
4. Забурдаев, Иван Иванович
5. Заворотынский, Алексей Алексеевич
6. Завьялов, Александр Васильевич
7. Завьялов, Евгений Петрович
8. Завьялова, Людмила Егоровна
9. Загузин, Павел Иванович
10. Загладин, Вадим Валентинович
11. Загорский, Николай Григорьевич
12. Загоруй, Пётр Илларионович
13. Загребельный, Павел Архипович
14. Загузов, Дмитрий Сергеевич
15. Заднеев, Алексей Михайлович
16. Задора, Зоя Макаровна
17. Зазулин, Алексей Павлович
18. Заикин, Валерий Александрович
19. Зайвый, Фёдор Фёдорович
20. Зайков, Лев Николаевич
21. Зайнаков, Юрий Семёнович
22. Зайцев, Валерий Павлович
23. Зайцев, Евгений Александрович
24. Зайцев, Игорь Германович
25. Зайцев, Ловит Михайлович
26. Зайцев, Михаил Митрофанович
27. Зайцев, Юрий Дмитриевич
28. Зайцева, Людмила Алексеевна
29. Зайцева, Раиса Николаевна
30. Зайченко, Николай Михайлович
31. Закариашвили, Жужуна Вахтанговна
32. Закиров, Наим Сафинович
33. Закиров, Насыр
34. Закревский, Александр Николаевич
35. Залозный, Иван Александрович
36. Залозный, Николай Васильевич
37. Залудяк, Николай Иванович
38. Замалдинова, Илпятхан
39. Замерец, Прасковья Александровна
40. Замлынный, Николай Петрович
41. Замотина, Анна Игнатьевна
42. Замошникова, Мария Франковна
43. Замятин, Валентин Сергеевич
44. Замятин, Леонид Митрофанович
45. Зарицкий, Евгений Ерофеевич
46. Зародов, Константин Иванович
47. Зарубов, Василий Фёдорович
48. Зарудин, Юрий Фёдорович
49. Зарудько, Валентина Ивановна
50. Засуха, Мария Яковлевна
51. Затворницкий, Владимир Андреевич
52. Затолюк, Раиса Ивановна
53. Захарьевская, Вера Иосифовна
54. Захарчук, Анна Николаевна
55. Захаренко, Александр Антонович
56. Захаркин, Евгений Николаевич
57. Захаров, Александр Фёдорович
58. Захаров, Борис Васильевич
59. Захаров, Василий Георгиевич
60. Захаров, Владимир Анисимович
61. Захаров, Иван Васильевич
62. Захарова, Александра Ивановна
63. Захарова, Ирина Сергеевна
64. Захарова, Нина Ивановна
65. Захарова, Ольга Фёдоровна
66. Захарченко, Виктор Гаврилович
67. Захарченко, Николай Пантелеймонович
68. Захарченко, Полина Фёдоровна
69. Захарченков, Пётр Иванович
70. Зверев, Алексей Ильич
71. Зверев, Рид Петрович
72. Звягинцев, Анатолий Петрович
73. Звягинцев, Владимир Яковлевич
74. Згурский, Валентин Арсентьевич
75. Зейналова, Назиха Джафар кызы
76. Зеленовский, Анатолий Антонович
77. Зелинский, Павел Иванович
78. Земец, Виктор Петрович
79. Землянникова, Людмила Андреевна
80. Земляной, Николай Петрович
81. Земсков, Игорь Николаевич
82. Земцов, Аркадий Семёнович
83. Зиёев, Таварали
84. Зимянин, Михаил Васильевич
85. Зинова, Мария Павловна
86. Зиновьев, Валерий Петрович
87. Зиновьева, Валентина Михайловна
88. Зинченко, Лидия Григорьевна
89. Зинченко, Людмила Сергеевна
90. Зитманис, Август Карлович
91. Зиябекова, Зина
92. Зияева, Сажида Абдуллаевна
93. Зленко, Николай Андреевич
94. Злобин, Николай Анатольевич
95. Змиевская, Надежда Владимировна
96. Знаменский, Юрий Степанович
97. Здобнов, Николай Николаевич
98. Золотарёв, Анатолий Петрович
99. Золотарёв, Владимир Иванович
100. Золотарёв, Евгений Михайлович
101. Золотарёва, Александра Ивановна
102. Золотарёва, Алла Ивановна
103. Золотарёва, Мария Андреевна
104. Золотов, Александр Семёнович
105. Золотухин, Григорий Сергеевич
106. Золотухина, Александра Егоровна
107. Зорин, Владимир Викторович
108. Зорина, Лидия Ильинична
109. Зоркальцев, Виктор Ильич
110. Зотов, Михаил Семёнович
111. Зубарев, Виктор Иванович
112. Зубарева, Антонина Павловна
113. Зубец, Иван Семёнович
114. Зубов, Анатолий Михайлович
115. Зубрицкий, Борис Фёдорович
116. Зудилина, Надежда Дмитриевна
117. Зуев, Виктор Николаевич
118. Зуев, Владимир Евсеевич
119. Зыков, Михаил Ефимович
120. Зыков, Михаил Павлович
121. Зыль, Пётр Васильевич
122. Зюзяева, Валентина Ивановна
123. Зюнев, Иван Фёдорович
124. Зяблов, Владимир Ильич
125. Зязюн, Иван Андреевич

## И
1. Ибрагимов, Мирза Аждар оглы
2. Ибрагимов, Сулейман Гасан оглы
3. Ибрагимова, Наиба
4. Иванес, Нина Фёдоровна
5. Иваниашвили, Ушанги Абрамович
6. Иваницкий, Николай Михайлович
7. Иванков, Фёдор Демьянович
8. Иванникова, Мария Сергеевна
9. Иванов, Альвин Васильевич
10. Иванов, Анатолий Александрович
11. Иванов, Василий Дмитриевич
12. Иванов, Виктор Михайлович
13. Иванов, Виктор Михайлович
14. Иванов, Виктор Петрович
15. Иванов, Владимир Петрович
16. Иванов, Евгений Алексеевич
17. Иванов, Иван Александрович
18. Иванов, Иван Иванович
19. Иванов, Иван Ильич
20. Иванов, Николай Геннадиевич
21. Иванов, Павел Иванович
22. Иванов, Эдуард Евгеньевич
23. Иванов, Юрий Михайлович
24. Иванова, Валентина Ивановна
25. Иванова, Валентина Михайловна
26. Иванова, Лина Николаевна
27. Иванова, Людмила Николаевна
28. Иванова, Мария Алексеевна
29. Иванова, Нина Романовна
30. Иванова, Нина Сергеевна
31. Иванова, Светлана Петровна
32. Иванова, Татьяна Георгиевна
33. Ивановская, Галина Борисовна
34. Ивановский, Евгений Филиппович
35. Иванишко, Галина Михайловна
36. Ивахненко, Анна Павловна
37. Ивашко, Владимир Антонович
38. Ивашутин, Пётр Иванович
39. Иващенко, Анна Семёновна
40. Ивентьев, Владимир Васильевич
41. Ивкин, Валентин Феодосьевич
42. Ивлюшкин, Виталий Иванович
43. Ивон, Евгений Константинович
44. Ивыгин, Геннадий Михайлович
45. Игнатов, Вадим Николаевич
46. Игнатов, Валерий Викторович
47. Игнатов, Владимир Александрович
48. Игнатович, Анатолий Васильевич
49. Игнатьева, Галина Борисовна
50. Игошин, Николай Александрович
51. Игутова, Татьяна Семёновна
52. Иевлев, Иван Васильевич
53. Измайлова, Людмила Николаевна
54. Изотов, Валентин Дмитриевич
55. Изотов, Сергей Петрович
56. Изотова, Валентина Зиновьевна
57. Израэль, Юрий Антониевич
58. Икауниек, Альберт Эдуардович
59. Икматова, Арзихан
60. Иксанов, Мустахим Белялович
61. Илизаров, Гавриил Абрамович
62. Илларионов, Фёдор Николаевич
63. Ильенков, Александр Иванович
64. Ильин, Виктор Митрофанович
65. Ильин, Леонид Андреевич
66. Ильина, Людмила Павловна
67. Ильина, Нина Александровна
68. Ильичёв, Леонид Александрович
69. Ильичёв, Леонид Фёдорович
70. Ильчук, Мария Брониславовна
71. Ильяш, Иван Никитович
72. Иманалиев, Мурзабек Иманалиевич
73. Имашев, Саттар Нурмашевич
74. Имедадзе, Тамаз Шалвович
75. Имралиев, Сардар Мамед оглы
76. Инаури, Алексей Николаевич
77. Индурский, Семён Давыдович
78. Инжиевский, Алексей Алексеевич
79. Иноземцев, Николай Николаевич
80. Ионова, Нина Павловна
81. Ирбе, Айна Карловна
82. Ирд, Каарел Кириллович
83. Исаев, Александр Сергеевич
84. Исаев, Алексей Степанович
85. Исаев, Анатолий Александрович
86. Исаев, Борис Васильевич
87. Исаев, Василий Яковлевич
88. Исаев, Сергей Иванович
89. Исаков, Иван Фёдорович
90. Исаченкова, Нина Фёдоровна
91. Искаков, Кошербай
92. Искандаров, Ином Назарович
93. Искандарова, Мархамат
94. Исламов, Эркабай
95. Ислюков, Семён Матвеевич
96. Исмаилов, Эльхан Сурхай оглы
97. Исраелян, Овнан Атанесович
98. Истина, Лидия Александровна
99. Исупов, Владимир Германович
100. Ихин, Каюм Гимазетдинович
101. Ишин, Александр Яковлевич
102. Ишлинский, Александр Юльевич
103. Ищенко, Фёдор Калистратович

## К
1. Кабаков, Анатолий Михайлович
2. Кабалоев, Билар Емазаевич
3. Кабаненко, Лидия Ивановна
4. Кабанов, Виталий Иванович
5. Кабанова, Нина Викторовна
6. Кабардин, Анатолий Фёдорович
7. Кабасакалова, Александра Саввовна
8. Кабанова, Евдокия Тихоновна
9. Кабков, Яков Иванович
10. Каблуков, Виктор Агапиевич
11. Кабулова, Тамара Шалвовна
12. Кабяк, Сергей Терентьевич
13. Кавинский, Ромуальд Владимирович
14. Кавун, Василий Михайлович
15. Каджая, Мераб Мусаевич
16. Кадиков, Закий Нуриханович
17. Кадимова, Акжан
18. Кадиров, Джалалдин
19. Кадыров, Азиз Мавлянович
20. Кажаров, Валерий Тембулатович
21. Кажарский, Степан Васильевич
22. Казаков, Василий Александрович
23. Казаков, Василий Иванович
24. Казаков, Леонид Давыдович
25. Казанец, Иван Павлович
26. Казанская, Александра Валентиновна
27. Казанцев, Владлен Владимирович
28. Казаров, Олег Владимирович
29. Казначеев, Виктор Алексеевич
30. Казыдуб, Галина Алексеевна
31. Каирбаев, Махмет
32. Кайрис, Ксаверас Костович
33. Кайтмазова, Магдалина Дзамболатовна
34. Калантай, Иван Фёдорович
35. Калачёв, Михаил Андреевич
36. Калашников, Алексей Максимович
37. Калашников, Владислав Сергеевич
38. Калашников, Михаил Иванович
39. Калашников, Николай Алексеевич
40. Калашникова, Валентина Васильевна
41. Калиева, Алтынай Батырбековна
42. Калиманов, Константин Доментианович
43. Калин, Иван Петрович
44. Калинин, Владимир Григорьевич
45. Калинин, Владимир Константинович
46. Калинин, Леонид Дмитриевич
47. Калинин, Николай Васильевич
48. Калинин, Юрий Михайлович
49. Калинина, Людмила Фёдоровна
50. Калинина, Маиса Ивановна
51. Калинина, Наталия Ивановна
52. Калиниченко, Александр Дмитриевич
53. Калиниченко, Илья Яковлевич
54. Калинова, Валентина Степановна
55. Калиш, Виталий Николаевич
56. Кальнетис, Казимерас Юозович
57. Кальпина, Ольга Ильинична
58. Кальченко, Валентин Николаевич
59. Калюжная, Мария Павловна
60. Калюжный, Николай Владимирович
61. Каляев, Анатолий Васильевич
62. Камаев, Геронтий Леонтьевич
63. Камалиденов, Закаш Камалиденович
64. Камалов, Каллибек
65. Камалов, Махкам Камалович
66. Камалова, Лира Шариповна
67. Камбиев, Мухаб Алимович
68. Каменская, Галина Алексеевна
69. Каменцев, Владимир Михайлович
70. Каминский, Григорий Наумович
71. Кандренков, Андрей Андреевич
72. Каноатов, Муминшо
73. Капацин, Василий Семёнович
74. Капелько, Владимир Прохорович
75. Капинус, Владимир Иванович
76. Капитонов, Иван Васильевич
77. Каптеров, Михаил Иванович
78. Капто, Александр Семёнович
79. Капустин, Юрий Николаевич
80. Капустина, Раиса Фёдоровна
81. Карабаев, Мусинжан Мавлонович
82. Карабаев, Хамит
83. Карабанов, Дмитрий Иванович
84. Карабанова, Клавдия Ивановна
85. Караваев, Георгий Аркадьевич
86. Караев, Александр Иванович
87. Каралене, Ирена Миколовна
88. Карамаев, Михаил Васильевич
89. Карасёв, Валентин Питиримович
90. Карасёва, Мария Владимировна
91. Караченцев, Сергей Александрович
92. Карачун, Пётр Николаевич
93. Каргин, Михаил Иванович
94. Кардаш, Надежда Маркияновна
95. Кардашов, Владимир Ефимович
96. Каримов, Абдувахид Каримович
97. Каримов, Абдухалик
98. Каримов, Эркин Мурадуллаевич
99. Каримов, Мустафа Сафич
100. Каримова, Ранохон
101. Карих, Нина Павловна
102. Карпенко, Валентин Иванович
103. Карлов, Владимир Алексеевич
104. Карлов, Сергей Степанович
105. Карпенко, Николай Петрович
106. Карпик, Мария Фёдоровна
107. Карпов, Валентин Семёнович
108. Карпов, Валерий Валентинович
109. Карпов, Вениамин Петрович
110. Карпов, Михаил Григорьевич
111. Карпова, Евдокия Фёдоровна
112. Карпова, Лидия Михайловна
113. Карпова, Людмила Михайловна
114. Карпова, Мария Ивановна
115. Карпухин, Геннадий Тимофеевич
116. Каррыев, Чары Союнович
117. Картвелишвили, Тристан Ильич
118. Карунин, Георгий Иванович
119. Карцева, Вера Алексеевна
120. Касимова, Валентина Александровна
121. Касимова, Сифая Сеидрза кызы
122. Каскалдакова, Гульгайша Дюсембековна
123. Касумбеков, Гамид Габиб оглы
124. Касьянов, Анатолий Васильевич
125. Катаргин, Николай Владимирович
126. Калугин, Алексей Иванович
127. Катушев, Георгий Васильевич
128. Катушев, Константин Фёдорович
129. Катюшин, Арнольд Александрович
130. Кахаров, Шамурат
131. Кахоидзе, Царо Габриеловна
132. Качаловский, Евгений Викторович
133. Качин, Дмитрий Иванович
134. Качура, Борис Васильевич
135. Кашакашвили, Гурами Венедиктович
136. Кашин, Юрий Фёдорович
137. Кашица, Владимир Васильевич
138. Каюмов, Турсун
139. Квакин, Николай Алексеевич
140. Кварцхава, Наргиза Левановна
141. Квашин, Михаил Алексеевич
142. Квижинадзе, Нодар Александрович
143. Кеворков, Борис Саркисович
144. Кемашвили, Вера Батуровна
145. Кембаева, Батима
146. Керимов, Муса Абдурахманович
147. Кецарис, Александр Карлович
148. Кигин, Михаил Иванович
149. Кигинько, Роман Иванович
150. Кизюн, Николай Фадеевич
151. Киктенко, Владимир Константинович
152. Кипина, Тамара Николаевна
153. Кирасиров, Анатолий Фёдорович
154. Кирей, Михаил Ильич
155. Кириленко, Андрей Павлович
156. Кириллов-Угрюмов, Виктор Григорьевич
157. Кириллов, Владимир Никонорович
158. Кириндас, Владимир Яковлевич
159. Киричек, Василий Егорович
160. Кириченко, Николай Карпович
161. Кириченко, Нина Александровна
162. Кирсанов, Алексей Петрович
163. Кирсанов, Анатолий Иванович
164. Кирсанов, Яков Михайлович
165. Киртока, Людмила Михайловна
166. Кирьянов, Иван Яковлевич
167. Кирьянова, Лариса Вадимовна
168. Кирюхин, Владимир Иванович
169. Кирюшкин, Виктор Михайлович
170. Киселёв, Анатолий Иванович
171. Киселёв, Василий Иванович
172. Киселёв, Виктор Семёнович
173. Киселёв, Иван Иванович
174. Киселёв, Иван Никитович
175. Киселёв, Леонид Николаевич
176. Киселёв, Николай Алексеевич
177. Киселёв, Тихон Яковлевич
178. Киселёв, Юрий Михеевич
179. Киселёва, Алла Валентиновна
180. Киселёва, Антонина Алексеевна
181. Киселёва, Мария Георгиевна
182. Киселёва, Элеонора Владимировна
183. Киселёва, Юлия Николаевна
184. Кислица, Владимир Петрович
185. Кисель, Елена Ивановна
186. Кисенко, Иван Григорьевич
187. Кислицин, Николай Георгиевич
188. Кислицын, Владимир Константинович
189. Кислов, Владимир Васильевич
190. Китаев, Николай Фёдорович
191. Кишкин, Николай Андреевич
192. Кищенко, Николай Павлович
193. Кия-Оглу, Николай Васильевич
194. Клаусон, Вальтер Иванович
195. Клауцен, Арнольд Петрович
196. Клеменов, Евгений Александрович
197. Клепиков, Михаил Иванович
198. Клёцков, Леонид Герасимович
199. Клименко, Евгений Иванович
200. Клименко, Иван Ефимович
201. Клименко, Светлана Семёновна
202. Климентов, Михаил Алексеевич
203. Климов, Александр Васильевич
204. Климов, Борис Николаевич
205. Климова, Валентина Васильевна
206. Климова, Валентина Николаевна
207. Климук, Пётр Ильич
208. Клопов, Александр Дмитриевич
209. Клопова, Людмила Николаевна
210. Клочков, Валентин Владимирович
211. Клочков, Игорь Евгеньевич
212. Клюев, Владимир Григорьевич
213. Ключников, Юрий Дмитриевич
214. Князев, Филипп Кириллович
215. Князева, Зоя Анатольевна
216. Князева, Зинаида Васильевна
217. Князева, Тамара Михайловна
218. Кобахидзе, Александр Викторович
219. Кобец, Вячеслав Иванович
220. Кобзарь, Андрей Степанович
221. Кобландин, Нагим
222. Кобыльчак, Михаил Митрофанович
223. Ковалёв, Анатолий Гаврилович
224. Ковалёв, Виталий Антонович
225. Ковалёв, Иван Николаевич
226. Ковалёв, Игорь Александрович
227. Ковалёв, Михаил Фёдорович
228. Ковалёв, Николай Иванович
229. Ковалёв, Сергей Никитич
230. Ковалёва, Тамара Владимировна
231. Коваленко, Александр Власович
232. Коваленко, Анатолий Дмитриевич
233. Коваленко, Вера Петровна
234. Коваленко, Виктор Андреевич
235. Коваленко, Зоя Александровна
236. Коваленко, Иван Александрович
237. Коваленко, Майя Григорьевна
238. Коваленко, Неля Фёдоровна
239. Коваленко, Николай Васильевич
240. Коваленко, Фёдор Пимонович
241. Ковалышин, Александр Петрович
242. Коваль, Николай Матвеевич
243. Ковинько, Анатолий Иванович
244. Ковшов, Василий Дмитриевич
245. Ковырзин, Василий Фёдорович
246. Кожевников, Вадим Михайлович
247. Кожедуб, Иван Никитович
248. Кожухар, Алексей Васильевич
249. Кожухов, Виктор Иванович
250. Кожушко, Александр Михайлович
251. Козельская, Лилия Васильевна
252. Козеняшев, Дмитрий Яковлевич
253. Козерук, Василий Петрович
254. Козина, Нина Васильевна
255. Козленко, Вера Кирилловна
256. Козлов, Владислав Владимирович
257. Козлов, Дмитрий Ильич
258. Козлов, Михаил Михайлович
259. Козлов, Николай Тимофеевич
260. Козлов, Сергей Васильевич
261. Козлова, Галина Семёновна
262. Козлова, Элла Григорьевна
263. Козлова, Олимпиада Васильевна
264. Козлова, София Андреевна
265. Козлова, Таиса Дмитриевна
266. Козловский, Евгений Александрович
267. Козыбаев, Оразалы Абилович
268. Козырев-Даль, Фёдор Фёдорович
269. Козырева, Зинаида Ивановна
270. Койчубаев, Садык Ахметович
271. Кокушкин, Владимир Иванович
272. Колбасин, Иван Андреевич
273. Колбин, Геннадий Васильевич
274. Колбина, Тамара Евгеньевна
275. Колдунов, Александр Иванович
276. Колесник, Анатолий Иванович
277. Колесников, Александр Яковлевич
278. Колесников, Борис Иванович
279. Колесников, Михаил Федосеевич
280. Колесникова, Аделина Фроловна
281. Колесникова, Анна Ильинична
282. Колесникова, Тамара Максимовна
283. Колесова, Альфина Ананьевна
284. Колецкова, Галина Ивановна
285. Колин, Павел Степанович
286. Колода, Полина Филипповна
287. Коломиец, Василий Александрович
288. Коломиец, Вячеслав Владимирович
289. Коломиец, Юрий Афанасьевич
290. Коломин, Сергей Михайлович
291. Коломиец, Юрий Миронович
292. Колосков, Фёдор Филиппович
293. Колосов, Валентин Андреевич
294. Колосов, Михаил Васильевич
295. Колосова, Надежда Егоровна
296. Колосок, Владимир Васильевич
297. Колотыркин, Яков Михайлович
298. Колошин, Геннадий Тихонович
299. Колпаков, Василий Тимофеевич
300. Колпащикова, Галина Леонидовна
301. Колчина, Ольга Павловна
302. Кольцов, Игорь Васильевич
303. Кольченко, Николай Иванович
304. Калякин, Александр Николаевич
305. Комаров, Владимир Андреевич
306. Комаров, Николай Георгиевич
307. Комаров, Николай Дмитриевич
308. Комарова, Домна Павловна
309. Комарь, Николай Прокофьевич
310. Конарыгин, Василий Семёнович
311. Кондратенко, Николай Игнатович
312. Кондратьев, Владимир Александрович
313. Кондратьев, Геннадий Васильевич
314. Кондратьева, Любовь Кондратьевна
315. Кондратьков, Евгений Фёдорович
316. Кондрашов, Виктор Иванович
317. Кондрашов, Дмитрий Иванович
318. Кондуфор, Юрий Юрьевич
319. Кондыков, Анатолий Степанович
320. Конекбаев, Омархан Еселбаевич
321. Конин, Леонид Иванович
322. Коннов, Вениамин Фёдорович
323. Коноваленко, Анатолий Иванович
324. Коноваленко, Олег Андреевич
325. Коновалов, Александр Иванович
326. Коновалов, Борис Петрович
327. Коновалов, Владимир Ефимович
328. Коновалов, Николай Дмитриевич
329. Коновалов, Николай Семёнович
330. Конопатов, Александр Дмитриевич
331. Коноплёв, Борис Всеволодович
332. Коноплёв, Владимир Александрович
333. Коноплёв, Сергей Емельянович
334. Конопленко, Василий Алексеевич
335. Конорова, Людмила Михайловна
336. Конотоп, Василий Иванович
337. Константинов, Александр Петрович
338. Константинов, Анатолий Устинович
339. Константинов, Пётр Ефимович
340. Кончиц, Владимир Николаевич
341. Конькова, Евгения Степановна
342. Конюхова, Галина Григорьевна
343. Коняева, Людмила Ивановна
344. Коняхина, Вера Ивановна
345. Коолмейстер, Эльви Иоханнесовна
346. Копанев, Алексей Митрофанович
347. Копать, Николай Адамович
348. Копенкин, Алексей Николаевич
349. Коптев, Вячеслав Иванович
350. Коптюг, Валентин Афанасьевич
351. Копылов, Виктор Николаевич
352. Копылов, Виталий Егорович
353. Копылова, Валентина Адамовна
354. Копьев, Евгений Пантелеймонович
355. Корбутяк, Михаил Петрович
356. Коренев, Анатолий Михайлович
357. Коренев, Борис Андреевич
358. Коржов, Владислав Иванович
359. Кориневич, Антон Иванович
360. Коркин, Александр Гаврилович
361. Кормщикова, Татьяна Николаевна
362. Корнев, Константин Сергеевич
363. Корниенко, Анатолий Иванович
364. Корниенко, Георгий Маркович
365. Корниенко, Михаил Кузьмич
366. Корнилов, Александр Григорьевич
367. Корнилов, Юрий Иванович
368. Корнуков, Анатолий Михайлович
369. Коробейников, Виктор Александрович
370. Коробкова, Евдокия Григорьевна
371. Коровин, Евгений Александрович
372. Коровин, Иван Николаевич
373. Коровин, Юрий Фёдорович
374. Коровицын, Александр Васильевич
375. Коровкина, Валентина Александровна
376. Королёв, Анатолий Максимович
377. Королёв, Олег Алексеевич
378. Королёва, Валентина Александровна
379. Королёва, Мария Павловна
380. Королёва, Тамара Григорьевна
381. Коротеньков, Анатолий Романович
382. Короткевич, Александр Михайлович
383. Короткевич, Николай Александрович
384. Коротких, Владимир Григорьевич
385. Коротков, Анатолий Сергеевич
386. Коротков, Борис Алексеевич
387. Коротков, Максим Иванович
388. Коротчаев, Дмитрий Иванович
389. Коротышов, Виктор Петрович
390. Корочкин, Владимир Фёдорович
391. Корчагин, Александр Фёдорович
392. Корчинский, Станислав Николаевич
393. Коршунов, Александр Сергеевич
394. Корякин, Борис Викторович
395. Косарев, Юрий Иванович
396. Косачева, Светлана Александровна
397. Косова, Анна Николаевна
398. Косолапов, Ричард Иванович
399. Косоуров, Виктор Семёнович
400. Костандов, Леонид Аркадьевич
401. Костенко, Вера Феофановна
402. Костенко, Любовь Семёновна
403. Костенюк, Александр Григорьевич
404. Костин, Алексей Яковлевич
405. Костин, Виктор Алексеевич
406. Костин, Виталий Семёнович
407. Костина, Галина Васильевна
408. Костогрыз, Валентина Семёновна
409. Кострикин, Николай Петрович
410. Костромина, Елена Ивановна
411. Кострюков, Евгений Александрович
412. Костюкевич, Василий Филиппович
413. Костюков, Иван Иванович
414. Костюченко, Василий Дмитриевич
415. Косых, Раиса Ивановна
416. Косякова, Ольга Даниловна
417. Косяченко, Анна Яковлевна
418. Котельников, Владимир Александрович
419. Котивец, Александр Алексеевич
420. Котловцев, Николай Никифорович
421. Котляренко, Фёдор Макарович
422. Котов, Владимир Семёнович
423. Котова, Надежда Павловна
424. Коханенко, Михаил Павлович
425. Кохтин, Юрий Александрович
426. Кочемасов, Вячеслав Иванович
427. Кочемасов, Станислав Григорьевич
428. Кочетков, Александр Васильевич
429. Кочетков, Анатолий Александрович
430. Кочетков, Вячеслав Николаевич
431. Кочетков, Николай Георгиевич
432. Кочетков, Юрий Петрович
433. Кочетов, Андрей Алексеевич
434. Кочетова, Лидия Васильевна
435. Кочкин, Геннадий Владимирович
436. Кочнев, Андрей Александрович
437. Кошевой, Александр Александрович
438. Кошелев, Евгений Иванович
439. Кошкарова, Серафима Григорьевна
440. Кошкин, Валерий Николаевич
441. Кошкин, Геннадий Андреевич
442. Кошоев, Темирбек Кудайбергенович
443. Кравец, Юлия Лаврентьева
444. Кравцов, Борис Васильевич
445. Кравцова, Нина Ефимовна
446. Кравченко, Валентина Фёдоровна
447. Кравченко, Владимир Иванович
448. Кравченко, Иван Афанасьевич
449. Кравченко, Пётр Степанович
450. Кравчук, Леонид Макарович
451. Кравчук, Степан Степанович
452. Краевская, Венера Алексеевна
453. Крайнев, Анатолий Васильевич
454. Крамаренко, Владимир Нестерович
455. Красильников, Виктор Алексеевич
456. Красильников, Юрий Иванович
457. Краснов, Александр Кузьмич
458. Краснова, Зоя Игнатьевна
459. Краснокутская, Алла Ивановна
460. Красношапка, Юрий Алексеевич
461. Краснощёков, Анатолий Андреевич
462. Краснощёкова, Лидия Андреевна
463. Красова, Галина Егоровна
464. Крашенинников, Виктор Григорьевич
465. Крекова, Лидия Николаевна
466. Кременицкий, Виктор Александрович
467. Креславский, Геннадий Данилович
468. Крестов, Геннадий Алексеевич
469. Кретина, Людмила Степановна
470. Крецул, Дмитрий Владимирович
471. Кречун, Евдокия Семёновна
472. Криворучко, Леонтий Леонтьевич
473. Кривоусов, Борис Алексеевич
474. Кривохижа, Надежда Ивановна
475. Кривохижин, Александр Иванович
476. Кривочурова, Валентина Алексеевна
477. Кривошеина, Ольга Сергеевна
478. Кривошея, Надежда Самсоновна
479. Кривощеков, Николай Иванович
480. Кривяков, Геннадий Владимирович
481. Крижановский, Юрий Николаевич
482. Кризский, Виктор Иванович
483. Криулин, Глеб Александрович
484. Крихунов, Владимир Николаевич
485. Кролль, Александр Карлович
486. Кроон, Ээва Эрнестовна
487. Кротов, Виктор Васильевич
488. Кротов, Юрий Васильевич
489. Круглов, Борис Семёнович
490. Круглов, Михаил Алексеевич
491. Круглова, Зинаида Михайловна
492. Кругов, Геннадий Иванович
493. Крузина, Тамара Николаевна
494. Крупская, Екатерина Филипповна
495. Крупский, Виктор Иосифович
496. Крутоус, Нина Алексеевна
497. Крутицкая, Тамара Ивановна
498. Крутова, Евдокия Павловна
499. Кручина, Николай Ефимович
500. Крылов, Алексей Иванович
501. Крылов, Анатолий Васильевич
502. Крылов, Сергей Евгеньевич
503. Крылов, Юрий Викторович
504. Крылова, Галина Ивановна
505. Крыловский, Владлен Михайлович
506. Крысенко, Анна Григорьевна
507. Крышень, Ираида Афанасьевна
508. Крюков, Алексей Михайлович
509. Крюков, Василий Николаевич
510. Крюков, Михаил Кузьмич
511. Крюкова, Нина Ивановна
512. Крючков, Василий Дмитриевич
513. Кузнецов, Анатолий Иванович
514. Кузнецов, Борис Константинович
515. Кузнецов, Валентин Николаевич
516. Кузнецов, Василий Васильевич
517. Кузнецов, Василий Григорьевич
518. Кузнецов, Виктор Васильевич
519. Кузнецов, Виктор Петрович
520. Кузнецов, Владимир Егорович
521. Кузнецов, Герман Серапионович
522. Кузнецов, Иван Максимович
523. Кузнецов, Иван Петрович
524. Кузнецов, Михаил Михайлович
525. Кузнецов, Николай Дмитриевич
526. Кузнецов, Николай Иванович
527. Кузнецов, Феликс Феодосьевич
528. Кузнецов, Юрий Анатольевич
529. Кузнецова, Зоя Николаевна
530. Кузнецова, Мария Александровна
531. Кузнецова, Мария Алексеевна
532. Кузнецова, Мария Ивановна
533. Кузнечик, Людмила Дорофеевна
534. Крючков, Владимир Александрович
535. Крючков, Георгий Корнеевич
536. Крюков, Александр Кириллович
537. Ксинтарис, Василий Николаевич
538. Куанышев, Оразбек Султанович
539. Кубанова, Хауа Хасановна
540. Кубашев, Сагидулла
541. Кубышкина, Мария Казимировна
542. Куваева, Тамара Сергеевна
543. Куватова, Чемен
544. Кудакова, Мария Ивановна
545. Кудинов, Иван Павлович
546. Кудрина, Александра Ивановна
547. Кудрявцев, Алексей Ильич
548. Кудрявцев, Анатолий Владимирович
549. Кудрявцев, Владимир Семёнович
550. Кудрявцев, Сергей Петрович
551. Кудрявцева, Магдалина Петровна
552. Кудряшова, Раиса Александровна
553. Кудяшев, Юрий Петрович
554. Кузиков, Валентин Иванович
555. Кузнецов, Александр Николаевич
556. Кузоваткина, Антонина Гавриловна
557. Кузовков, Владимир Романович
558. Кузовкова, Мария Фёдоровна
559. Кузовов, Владимир Ильич
560. Кузьменко, Валентина Алексеевна
561. Кузьменко, Николай Игнатьевич
562. Кузьмин, Александр Павлович
563. Кузьмин, Александр Сергеевич
564. Кузьмин, Александр Трифонович
565. Кузьмин, Иван Викторович
566. Кузьмин, Иван Трофимович
567. Кузьмин, Юрий Семёнович
568. Кузьмина, Алевтина Ивановна
569. Кузьмичёв, Владимир Петрович
570. Кузьмичёв, Владимир Семёнович
571. Куимов, Василий Васильевич
572. Куйовда, Иван Васильевич
573. Куковерова, Генриетта Николаевна
574. Куксенко, Виталий Павлович
575. Кулагин, Михаил Кондратьевич
576. Кулагин, Пётр Сергеевич
577. Кулаков, Юрий Алексеевич
578. Кулакова, Клавдия Фёдоровна
579. Кулешов, Григорий Иванович
580. Кулешов, Павел Николаевич
581. Кулиджанов, Лев Александрович
582. Кулиева, Бахаргуль Вельмурадовна
583. Кулиева, Зейнаб Ахмед кызы
584. Куликов, Александр Порфирьевич
585. Куликов, Виктор Георгиевич
586. Куликов, Владимир Алексеевич
587. Куликов, Геннадий Викторович
588. Куликов, Герман Алексеевич
589. Куликов, Фёдор Михайлович
590. Куликов, Яков Павлович
591. Куликова, Александра Павловна
592. Куликова, Лидия Ивановна
593. Кулин, Михаил Григорьевич
594. Куличенко, Леонид Сергеевич
595. Куличкина, Евгения Ивановна
596. Кулишев, Олег Фёдорович
597. Кулматов, Исраил
598. Кулматова, Сатина
599. Кулькова, Вера Евгеньевна
600. Кульчицкая, Людмила Ивановна
601. Кунаев, Аскар Минлиахмедович
602. Кунаев, Динмухамед Ахмедович
603. Кунда, Евгений Васильевич
604. Куняев, Александр Трофимович
605. Куппаев, Тулеген Байгужевич
606. Купреев, Сергей Александрович
607. Куприков, Юрий Михайлович
608. Купричев, Юрий Егорович
609. Куприянов, Александр Кириллович
610. Куприянов, Владимир Васильевич
611. Купцов, Валентин Александрович
612. Купцова, Нина Алексеевна
613. Курченкова, Мария Егоровна
614. Куракин, Евгений Фёдорович
615. Куракин, Леонид Павлович
616. Куранов, Олег Николаевич
617. Курапов, Николай Гаврилович
618. Курасова, Валентина Павловна
619. Курашик, Виталий Владимирович
620. Курбаков, Юрий Петрович
621. Курбаниязов, Онгарбай
622. Курбанов, Ибрагим Муса оглы
623. Курбанов, Мансур Машади Ады оглы
624. Курбанов, Саид Джамалович
625. Курбанова, Ольга Павловна
626. Курбатов, Александр Васильевич
627. Курбатов, Игорь Серафимович
628. Курбатова, Людмила Евгеньевна
629. Курганский, Тимофей Михайлович
630. Куржей, Станислав Павлович
631. Куринной, Игорь Иванович
632. Куркоткин, Семён Константинович
633. Курманова, Любовь Александровна
634. Курашов, Валентин Алексеевич
635. Курский, Василий Денисович
636. Кусаинов, Сакан Кусаинович
637. Кутахов, Павел Степанович
638. Кутышенко, Анатолий Павлович
639. Кууль, Оскар Пээтерович
640. Кухарчук, Евгения Антоновна
641. Кухарь, Иван Иванович
642. Куцевол, Василий Степанович
643. Куция, Владимир Лаврентьевич
644. Куцевол, Виктор Иванович
645. Кучепатов, Юрий Николаевич
646. Кучеренко, Лариса Дмитриевна
647. Кучин, Александр Петрович
648. Кучинскене, Эльжбета Юозовна
649. Кучкаров, Ибрагим Уралович
650. Кучумов, Владимир Михайлович
651. Кушеков, Унайбай Кушекович
652. Кушнаренко, Галина Николаевна
653. Кушнир, Екатерина Петровна
654. Кушнирова, Сталина Дмитриевна
655. Кушхов, Кишука Сагидович
656. Кыжинаев, Афанасий Иванович
657. Кэбин, Иван Густавович
658. Кялюотис, Юргис Домининко

## Л
1. Лавров, Владимир Андреевич
2. Лавров, Лев Николаевич
3. Лаврухина, Прасковья Филипповна
4. Лагир, Михаил Иванович
5. Лагно, Надежда Петровна
6. Лагодин, Пивония Дмитриевна
7. Лагодич, Григорий Максимович
8. Лагута, Любовь Тихоновна
9. Лазарева, Анна Михайловна
10. Лазарева, Валентина Григорьевна
11. Лазаренко, Иван Степанович
12. Лазаренко, Анна Фёдоровна
13. Лазунин, Александр Филиппович
14. Лакисов, Леонид Константинович
15. Лакомов, Виктор Иванович
16. Ландарь, Гавриил Никитович
17. Ланина, Алла Емельяновна
18. Лапин, Михаил Александрович
19. Лапин, Сергей Георгиевич
20. Лапицкая, Мария Ивановна
21. Лаптева, Елена Ивановна
22. Лапшин, Владимир Иванович
23. Лапшин, Леонид Михайлович
24. Лапшина, Раиса Ивановна
25. Ларионова, Екатерина Николаевна
26. Ларченко, Иван Яковлевич
27. Ларьков, Георгий Иванович
28. Латинашвили, Маквала Сандроевна
29. Латипов, Худояр
30. Латкова, Александра Ивановна
31. Латышев, Александр Михайлович
32. Латышев, Игорь Андреевич
33. Лаханова, Галина Александровна
34. Лашина, Валентина Александровна
35. Лашин, Николай Константинович
36. Лебедев, Валерий Александрович
37. Лебедев, Владимир Александрович
38. Лебедев, Геннадий Фёдорович
39. Лебедев, Константин Васильевич
40. Лебедева, Вера Антоновна
41. Лебедева, Вера Сергеевна
42. Левакин, Вячеслав Алексеевич
43. Левин, Пётр Алексеевич
44. Левко, Юрий Васильевич
45. Левченко, Анатолий Иванович
46. Левченко, Руфина Милиевна
47. Левчик, Валентина Николаевна
48. Левчишин, Борис Алексеевич
49. Левчук, Платон Григорьевич
50. Легинович, Нина Алексеевна
51. Леднянский, Валентин Яковлевич
52. Лежепеков, Василий Яковлевич
53. Лезин, Александр Анисимович
54. Леин, Вольдемар Петрович
55. Лелюх, Валентина Фёдоровна
56. Лемаев, Николай Васильевич
57. Ленев, Олег Константинович
58. Ленцман, Леонид Николаевич
59. Ленчинский, Виктор Петрович
60. Леонидов, Евгений Алексеевич
61. Леонов, Александр Алексеевич
62. Леонов, Алексей Архипович
63. Леонов, Павел Артёмович
64. Леонова, Анна Александровна
65. Леонова, Вера Александровна
66. Лапшина, Валентина Дорофеевна
67. Лесечко, Алексей Кузьмич
68. Лесняк, Дмитрий Егорович
69. Лесовая, Галина Васильевна
70. Лесовой, Александр Николаевич
71. Лесюк, Анна Иосифовна
72. Лиханов, Леонид Геннадьевич
73. Лешинскене, Янина Прановна
74. Лещенко, Иван Фёдорович
75. Лещук, Александр Терентьевич
76. Ливенцов, Василий Андреевич
77. Лигай, Андрей Иванович
78. Лигачев, Егор Кузьмич
79. Лидоренко, Николай Степанович
80. Лизичев, Алексей Дмитриевич
81. Лимаренко, Пётр Григорьевич
82. Липатов, Леонид Петрович
83. Липатова, Мария Дмитриевна
84. Липитски, Айме Артуровна
85. Лисицын, Виктор Афанасьевич
86. Лисицын, Николай Максимович
87. Лисовой, Тимофей Григорьевич
88. Листов, Владимир Владимирович
89. Литвиненко, Светлана Юрьевна
90. Литвиненко, Юрий Григорьевич
91. Литвинов, Андрей Петрович
92. Литвинов, Иван Александрович
93. Литвинова, Валентина Владимировна
94. Литвинова, Надежда Владимировна
95. Литвинцев, Юрий Иванович
96. Литвинчук, Любовь Васильевна
97. Литовка, Дмитрий Гаврилович
98. Литовченко, Алексей Потапович
99. Лихачева, Галина Николаевна
100. Лихвонин, Рудольф Николаевич
101. Лихман, Всеволод Митрофанович
102. Лихобабин, Владимир Иванович
103. Лихобабина, Антонина Фёдоровна
104. Лихошерстов, Юрий Васильевич
105. Лихуша, Лидия Фёдоровна
106. Лихушин, Валентин Яковлевич
107. Лищина, Богдан Николаевич
108. Лищук, Анна Васильевна
109. Лобанов, Александр Иванович
110. Лобанок, Владимир Елисеевич
111. Лобач, Елена Андреевна
112. Лобзова, Лидия Борисовна
113. Лобко, Виктор Николаевич
114. Лобов, Владимир Николаевич
115. Лобов, Олег Иванович
116. Лобцова, Наталья Леонидовна
117. Лобытов, Михаил Григорьевич
118. Логачев, Николай Алексеевич
119. Логачев, Николай Изосимович
120. Логашова, Екатерина Николаевна
121. Логвиенко, Нина Максимовна
122. Логинов, Василий Андреевич
123. Логинова, Тамара Николаевна
124. Логунов, Анатолий Алексеевич
125. Ложовская, Зинаида Яковлевна
126. Ложченко, Николай Родионович
127. Лозовой, Владимир Демьянович
128. Локотунин, Валерий Иванович
129. Локтева, Валентина Егоровна
130. Лоладзе, Гурам Иванович
131. Ломакин, Виктор Павлович
132. Ломакин, Юрий Иванович
133. Ломако, Пётр Фадеевич
134. Ломов, Александр Васильевич
135. Ломов, Виктор Матвеевич
136. Ломов, Николай Петрович
137. Лопатин, Фёдор Петрович
138. Лопатина, Любовь Титовна
139. Лопаткин, Николай Алексеевич
140. Лория, Нуну Бичикоевна
141. Лосев, Константин Семёнович
142. Лосев, Сергей Андреевич
143. Лосик, Олег Александрович
144. Лотарев, Владимир Алексеевич
145. Лоцманова, Галина Павловна
146. Лощенков, Фёдор Иванович
147. Лубенец, Григорий Кузьмич
148. Лубенец, Екатерина Григорьевна
149. Лубенников, Егор Васильевич
150. Лудриксоне, Аустра Конрадовна
151. Лудцев, Иван Егорович
152. Лужнов, Евгений Семёнович
153. Лузянин, Геннадий Сергеевич
154. Лукашев, Леонид Фёдорович
155. Лукина, Валентина Николаевна
156. Лукманова, Салима Саттаровна
157. Лукьяненко, Владимир Матвеевич
158. Лукьянов, Анатолий Иванович
159. Лукьянов, Владимир Александрович
160. Лукьянов, Евгений Михайлович
161. Лукьянова, Валентина Ивановна
162. Лукьянченко, Раиса Петровна
163. Лукьянченко, Станислав Александрович
164. Лукьянчикова, Владимир Иосифович
165. Лукьянчук, Татьяна Александровна
166. Лункина, Роза Степанова
167. Луньков, Николай Митрофанович
168. Лутак, Иван Кондратьевич
169. Лутовинин, Геннадий Семёнович
170. Луцай, Леонида Игнатьевна
171. Луценко, Виталий Иванович
172. Луцкий, Валерий Семёнович
173. Лушев, Пётр Георгиевич
174. Лушников, Георгий Иванович
175. Лушниченко, Николай Андреевич
176. Лушпа, Михаил Афанасьевич
177. Лущенко, Николай Яковлевич
178. Лущиков, Анатолий Павлович
179. Лыкова, Лидия Павловна
180. Лысенко, Виктор Михайлович
181. Лысенко, Владимир Васильевич
182. Лысенко, Иван Егорович
183. Лысенко, Иван Петрович
184. Лысенко, Николай Петрович
185. Лысов, Иван Иванович
186. Лыткин, Леонид Степанович
187. Лысюк, Мария Антоновна
188. Лычагин, Николай Семёнович
189. Львов, Юрий Яковлевич
190. Львова, Вера Михайловна
191. Любовский, Пётр Иванович
192. Любомирова, Наталия Алексеевна
193. Любченко, Любовь Андреевна
194. Люлька, Архип Михайлович
195. Лютиков, Рудольф Гаврилович
196. Люшина, Нина Алексеевна
197. Лякишев, Николай Павлович
198. Лялихова, Лидия Дмитриевна
199. Лямин, Юрий Васильевич
200. Ляпин, Виктор Александрович
201. Ляшенко, Виктор Евдокимович
202. Ляшко, Александр Павлович
203. Ляшук, Адам Александрович

## М
1. Маврин, Иван Филиппович
2. Магдалинова, Екатерина Ивановна
3. Магомадов, Леча Добачевич
4. Магомедов, Гази Халляевич
5. Магомедов, Сапиюла Алиевич
6. Маджидов, Уриш Хамидович
7. Мадудов, Николай Григорьевич
8. Мазамбекова, Оджатбегим
9. Мазанцева, Ольга Васильевна
10. Мазуре, Текла Брониславовна
11. Маилян, Чинашхарик Бадиковна
12. Майборода, Анна Терентьевна
13. Майорец, Анатолий Иванович
14. Майоров, Александр Михайлович
15. Майоров, Артур Петрович
16. Майоров, Яков Михайлович
17. Майорова, Александра Андреевна
18. Майорова, Александра Ивановна
19. Майорова, Любовь Фёдоровна
20. Макаревич, Глеб Васильевич
21. Макаренко, Виктор Сергеевич
22. Макаренко, Вячеслав Александрович
23. Макаренко, Иван Трофимович
24. Макаренко, Тамара Николаевна
25. Макаренков, Александр Ионович
26. Макаров, Александр Евгеньевич
27. Макаров, Александр Максимович
28. Макаров, Виктор Матвеевич
29. Макаров, Иван Владимирович
30. Макаров, Николай Иванович
31. Макаров, Олег Григорьевич
32. Макаров, Юрий Иванович
33. Макарова, Наталья Григорьевна
34. Макарова, Нина Александровна
35. Макарцов, Александр Павлович
36. Макарычева, Надежда Олимпиевна
37. Макашвили, Белла Захаровна
38. Макашева, Шолпан Амановна
39. Макеев, Валентин Николаевич
40. Макеев, Виктор Петрович
41. Макеев, Николай Иванович
42. Макогон, Николай Иванович
43. Максаков, Александр Иванович
44. Максимов, Владимир Михайлович
45. Максимов, Дмитрий Степанович
46. Максимов, Юрий Павлович
47. Максимовская, Валентина Алексеевна
48. Максудов, Пулатжан Сааталиевич
49. Малафеев, Александр Степанович
50. Малыхина, Варвара Андреевна
51. Малашенко, Юрий Владимирович
52. Малая, Любовь Трофимовна
53. Малгаждаров, Нургабыл
54. Малдонис, Альфонсас Мотеевич
55. Маликов, Николай Яковлевич
56. Малинина, Валентина Николаевна
57. Малинина, Зинаида Романовна
58. Малинина, Прасковья Андреевна
59. Малков, Василий Иванович
60. Малмейстер, Александр Кристапович
61. Малов, Владимир Фёдорович
62. Малова, Лилия Борисовна
63. Малофеев, Анатолий Александрович
64. Малофеев, Иван Васильевич
65. Малый, Михаил Александрович
66. Малыкина, Сания Хасяновна
67. Малыхин, Василий Михайлович
68. Малышев, Галактион Александрович
69. Малышенко, Михаил Михайлович
70. Малышкин, Василий Васильевич
71. Мальбахов, Тимбора Кубатиевич
72. Мальков, Михаил Григорьевич
73. Мальков, Николай Иванович
74. Мальцев, Виктор Фёдорович
75. Мальцев, Владимир Андреевич
76. Мальцев, Евдоким Егорович
77. Мальцев, Илья Михайлович
78. Мальцев, Николай Алексеевич
79. Мальцев, Николай Иванович
80. Мальцев, Николай Семёнович
81. Мальцев, Терентий Семёнович
82. Мальцева, Валентина Егоровна
83. Мальцева, Галина Гавриловна
84. Малюжиц, Иван Яковлевич
85. Малюк, Аркадий Акимович
86. Малявина, Марина Иосифовна
87. Маляренко, Андрей Иванович
88. Мамедова, Ойбиби Каракуловна
89. Мамарасулов, Салиджан
90. Маматкулов, Дамин
91. Маматкулов, Карамели
92. Мамбеталиев, Кожеко
93. Мамедов, Авез Сирадж оглы
94. Мамедов, Иса Али оглы
95. Мамедов, Мамед Аскер оглы
96. Мамедов, Рза Али оглы
97. Мамедов, Сафарали Ибрагим оглы
98. Мамунц, Самвел Ваниевич
99. Манаева, Галина Михайловна
100. Манаенков, Иван Семёнович
101. Маназов, Ибрагим
102. Мандалян, Христофор Левонович
103. Маннапов, Назрилла
104. Манькин, Иван Павлович
105. Манюхин, Виктор Митрофанович
106. Манякин, Сергей Иосифович
107. Марасулов, Якубжан
108. Маренкова, Лидия Леоновна
109. Марина, Галина Арсентьевна
110. Марина, Нина Евдокимовна
111. Мариненко, Николай Максимович
112. Марисов, Валерий Константинович
113. Марищенко, Иван Григорьевич
114. Маркевич, Алексей Трофимович
115. Маркелов, Владимир Борисович
116. Маркелов, Кирилл Семёнович
117. Маркин, Сергей Николаевич
118. Маркиянова, Валентина Артёмовна
119. Марков, Владимир Николаевич
120. Марков, Георгий Мокеевич
121. Марков, Сергей Валентинович
122. Марков, Юрий Алексеевич
123. Мартовский, Владимир Алексеевич
124. Мартыненко, Владимир Никифорович
125. Мартынов, Владимир Иванович
126. Мартынов, Владимир Михайлович
127. Мартынов, Николай Васильевич
128. Мартынова, Вера Владимировна
129. Мартынова, Любовь Феодосьевна
130. Мартынюк, Николай Каленикович
131. Мартысюк, Александр Петрович
132. Мартяшин, Александр Иванович
133. Марущак, Олесь Леонтьевич
134. Марченко, Василий Давыдович
135. Марченко, Михаил Аверьянович
136. Марченко, Светлана Ивановна
137. Марчук, Гурий Иванович
138. Марышева, Анна Васильевна
139. Марьев, Александр Михайлович
140. Масалиев, Абсамат Масалиевич
141. Масик, Константин Иванович
142. Масин, Алексей Архипович
143. Масканов, Солтон Амырович
144. Маслаков, Анатолий Васильевич
145. Масленников, Николай Дмитриевич
146. Масленников, Николай Иванович
147. Масленникова, Анна Ивановна
148. Масленникова, Раиса Дмитриевна
149. Маслов, Александр Васильевич
150. Маслов, Александр Иванович
151. Маслова, Анна Васильевна
152. Маслова, Татьяна Григорьевна
153. Масол, Виталий Андреевич
154. Масольд, Виктор Яковлевич
155. Масюк, Владимир Иванович
156. Масюков, Владимир Иванович
157. Матафонов, Михаил Иванович
158. Матвеев, Гавриил Алексеевич
159. Матвеев, Леонид Иванович
160. Матвеева, Валентина Ивановна
161. Матвеева, Людмила Николаевна
162. Матвеенко, Николай Афанасьевич
163. Маткаримов, Мадамин Маткаримович
164. Матросов, Вадим Александрович
165. Матушкин, Лев Алексеевич
166. Матюшевский, Константин Викентьевич
167. Мауленкулов, Сак Мауленкулович
168. Махарадзе, Талико Иосифовна
169. Махмудова, Наима Махмудовна
170. Махнев, Александр Иванович
171. Махов, Евгений Николаевич
172. Маховиков, Пётр Андреевич
173. Махсудов, Рахимжон
174. Мацегора, Евгений Александрович
175. Мацинина, Вера Ильинична
176. Мацкевич, Анна Григорьевна
177. Мацкявичюс, Казимерас Юозович
178. Машкин, Фёдор Иванович
179. Машков, Иван Петрович
180. Мгеладзе, Гурам Давидович
181. Медведев, Вадим Андреевич
182. Медведев, Павел Николаевич
183. Медведева, Валентина Ивановна
184. Медведева, Валентина Семёновна
185. Медведева, Клавдия Михайловна
186. Медведева, Лидия Ивановна
187. Медведева, Ольга Степановна
188. Медведский, Пётр Тимофеевич
189. Медеубеков, Кыйлыбай
190. Мединская, Зинаида Артёмовна
191. Медников, Иван Семёнович
192. Медунов, Сергей Фёдорович
193. Медюто, Любовь Фёдоровна
194. Медянкина, Рута Арнольдовна
195. Межов, Василий Иванович
196. Мейрманов, Еркин Нурмухамбетович
197. Мекеров, Александр Павлович
198. Меланьин, Пётр Михайлович
199. Мелентьев, Николай Романович
200. Мелентьев, Юрий Серафимович
201. Мелехин, Сергей Тихонович
202. Мелива, Нанули Михайловна
203. Мелкадзе, Отари Валерианович
204. Мелкумов, Левон Николаевич
205. Мельник, Алексей Семёнович
206. Мельников, Александр Григорьевич
207. Мельников, Александр Иванович
208. Мельников, Виктор Лаврович
209. Мельников, Владимир Иванович
210. Мельников, Леонид Георгиевич
211. Мельников, Сергей Петрович
212. Мельниченко, Афанасий Кондратьевич
213. Мельничук, Борис Семёнович
214. Мендарев, Пётр Афанасьевич
215. Ментешашвили, Тенгиз Николаевич
216. Меньшикова, Галина Алексеевна
217. Меньшикова, Людмила Матвеевна
218. Меняйло, Василий Гаврилович
219. Меняйло, Виталий Тимофеевич
220. Меренищев, Николай Владимирович
221. Мерецков, Владимир Кириллович
222. Мерзляков, Геннадий Поликарпович
223. Меркулов, Николай Семёнович
224. Меркулов, Павел Иванович
225. Меркулова, Надежда Николаевна
226. Месяц, Валентин Карпович
227. Метельский, Владимир Евгеньевич
228. Метляев, Василий Кириллович
229. Метонидзе, Гурам Арчилович
230. Мехренцев, Анатолий Александрович
231. Мехтиев, Рамиз Энвер оглы
232. Мешков, Фёдор Степанович
233. Мигунова, Валентина Васильевна
234. Мигунова, Любовь Михайловна
235. Микиртичева, Тамара Ивановна
236. Микулин, Иван Иванович
237. Микулич, Виктор Анисимович
238. Микулич, Владимир Андреевич
239. Микульчик, Евгений Васильевич
240. Микутене, Дануте Антоновна
241. Микучяускас, Владисловас Косто
242. Милто, Болеслав Иванович
243. Мильдубаева, Зоя Ивановна
244. Минаева, Тамара Павловна
245. Минасян, Акоп Оганесович
246. Минашин, Михаил Егорович
247. Миннигулов, Виль Бахтиярович
248. Миновалова, Нина Фёдоровна
249. Минченко, Валентина Александровна
250. Мирзабабаева, Шакирхон
251. Мирзабеков, Абдуразак Марданович
252. Мирзаджанов, Акбар
253. Мирзоев, Кабул
254. Мирзоян, Арцрун Маргарович
255. Мирзоян, Кнарик Айказовна
256. Мироненко, Александр Андреевич
257. Мироненко, Михаил Петрович
258. Миронов, Александр Иванович
259. Миронов, Алексей Фролович
260. Миронов, Алексей Яковлевич
261. Миронов, Василий Петрович
262. Миронов, Константин Иванович
263. Миронов, Николай Григорьевич
264. Мирошниченко, Виталий Степанович
265. Мирошниченко, Нина Евгеньевна
266. Мирошниченко, Нина Петровна
267. Мирошхин, Олег Семёнович
268. Мирющенко, Пётр Михайлович
269. Митин, Анатолий Андреевич
270. Митин, Владимир Семёнович
271. Митин, Николай Дмитриевич
272. Митрин, Евгений Тимофеевич
273. Митрофанов, Михаил Тимофеевич
274. Митькин, Юрий Викторович
275. Митягин, Владимир Иванович
276. Митяев, Николай Иванович
277. Митяева, Валентина Евгеньевна
278. Митяева, Наталья Сергеевна
279. Михайленко, Раиса Никитовна
280. Михайлов, Альберт Георгиевич
281. Михайлов, Анатолий Сергеевич
282. Михайлов, Виктор Константинович
283. Михайлов, Евгений Васильевич
284. Михайлова, Валентина Фёдоровна
285. Михайлова, Нина Васильевна
286. Михайлова, Роза Александровна
287. Михайловский, Аркадий Петрович
288. Михалков, Сергей Владимирович
289. Михасев, Владимир Иванович
290. Михеев, Леонид Тихонович
291. Михельсон, Валентин Васильевич
292. Михтюк, Владимир Алексеевич
293. Мицкевич, Владимир Фёдорович
294. Мишин, Виктор Максимович
295. Мишин, Виктор Прохорович
296. Мишина, Антонина Сергеевна
297. Мишина, Раиса Ивановна
298. Мишук, Александр Степанович
299. Мищенко, Виктор Тимофеевич
300. Мищенко, Лидия Борисовна
301. Мнацаканян, Бавакан Гагиковна
302. Мовчан, Галина Макаровна
303. Могилевец, Михаил Евстафьевич
304. Модогоев, Андрей Урупхеевич
305. Можаев, Павел Петрович
306. Мозговой, Иван Алексеевич
307. Моисеенко, Виктор Иванович
308. Мокану, Александр Александрович
309. Мокеев, Николай Николаевич
310. Мокренко, Роман Алексеевич
311. Мокряков, Анатолий Васильевич
312. Молдасанов, Жолсеит
313. Молдобаев, Карыбек Молдобаевич
314. Молодец, Иван Николаевич
315. Молодцов, Борис Андреевич
316. Моложавый, Виталий Кириллович
317. Молчанов, Юрий Андреевич
318. Монгуш, Уйпукпап Тулушевна
319. Морарь, Иван Порфирович
320. Моргун, Фёдор Трофимович
321. Мордовкин, Юрий Филиппович
322. Моренов, Александр Матвеевич
323. Морин, Анатолий Прохорович
324. Мороз, Станислав Арсентьевич
325. Морозов, Александр Максимович
326. Морозов, Евгений Владимирович[прояснить]
327. Морозов, Иван Павлович
328. Морозов, Николай Васильевич
329. Морозов, Николай Ефимович
330. Морозова, Алевтина Александровна
331. Морозова, Валентина Степановна
332. Морозова, Евгения Алексеевна
333. Морозова, Татьяна Антоновна
334. Моронов, Борис Алексеевич
335. Морунова, Ольга Александровна
336. Мосаренко, Владимир Корнилович
337. Мосашвили, Теймураз Ильич
338. Мосин, Валентин Иванович
339. Москаленко, Кирилл Семёнович
340. Москальков, Пётр Иванович
341. Москвитина, Любовь Николаевна
342. Московкин, Николай Петрович
343. Мостовой, Павел Иванович
344. Моторико, Михаил Георгиевич
345. Моторный, Дмитрий Константинович
346. Мохов, Анатолий Васильевич
347. Мохов, Анатолий Ильич
348. Мохортов, Константин Владимирович
349. Моцак, Григорий Иванович
350. Мочалин, Фёдор Иванович
351. Мочалов, Александр Николаевич
352. Мошко, Иван Григорьевич
353. Мтварелидзе, Луиза Николаевна
354. Муйдинова, Саходатхон
355. Мукашев, Саламат
356. Мулдагалиев, Джубан
357. Муллакаева, Нурия Камалетдиновна
358. Мумме, Вирве Иоханнесовна
359. Муравьёв, Дмитрий Георгиевич
360. Муравьёв, Евгений Фёдорович
361. Муравьёв, Игорь Константинович
362. Муранов, Борис Александрович
363. Муратшина, Клара Абдулхаевна
364. Мураховский, Всеволод Серафимович
365. Мурахтанов, Евгений Сергеевич
366. Мураченков, Лев Сергеевич
367. Муренин, Константин Платонович
368. Мурзенко, Владимир Григорьевич
369. Муртузалиев, Султанмут
370. Мусаева, Валида
371. Мусаева, Сукайнат Мусаевна
372. Мусатова, Любовь Петровна
373. Мусаханов, Мирзамахмуд Мирзарахманович
374. Мусиенко, Григорий Иванович
375. Мусиенко, Пётр Кириллович
376. Мусин, Разил Ситдикович
377. Мусин, Рашид Мусинович
378. Мусина, Казия Шакировна
379. Муслим-Заде, Джангир Мовсум оглы
380. Мусоряк, Евгений Петрович
381. Мусохранов, Юрий Павлович
382. Мустафаев, Алиш Исаевич
383. Мустафаев, Фейруз Раджаб оглы
384. Мухамбетов, Айсагалий Абылкасымович
385. Мухамед-Рахимов, Тауфик Галеевич
386. Мухаметзянов, Аклим Касимович
387. Мухаметшина, Вера Павловна
388. Мушкарев, Вадим Георгиевич
389. Мыльников, Борис Борисович
390. Мынзу, Владимир Георгиевич
391. Мынка, Владимир Павлович
392. Мыслиборский, Виталий Арсентьевич
393. Мысниченко, Владислав Петрович
394. Мычак, Олег Николаевич
395. Мякиев, Асхаб Абукарович
396. Мясников, Георг Васильевич
397. Мячин, Александр Иванович

## Н
1. Набиев, Рахмон Набиевич
2. Набиев, Туляган
3. Набиулин, Валерий Тимофеевич
4. Нагиленко, Екатерина Семёновна
5. Нагорнов, Сергей Дмитриевич
6. Нагорный, Василий Артёмович
7. Надарая, Нугзар Отарович
8. Надеев, Авенир Васильевич
9. Надеждина, Людмила Сергеевна
10. Надирадзе, Александр Давидович
11. Назарбаев, Нурсултан Абишевич
12. Назарбеков, Айтбай
13. Назаренко, Юрий Яковлевич
14. Назаров, Владимир Иванович
15. Назаров, Михаил Николаевич
16. Назарова, Наржап
17. Назарова, Хуснигул
18. Назарчук, Пётр Данилович
19. Найдёнов, Иван Андреевич
20. Наконечная, Александра Ивановна
21. Наливалкин, Дмитрий Алексеевич
22. Наровская, Ольга Александровна
23. Насальская, Лидия Ивановна
24. Насонов, Василий Иванович
25. Настова, Анна Егоровна
26. Наумкин, Василий Дмитриевич
27. Наумкин, Владимир Александрович
28. Наумов, Владимир Андреевич
29. Наумов, Владимир Иванович
30. Наумов, Дмитрий Михайлович
31. Наумов, Иван Михайлович
32. Наяшков, Иван Семёнович
33. Небукин, Василий Иванович
34. Невзорова, Александра Дмитриевна
35. Негерей, Нина Петровна
36. Негин, Евгений Аркадьевич
37. Негруца, Пётр Семёнович
38. Неделин, Вадим Серафимович
39. Недобывайло, Павел Акимович
40. Неживой, Василий Семёнович
41. Незавитин, Анатолий Григорьевич
42. Неклюдов, Иван Александрович
43. Некрасов, Валентин Васильевич
44. Некрасов, Дмитрий Тимофеевич
45. Немонтов, Александр Андреевич
46. Немыкин, Анатолий Михайлович
47. Ненашев, Михаил Фёдорович
48. Непобедимый, Сергей Павлович
49. Непорожний, Пётр Степанович
50. Нерсесян, Леонид Нерсесович
51. Нестеренко, Вера Ивановна
52. Нестеров, Владимир Арсентьевич
53. Нефёдова, Нина Андреевна
54. Нехаева, Антонина Анисимовна
55. Нехаева, Лидия Митрофановна
56. Нечаев, Анатолий Иванович
57. Нечаев, Владимир Александрович
58. Нечаева, Валентина Фёдоровна
59. Нечаева, Зинаида Андреевна
60. Нешков, Хрисанф Павлович
61. Нивалов, Николай Николаевич
62. Низовцева, Алла Афанасьевна
63. Никитенко, Пётр Романович
64. Никитин, Валентин Андреевич
65. Никитин, Владилен Валентинович
66. Никитин, Владимир Петрович
67. Никитин, Николай Васильевич
68. Никитина, Зоя Григорьевна
69. Никитина, Людмила Васильевна
70. Никитина, Нина Николаевна
71. Никитина, Татьяна Антоновна
72. Никитюк, Олег Сергеевич
73. Никифоров, Валентин Семёнович
74. Никифоров, Владимир Францевич
75. Никодименко, Владимир Кузьмич
76. Николаев, Алексей Александрович
77. Николаев, Андриян Григорьевич
78. Николаев, Владимир Кузьмич
79. Николаев, Владимир Николаевич
80. Николаев, Георгий Александрович
81. Николаев, Николай Фёдорович
82. Николаев, Ростислав Васильевич
83. Николаева-Терешкова, Валентина Владимировна
84. Николаева, Антонина Александровна
85. Николаева, Тамара Павловна
86. Никонов, Виктор Петрович
87. Никонов, Николай Иванович
88. Никулин, Владимир Илларионович
89. Никулин, Геннадий Николаевич
90. Никулин, Иван Иванович
91. Никулин, Семён Сергеевич
92. Никулина, Галина Степановна
93. Никулина, Надежда Григорьевна
94. Никулищев, Владимир Михайлович
95. Ниманова, Мария Намровна
96. Нифантов, Геннадий Николаевич
97. Ницын, Константин Фёдорович
98. Ничик, Юрий Михайлович
99. Ничипуренко, Зоя Петровна
100. Ниязов, Сапармурат Атаевич
101. Новаковская, Феодора Николаевна
102. Новиков, Борис Иванович
103. Новиков, Василий Петрович
104. Новиков, Виктор Фёдорович
105. Новиков, Виталий Степанович
106. Новиков, Владимир Фёдорович
107. Новиков, Иван Васильевич
108. Новиков, Игнатий Трофимович
109. Новиков, Николай Константинович
110. Новиков, Сергей Михайлович
111. Новиков, Юрий Васильевич
112. Новикова, Евгения Ивановна
113. Новикова, Людмила Тимофеевна
114. Новиченко, Анатолий Иванович
115. Новожилов, Генрих Васильевич
116. Новожилов, Лев Витальевич
117. Новожилов, Леонид Дмитриевич
118. Новосёлов, Владимир Александрович
119. Ногайбаев, Идрис Ногайбаевич
120. Ногтев, Вадим Сергеевич
121. Ножиков, Юрий Абрамович
122. Норка, Ефим Алексеевич
123. Норкина, Светлана Ивановна
124. Норматова, Дильбар Байматовна
125. Носачёв, Виктор Николаевич
126. Носков, Владимир Александрович
127. Носкова, Ираида Ивановна
128. Носов, Николай Фёдорович
129. Носырев, Даниил Павлович
130. Ночёвкин, Анатолий Петрович
131. Нугманов, Камиль
132. Нургалиева, Гульнара
133. Нургалиев, Сагингалий Кушенович
134. Нургалиев, Хамет
135. Нуржанов, Акматбек
136. Нуриев, Зия Нуриевич
137. Нуркалиева, Эркинбубу
138. Нурманбетова, Турсунбюбю Мамыткановна
139. Нурматова, Дилбарнисо
140. Нюкша, Константин Иванович

## О
1. Оболенская, Людмила Николаевна
2. Образцов, Иван Филиппович
3. Обрубов, Николай Петрович
4. Обушенков, Лев Константинович
5. Овденко, Владимир Иванович
6. Овсянников, Евгений Викторович
7. Овсянников, Николай Михайлович
8. Овчаренко, Иван Максимович
9. Овчинников, Иван Павлович
10. Овчинников, Леонид Васильевич
11. Овчинников, Юрий Анатольевич
12. Овчинникова, Тамара Васильевна
13. Оганесян, Грета Амаяковна
14. Оганян, Гайк Агасиевич
15. Огарков, Николай Васильевич
16. Оглезнева, Татьяна Михайловна
17. Огородник, Светлана Сергеевна
18. Огурцов, Николай Алексеевич
19. Озеров, Сергей Николаевич
20. Озолс, Эгилс Мартынович
21. Оконечников, Борис Павлович
22. Оксень, Пантелей Алексеевич
23. Окунский, Владимир Викторович
24. Окушко, Борис Иванович
25. Олейник, Борис Ильич
26. Олейник, Борис Степанович
27. Олейник, Нина Алексеевна
28. Олейникова, Алевтина Андроновна
29. Олефиров, Павел Иосифович
30. Олешко, Егор Григорьевич
31. Ольховский, Юрий Иванович
32. Омарбекова, Дилдакуль
33. Омарова, Жамал
34. Ондар, Чимит-Доржу Байырович
35. Онищенко, Александр Емельянович
36. Онищенко, Виталий Григорьевич
37. Опланчук, Владимир Яковлевич
38. Орбелян, Сайда Михайловна
39. Орджоникидзе, Иосиф Николаевич
40. Орденидзе, Шалва Григорьевич
41. Орёл, Николай Фомич
42. Орищук, Виктор Григорьевич
43. Орлов, Александр Кириллович
44. Орлов, Альберт Николаевич
45. Орлов, Валентин Максимович
46. Орлов, Виктор Георгиевич
47. Орлов, Владимир Павлович
48. Орлов, Владислав Павлович
49. Орлов, Евгений Васильевич
50. Орлов, Михаил Алексеевич
51. Орлова, Мария Егоровна
52. Орлова, Мира Иннокентьевна
53. Орловская, Галина Семёновна
54. Ормуков, Суюмкул
55. Оруджев, Сабит Атаевич
56. Оселедец, Александр Георгиевич
57. Оселедец, Владимир Семёнович
58. Осётров, Тимофей Николаевич
59. Осипов, Алексей Павлович
60. Осипов, Анатолий Васильевич
61. Осипов, Владимир Александрович
62. Осипов, Матвей Абрамович
63. Осипчик, Борис Александрович
64. Осипчук, Владимир Васильевич
65. Осмоловская, Нина Тихоновна
66. Осокина, Лидия Петровна
67. Осокина, Антонина Павловна
68. Останина, Тамара Петровна
69. Остапченко, Владимир Иванович
70. Осташев, Сергей Парфеньевич
71. Ошко, Владимир Петрович
72. Ошлаков, Юрий Григорьевич
73. Ощепков, Геннадий Сергеевич

## П
1. Павелко, Мария Алексеевна
2. Павленко, Виталий Дмитриевич
3. Павленко, Леонид Иванович
4. Павленко, Любовь Гавриловна
5. Павлив, Богдан Михайлович
6. Павликова, Нина Филипповна
7. Павлов, Анатолий Васильевич
8. Павлов, Анатолий Иванович
9. Павлов, Борис Тимофеевич
10. Павлов, Валентин Иванович
11. Павлов, Владимир Яковлевич
12. Павлов, Георгий Сергеевич
13. Павлов, Григорий Петрович
14. Павлов, Константин Ефремович
15. Павлов, Николай Александрович
16. Павлов, Павел Васильевич
17. Павлов, Савелий Ефимович
18. Павлов, Сергей Павлович
19. Павловский, Иван Григорьевич
20. Павловский, Иван Григорьевич
21. Павлушкин, Алексей Фёдорович
22. Палажченко, Леонид Иванович
23. Палатова, Анастасия Матвеевна
24. Палачева, Нина Николаевна
25. Палий, Иван Ананьевич
26. Палкин, Борис Владимирович
27. Паллаев, Гаибназар
28. Пальцев, Николай Иванович
29. Панаит, Владимир Венедиктович
30. Панарин, Анатолий Иванович
31. Панарина, Элла Алексеевна
32. Панасевич, Вера Ивановна
33. Панасенко, Тарас Иванович
34. Панаско, Александр Николаевич
35. Панасюк, Владимир Григорьевич
36. Паникарский, Константин Иванович
37. Панин, Анатолий Тихонович
38. Панин, Николай Андреевич
39. Панкин, Борис Дмитриевич
40. Панков, Анатолий Петрович
41. Панкова, Нина Михайловна
42. Панкратов, Алексей Иванович
43. Панкратов, Виктор Павлович
44. Панкратов, Юрий Александрович
45. Панов, Виктор Иванович
46. Панов, Константин Николаевич
47. Панов, Пётр Кузьмич
48. Панова, Зоя Дмитриевна
49. Пантюхина, Мария Ивановна
50. Панфилов, Михаил Панфилович
51. Панченко, Анатолий Григорьевич
52. Панькевич, Елена Васильевна
53. Панькин, Валентин Епифанович
54. Папанов, Иван Фомич
55. Папунидзе, Вахтанг Рафаэлович
56. Парамонов, Альберт Михайлович
57. Парамонов, Владимир Никитович
58. Парамонова, Лидия Григорьевна
59. Парамонова, Любовь Владимировна
60. Парахина, Лидия Сергеевна
61. Парик, Хейно Хансович
62. Паристый, Иван Леонтьевич
63. Пармакли, Савелий Михайлович
64. Партин, Фёдор Васильевич
65. Парубок, Емельян Никонович
66. Парфенова, Александра Сергеевна
67. Пархоменко, Михаил Давыдович
68. Паршин, Анатолий Алексеевич
69. Паршина, Валентина Романовна
70. Пасичнык, Иван Давидович
71. Пасичник, Иван Никитович
72. Паскарь, Пётр Андреевич
73. Пасов, Алексей Егорович
74. Пастухов, Борис Николаевич
75. Пастухов, Виктор Александрович
76. Пасько, Виктор Павлович
77. Патаридзе, Зураб Александрович
78. Патоличев, Николай Семёнович
79. Патон, Борис Евгеньевич
80. Патрикеев, Валерий Анисимович
81. Паузин, Николай Иванович
82. Паулкин, Евгений Андреевич
83. Паурис, Александрас Винцович
84. Пахомов, Сергей Степанович
85. Пахомова, Лариса Геннадьевна
86. Пацейко, Леонид Тарасович
87. Пацюк, Мария Николаевна
88. Пашинский, Валентин Николаевич
89. Пащенко, Андрей Яковлевич
90. Пегов, Николай Михайлович
91. Пейпс, Лейда Аугустовна
92. Пельше, Арвид Янович
93. Пенчуков, Виктор Макарович
94. Пенькас, Василий Антонович
95. Первенцев, Евгений Иванович
96. Первышин, Эрлен Кирикович
97. Переверзева, Нина Васильевна
98. Передельский, Георгий Ефимович
99. Перекрестов, Леонид Георгиевич
100. Перелыгина, Елена Александровна
101. Перепадя, Михаил Григорьевич
102. Пермяков, Владимир Петрович
103. Пермякова, Валентина Семёновна
104. Пермякова, Мария Парфеновна
105. Перов, Иван Михайлович
106. Перова, Тамара Петровна
107. Перттунен, Владимир Антонович
108. Перфильев, Сергей Васильевич
109. Першин, Валерий Григорьевич
110. Першина, Татьяна Афанасьевна
111. Песков, Юрий Александрович
112. Пестов, Василий Серафимович
113. Петелин, Виктор Леонидович
114. Петкявичюс, Юозас Юозович
115. Петриков, Борис Иванович
116. Петрищев, Алексей Георгиевич
117. Петров, Александр Егорович
118. Петров, Алексей Сергеевич
119. Петров, Анатолий Анатольевич
120. Петров, Василий Иванович
121. Петров, Владимир Иванович
122. Петров, Владимир Сергеевич
123. Петров, Владислав Алексеевич
124. Петров, Леонид Валентинович
125. Петров, Сократ Германович
126. Петров, Юрий Викторович
127. Петров, Юрий Владимирович
128. Петрова, Зинаида Михайловна
129. Петрова, Мария Григорьевна
130. Петрова, Светлана Ивановна
131. Петровичев, Николай Александрович
132. Петровский, Степан Остапович
133. Петросян, Александр Амаякович
134. Петросян, Вардгес Амазаспович
135. Петросян, Петик Аветисович
136. Петросян, Рафик Арутюнович
137. Петросян, Сурен Мартиросович
138. Петросян, Эдик Александрович
139. Петрук, Сергей Петрович
140. Петрунина, Надежда Степановна
141. Петрухин, Геннадий Николаевич
142. Петрушина, Людмила Васильевна
143. Петрянин, Николай Владимирович
144. Петухов, Леонид Михайлович
145. Печникова, Зоя Ивановна
146. Пивень, Николай Дмитриевич
147. Пивоваров, Николай Дмитриевич
148. Пигарев, Владимир Ильич
149. Пидгаецкий, Владимир Васильевич
150. Пиксаев, Александр Осипович
151. Пилипенко, Виктор Иванович
152. Пилипенко, Владимир Сергеевич
153. Пилипенко, Иван Дмитриевич
154. Пилюгин, Николай Алексеевич
155. Пилютина, Надежда Антоновна
156. Пименов, Александр Константинович
157. Пименов, Николай Терентьевич
158. Пименова, Лидия Петровна
159. Пирожков, Владимир Петрович
160. Пирожников, Геннадий Иванович
161. Писаревский, Александр Сергеевич
162. Питерский, Василий Иосифович
163. Питра, Юрий Юрьевич
164. Пичугин, Николай Михайлович
165. Пичугин, Николай Фёдорович
166. Пичужкин, Михаил Сергеевич
167. Плавский, Иосиф Иосифович
168. Плаксин, Евгений Кузьмич
169. Пламадяла, Павел Николаевич
170. Платонов, Василий Семёнович
171. Платонова, Анна Михайловна
172. Плахотин, Владимир Сергеевич
173. Плахотников, Николай Иванович
174. Пленаускене, Янина Петро
175. Плетнева, Валентина Николаевна
176. Плеханова, Прасковья Фёдоровна
177. Плешаков, Пётр Степанович
178. Плешка, Юлия Гавриловна
179. Плиев, Сулико Артёмович
180. Плоскина, Дмитрий Иванович
181. Плотников, Анатолий Фёдорович
182. Плотников, Владимир Викторович
183. Плотников, Владимир Михайлович
184. Плотников, Дмитрий Михайлович
185. Плотникова, Александра Петровна
186. Плохов, Василий Савельевич
187. Плюснина, Екатерина Мироновна
188. Плютинский, Владимир Антонович
189. Пляскина, Тамара Николаевна
190. Плясунов, Николай Павлович
191. Плясухина, Мария Егоровна
192. Победоносцев, Анатолий Иванович
193. Поберей, Мария Тихоновна
194. Поварова, Маргарита Ивановна
195. Повелий, Анатолий Михайлович
196. Погибелева, Валентина Александровна
197. Погодин, Владимир Алексеевич
198. Погребной, Александр Васильевич
199. Погребняк, Яков Петрович
200. Подъяблонский, Виктор Ильич
201. Подбельцев, Виктор Иванович
202. Подворчан, Галина Евсеевна
203. Подгаев, Григорий Ефимович
204. Подгорный, Павел Георгиевич
205. Подлепенец, Владимир Иванович
206. Подобед, Анатолий Аркадьевич
207. Подольский, Евгений Михайлович
208. Подрезов, Юрий Дмитриевич
209. Подскребова, Антонина Васильевна
210. Подшивалов, Владимир Иванович
211. Пожарская, Екатерина Семёновна
212. Пожарский, Борис Иванович
213. Поздеев, Анатолий Филиппович
214. Поздеев, Михаил Григорьевич
215. Покровский, Сталь Сергеевич
216. Покровский, Эрик Константинович
217. Покрышкин, Александр Иванович
218. Полевик, Владимир Архипович
219. Полеев, Григорий Николаевич
220. Поленцова, Таиса Тимофеевна
221. Полешко, Михаил Николаевич
222. Полещук, Мария Дмитриевна
223. Полисадин, Альберт Иванович
224. Полковницын, Владислав Сергеевич
225. Поломошнова, Любовь Валентиновна
226. Пологутин, Владимир Анатольевич
227. Полозов, Николай Никифорович
228. Полосин, Виктор Петрович
229. Полукаров, Юрий Иванович
230. Полунин, Виктор Тимофеевич
231. Полухин, Пётр Иванович
232. Полуэктов, Леонид Васильевич
233. Полыца, Александр Леонтьевич
234. Польшин, Виктор Александрович
235. Поляков, Виктор Николаевич
236. Поляков, Иван Евтеевич
237. Полякова, Анна Стефановна
238. Полякова, Людмила Алексеевна
239. Полякова, Нина Николаевна
240. Пономарёв, Алексей Филиппович
241. Пономарёв, Борис Николаевич
242. Пономарёв, Вадим Алексеевич
243. Пономарёв, Василий Александрович
244. Пономарёв, Игорь Николаевич
245. Пономарёв, Михаил Александрович
246. Пономарёв, Николай Владимирович
247. Пономарёв, Николай Николаевич
248. Пономаренко, Анатолий Степанович
249. Пономаренко, Борис Николаевич
250. Попков, Михаил Данилович
251. Попкова, Алла Александровна
252. Поплавская, Анна Григорьевна
253. Поплавский, Александр Митрофанович
254. Попов, Александр Васильевич
255. Попов, Александр Григорьевич
256. Попов, Анатолий Сергеевич
257. Попов, Борис Вениаминович
258. Попов, Валентин Николаевич
259. Попов, Василий Павлович
260. Попов, Виктор Васильевич
261. Попов, Виктор Иванович
262. Попов, Владимир Иванович
263. Попов, Вячеслав Александрович
264. Попов, Николай Иванович
265. Попов, Николай Михайлович
266. Попов, Николай Петрович
267. Попов, Николай Сергеевич
268. Попов, Пётр Никитович
269. Попов, Филипп Васильевич
270. Попова, Мария Георгиевна
271. Попова, Ольга Тихоновна
272. Попова, Римма Михайловна
273. Попович, Дмитрий Павлович
274. Попович, Павел Романович
275. Попугаев, Иван Арсентьевич
276. Порк, Август Петрович
277. Портнов, Александр Сергеевич
278. Портнова, Анна Ивановна
279. Поручиков, Иван Яковлевич
280. Посибеев, Григорий Андреевич
281. Посохин, Михаил Васильевич
282. Посохов, Павел Матвеевич
283. Постников, Виктор Иванович
284. Постников, Станислав Иванович
285. Постовалов, Сергей Осипович
286. Постольник, Лидия Ивановна
287. Посыльный, Иван Дмитриевич
288. Поталов, Василий Максимович
289. Потапкин, Николай Алексеевич
290. Потапов, Алексей Дмитриевич
291. Потапов, Виктор Павлович
292. Потапов, Лев Николаевич
293. Потапов, Юрий Михайлович
294. Поташкин, Адольф Алексеевич
295. Потей, Дмитрий Иванович
296. Потёмкин, Юрий Павлович
297. Потехина, Валентина Васильевна
298. Похильченко, Николай Степанович
299. Походин, Виктор Филиппович
300. Поцелуйко, Владимир Иосифович
301. Починок, Макар Иванович
302. Праксин, Фёдор Герасимович
303. Преснов, Дмитрий Ефимович
304. Пресняков, Алексей Михайлович
305. Пригодская, Регина Алексеевна
306. Приезжев, Николай Семёнович
307. Приступа, Виктор Никифорович
308. Прищепа, Пётр Куприянович
309. Прищепчик, Виталий Викторович
310. Продан, Константин Константинович
311. Прозорова, Любовь Васильевна
312. Прокопенко, Борис Михайлович
313. Прокопенко, Георгий Михайлович
314. Прокопова, Лариса Николаевна
315. Прокопьев, Илья Павлович
316. Прокопьев, Леонид Прокопьевич
317. Прокопьев, Юрий Николаевич
318. Прокофьев, Валерий Алексеевич
319. Прокофьев, Владимир Илларионович
320. Прокофьев, Михаил Алексеевич
321. Прокофьева, Людмила Александровна
322. Промыслов, Владимир Фёдорович
323. Пронягин, Пётр Георгиевич
324. Просвирнина, Людмила Васильевна
325. Просянкин, Григорий Лазаревич
326. Протозанов, Александр Константинович
327. Протопопов, Владимир Александрович
328. Прохаев, Анатолий Александрович
329. Прохоров, Василий Ильич
330. Прохоров, Василий Петрович
331. Прохоров, Михаил Иванович
332. Прохорова, Тамара Павловна
333. Проценко, Владимир Михайлович
334. Проценко, Вячеслав Александрович
335. Пряхин, Александр Иванович
336. Пряхин, Владимир Иванович
337. Пташник, Валентина Николаевна
338. Птицын, Владимир Николаевич
339. Птицын, Игорь Викторович
340. Пугачёв, Юрий Николаевич
341. Пугачёва, Нина Михайловна
342. Пуго, Борис Карлович
343. Пудков, Иван Иванович
344. Пулина, Мария Георгиевна
345. Пуртова, Таисия Адольфовна
346. Пустовалов, Анатолий Владимирович
347. Пустовой, Василий Фёдорович
348. Путивцев, Владимир Игнатьевич
349. Путкова, Мария Васильевна
350. Пухова, Зоя Павловна
351. Пуховская, Валентина Феодосиевна
352. Пушкарева, Валентина Михайловна
353. Пшеничкин, Александр Петрович
354. Пшеничный, Василий Васильевич
355. Пыжик, Георгий Михайлович
356. Пылаев, Александр Фёдорович
357. Пынченков, Владимир Иванович
358. Пыхонин, Фёдор Ильич
359. Пьянков, Иван Иванович
360. Пявка, Иван Михайлович
361. Пятков, Виктор Евгеньевич

## Р
1. Рагимов, Камран Наби оглы
2. Рагулина, Алла Григорьевна
3. Радаев, Геннадий Степанович
4. Радецкий, Евгений Иванович
5. Радзиевский, Иван Иванович
6. Радченко, Владимир Порфирьевич
7. Радченко, Михаил Иванович
8. Радюкевич, Леонид Владимирович
9. Раевский, Владимир Николаевич
10. Разжигаев, Геннадий Павлович
11. Разумов, Евгений Зотович
12. Разумовский, Георгий Петрович
13. Раковский, Эдмунд Адамович
14. Ралько, Владимир Антонович
15. Рамазанов, Аманулла Габдулхаевич
16. Рамеев, Марс Камилович
17. Ранцан, Ян Болеславович
18. Раскалиева, Улпаш Сипатовна
19. Рассадин, Александр Иванович
20. Расташанский, Фёдор Кириллович
21. Расулов, Джабар Расулович
22. Расулова, Лидия Худат кызы
23. Ратиев, Николай Митрофанович
24. Раткин, Владимир Густавович
25. Рафиев, Михаил Гуламджанович
26. Рахбанова, Пану
27. Рахимов, Багдат Мукашевич
28. Рахимов, Бекташ Рахимович
29. Рахманин, Олег Борисович
30. Рахманин, Пётр Андрианович
31. Рахманкулов, Нагим Гарифович
32. Рахманов, Талгат Лутфуллович
33. Рахмонова, Санобар Абдуазизовна
34. Рацэ, Елена Георгиевна
35. Рацявичене, Янина Станиславо
36. Рачков, Альберт Иванович
37. Рашидов, Шараф Рашидович
38. Ребане, Карл Карлович
39. Ребров, Юрий Васильевич
40. Реброва, Алевтина Анатольевна
41. Рева, Борис Михайлович
42. Ревенко, Григорий Иванович
43. Ревина, Галина Викторовна
44. Резников, Вадим Федотович
45. Резников, Лев Моисеевич
46. Рекунков, Александр Михайлович
47. Ремесло, Василий Николаевич
48. Репа, Анна Андреевна
49. Репин, Иван Петрович
50. Репина, Галина Григорьевна
51. Репринцев, Василий Михайлович
52. Реут, Мария Дмитриевна
53. Решетников, Леонид Васильевич
54. Решетова, Галина Глебовна
55. Рзаев, Юнис Кахраман оглы
56. Ризаев, Керим Новруз оглы
57. Ризаханова, Герек Кадировна
58. Ровнин, Лев Иванович
59. Ровный, Леонид Семёнович
60. Роганов, Альберт Михайлович
61. Роговцев, Владимир Иванович
62. Рогожин, Евгений Степанович
63. Рогозина, Антонина Сергеевна
64. Рогуленко, Полина Алексеевна
65. Родин, Виктор Семёнович
66. Родина, Неонила Павловна
67. Родионов, Николай Николаевич
68. Родионова, Клавдия Ивановна
69. Родченкова, Нина Ивановна
70. Рождественский, Сергей Николаевич
71. Рожнов, Николай Никитович
72. Розимова, Пардагул
73. Розметов, Садулла
74. Рокачев, Юрий Алексеевич
75. Рольнова, Клавдия Ивановна
76. Романенко, Анатолий Ефимович
77. Романенко, Леонид Васильевич
78. Романин, Дмитрий Васильевич
79. Романов, Алексей Владимирович
80. Романов, Валентин Николаевич
81. Романов, Василий Максимович
82. Романов, Виталий Иосифович
83. Романов, Владимир Александрович
84. Романов, Григорий Васильевич
85. Романов, Евгений Иванович
86. Романов, Павел Константинович
87. Романов, Семён Фёдорович
88. Ромашов, Виктор Фёдорович
89. Росляков, Владимир Семёнович
90. Росляков, Владимир Яковлевич
91. Росляков, Михаил Васильевич
92. Росовский, Алексей Андреевич
93. Рошко, Михаил Константинович
94. Рощупкин, Александр Мефодиевич
95. Рубежанская, Нина Петровна
96. Рубен, Виталий Петрович
97. Рубинчик, Хаим Эммануилович
98. Рубэн, Юрий Янович
99. Руденко, Александр Григорьевич
100. Руденко, Роман Андреевич
101. Рудов, Георгий Михайлович
102. Рудченко, Иван Васильевич
103. Рузматова, Адалат
104. Рукавишников, Николай Николаевич
105. Рукмане, Марите Карловна
106. Рукосуев, Николай Тимофеевич
107. Румянцев, Алексей Фёдорович
108. Румянцев, Иван Иванович
109. Рунчев, Михаил Степанович
110. Русак, Виктор Васильевич
111. Русаков, Евгений Вениаминович
112. Русаков, Константин Викторович
113. Русанов, Александр Андреевич
114. Русин, Мелана Васильевна
115. Руссу, Василий Митрофанович
116. Рустамов, Ахматилла
117. Рустамов, Ягуб Абульфат оглы
118. Рустамова, Асальхон
119. Рустамова, Холбуви
120. Рутенберг, Карл Карлович
121. Рухадзе, Нугзар Доментьевич
122. Рыбаков, Алексей Миронович
123. Рыбаков, Анатолий Яковлевич
124. Рыбаков, Иван Васильевич
125. Рыбаков, Пётр Миронович
126. Рыбакова, Галина Илларионовна
127. Рыбалко, Иван Васильевич
128. Рыбасова, Алла Ивановна
129. Рыжанов, Николай Васильевич
130. Рыжков, Владимир Иванович
131. Рыжков, Николай Иванович
132. Рыжов, Никита Семёнович
133. Рыков, Василий Назарович
134. Рындин, Виктор Иванович
135. Рындина, Антонина Николаевна
136. Рыськова, Антонина Дмитриевна
137. Рычин, Евгений Сергеевич
138. Рычков, Ростислав Сергеевич
139. Рюмин, Валерий Викторович
140. Рябинский, Николай Иванович
141. Рябов, Николай Васильевич
142. Рябов, Яков Петрович
143. Рябушева, Надежда Павловна
144. Рябцев, Сергей Петрович
145. Рябчук, Иван Евгеньевич
146. Рязанова, Людмила Васильевна
147. Рязанцев, Юрий Иванович
148. Рященко, Владимир Григорьевич

## С
1. Саакян, Левон Гургенович
2. Сабанеев, Владимир Дмитриевич
3. Сабанеев, Станислав Николаевич
4. Сабетов, Константин Ильич
5. Сабитов, Маргам Карамович
6. Сабкалова, Таисия Васильевна
7. Саблин, Алексей Григорьевич
8. Сабуров, Виктор Александрович
9. Савастенко, Евгений Ефимович
10. Саввина, Анна Петровна
11. Савельев, Анатолий Кузьмич
12. Савельев, Виктор Васильевич
13. Савельева, Варвара Фёдоровна
14. Савенко, Василий Пантелеевич
15. Савенков, Михаил Степанович
16. Савенкова, Раиса Ивановна
17. Савин, Анатолий Иванович
18. Савин, Сергей Николаевич
19. Савина, Зинаида Андреевна
20. Савинкин, Николай Иванович
21. Савинкова, Мария Ивановна
22. Савицкая, Людмила Леонидовна
23. Савицкий, Александр Николаевич
24. Савченко, Павел Алексеевич
25. Савчук, Алексей Михайлович
26. Саганов, Владимир Бизьяевич
27. Сагингалиев, Булекбай
28. Садовников, Анатолий Александрович
29. Садовой, Евгений Антонович
30. Садыков, Абид Садыкович
31. Садыков, Ильдус Харисович
32. Садыков, Фарук Абдулхакович
33. Салыкова, Айымгуль Узаккалиевна
34. Садыкова, Хасият Ахмедовна
35. Сажнов, Николай Иванович
36. Сазонов, Владимир Васильевич
37. Сазыкина, Людмила Ивановна
38. Саидов, Нишанбай
39. Сайкина, Нина Петровна
40. Сакалаускас, Витаутас Владович
41. Саковский, Михаил Иванович
42. Саласюк, Владимир Митрофанович
43. Салахов, Таир Теймур оглы
44. Салимов, Акил Умурзакович
45. Салманов, Григорий Иванович
46. Салманов, Фарман Курбан оглы
47. Сальников, Геннадий Алексеевич
48. Сальников, Николай Петрович
49. Самедов, Баба Самед оглы
50. Самиева, Сайёра Самовна
51. Самович, Владимир Петрович
52. Самоделов, Анатолий Сергеевич
53. Самодрин, Владимир Петрович
54. Самойлов, Виктор Алексеевич
55. Самойлова, Нина Константиновна
56. Самойлюк, Борис Тимофеевич
57. Самонова, Нина Николаевна
58. Самохин, Игорь Николаевич
59. Самсонова, Октябрина Семёновна
60. Самусенко, Тамара Ивановна
61. Санакоев, Феликс Сергеевич
62. Сангадиева, Ольга Энхеевна
63. Сандрацкая, Галина Александровна
64. Санчуковский, Александр Александрович
65. Сапаев, Каландар
66. Сапелкина, Антонина Ивановна
67. Сапогов, Валентин Александрович
68. Сапогова, Тамара Ивановна
69. Сапоженков, Григорий Тимофеевич
70. Сапрыкин, Владимир Дмитриевич
71. Саранов, Василий Карпович
72. Сарафанов, Иван Фёдорович
73. Сарибекян, Вардан Айказович
74. Саркисов, Бабкен Есаевич
75. Саркисян, Тамара Мкртичевна
76. Саркисян, Фадей Тачатович
77. Сарсенов, Оралбай
78. Сатанин, Пётр Александрович
79. Саулов, Николай Корнеевич
80. Саунин, Василий Павлович
81. Сафаралиев, Рустам Касум оглы
82. Сафин, Салих Гарифуллович
83. Сафина, Валентина Михайловна
84. Сафонова, Клавдия Тихоновна
85. Сафонова, Татьяна Галактионовна
86. Сафохин, Михаил Самсонович
87. Сафронов, Николай Фёдорович
88. Сафронова, Галина Михайловна
89. Сахаров, Анатолий Михайлович
90. Сахарова, Анна Георгиевна
91. Сахнюк, Иван Иванович
92. Свенцицкий, Борис Николаевич
93. Светлакова, Марта Леонхардовна
94. Светлая, Любовь Николаевна
95. Свечников, Эрик Николаевич
96. Свиридов, Виктор Михайлович
97. Свиридов, Николай Васильевич
98. Свиридонов, Алексей Иванович
99. Свистула, Павел Иванович
100. Свистунова, Вера Михайловна
101. Свищев, Георгий Петрович
102. Святоцкий, Василий Александрович
103. Сдержиков, Фёдор Семёнович
104. Себетов, Руслан Владимирович
105. Северская, Нина Константиновна
106. Седова, Алевтина Семёновна
107. Седых, Любовь Николаевна
108. Сеидов, Гасан Неймат оглы
109. Секачева, Раиса Ивановна
110. Секрекова, Анна Нартшаовна
111. Секретарюк, Вячеслав Васильевич
112. Селезнёва, Валентина Степановна
113. Селехова, Нина Евдокимовна
114. Селиверстов, Сергей Георгиевич
115. Селимашвили, Тамара Шакроевна
116. Селин, Николай Прокопьевич
117. Селифанов, Николай Васильевич
118. Селюк, Пётр Денисович
119. Семейкина, Екатерина Дмитриевна
120. Семенихин, Владимир Сергеевич
121. Семёнов, Бато Семёнович
122. Семёнов, Валентин Григорьевич
123. Семёнов, Василий Иванович
124. Семёнов, Владимир Семёнович
125. Семёнов, Иван Михайлович
126. Семёнов, Николай Иванович
127. Семёнова, Антонина Николаевна
128. Сементяева, Галина Михайловна
129. Семенушкин, Михаил Иванович
130. Семенцов, Иван Михайлович
131. Семенюк, Александр Алексеевич
132. Семерджян, Мигран Арамович
133. Семечкина, Тамара Григорьевна
134. Семешкин, Вольдемар Иванович
135. Семизоров, Николай Фёдорович
136. Сёмин, Михаил Григорьевич
137. Семыкин, Иван Иванович
138. Сенников, Леонид Фёдорович
139. Сентякова, Валентина Анатольевна
140. Сенькин, Иван Ильич
141. Сенюшкин, Юрий Васильевич
142. Серба, Александра Александровна
143. Сербин, Иван Дмитриевич
144. Сергеев, Владимир Григорьевич
145. Сергеев, Михаил Александрович
146. Сергеев, Пётр Прокофьевич
147. Сергеева, Любовь Дмитриевна
148. Сергеева, Татьяна Владимировна
149. Сергиенко, Александр Яковлевич
150. Сергунин, Юрий Николаевич
151. Сердцелюбова, Нина Сергеевна
152. Сердюк, Валентина Михайловна
153. Сердюк, Николай Петрович
154. Сердюк, Пётр Тимофеевич
155. Серебров, Лев Борисович
156. Серебряков, Валентин Григорьевич
157. Серебряков, Сергей Петрович
158. Серебряный, Эдуард Яковлевич
159. Сериков, Александр Иванович
160. Серобаба, Владимир Яковлевич
161. Серов, Анатолий Николаевич
162. Сероокий, Владимир Васильевич
163. Серых, Михаил Андреевич
164. Серяков, Александр Ефимович
165. Сесь, Константин Александрович
166. Сивенок, Владимир Иванович
167. Сивец, Виктор Николаевич
168. Сивокоз, Николай Иванович
169. Сиволап, Анна Николаевна
170. Сигаева, Александра Романовна
171. Сиденко, Василий Максимович
172. Сидоренко, Александр Васильевич
173. Сидоренко, Владимир Дмитриевич
174. Сидоренко, Иван Михайлович
175. Сидоренко, Лариса Ивановна
176. Сидоренко, Михаил Васильевич
177. Сидорик, Владимир Григорьевич
178. Сидоров, Виктор Михайлович
179. Сидоров, Владимир Васильевич
180. Сидоров, Михаил Маркович
181. Сидорова, Вера Геннадьевна
182. Сидорова, Галина Фёдоровна
183. Сидорова, Глафира Петровна
184. Сидорова, Лидия Николаевна
185. Сидорова, Мария Павловна
186. Сидун, Василий Николаевич
187. Сизенко, Евгений Иванович
188. Сизов, Геннадий Фёдорович
189. Сизов, Леонид Георгиевич
190. Сизов, Николай Трофимович
191. Силаев, Иван Степанович
192. Силаева, Лидия Кузьминична
193. Силаков, Виктор Алексеевич
194. Силанова, Валентина Ивановна
195. Силин, Виктор Владимирович
196. Силкачева, Екатерина Васильевна
197. Силяев, Игорь Дмитриевич
198. Симакин, Иван Иванович
199. Симанкин, Николай Филиппович
200. Симашева, Александра Михайловна
201. Симонов, Кирилл Степанович
202. Симутенко, Николай Иванович
203. Синауридзе, Гурам Михайлович
204. Сингаевский, Александр Иванович
205. Синегубов, Николай Трофимович
206. Синетов, Николай Алексеевич
207. Синицкий, Иван Григорьевич
208. Синицына, Антонина Николаевна
209. Синчурин, Виталий Ильич
210. Сипатова, Вера Васильевна
211. Сиротин, Виктор Михайлович
212. Сироштан, Николай Иванович
213. Ситдикова, Фриза Самигулловна
214. Ситников, Василий Иванович
215. Сихарулидзе, Циала Григориевна
216. Сицкий, Александр Матвеевич
217. Скачков, Пётр Никитович
218. Скачков, Семён Андреевич
219. Скворцов, Борис Фёдорович
220. Скворцов, Вавельян Сергеевич
221. Скворцов, Виктор Михайлович
222. Скворцова, Мария Фёдоровна
223. Скиба, Иван Иванович
224. Скляров, Юрий Александрович
225. Скок, Людмила Ивановна
226. Скоков, Виктор Васильевич
227. Скоморохов, Николай Михайлович
228. Скопинцев, Эрнест Александрович
229. Скориков, Григорий Петрович
230. Скороход, Раиса Васильевна
231. Скотникова, Анна Николаевна
232. Скрипка, Рома Семёновна
233. Скрипко, Виталий Георгиевич
234. Скрипник, Людмила Николаевна
235. Скрипников, Анатолий Васильевич
236. Скрынник, Станислав Самойлович
237. Скулкина, Валентина Степановна
238. Скурихина, Серафима Семёновна
239. Скурко, Евгений Иванович
240. Славский, Ефим Павлович
241. Сладкова, Елена Степановна
242. Слатвинский, Михаил Степанович
243. Следе, Бригита Николаевна
244. Слепенков, Владимир Александрович
245. Слепцова, Евдокия Денисовна
246. Слинько, Николай Сергеевич
247. Слипченко, Иван Константинович
248. Слободян, Валентина Михайловна
249. Смагин, Евгений Петрович
250. Смагина, Галина Олеговна
251. Смалакис, Антанас Пранович
252. Смаль, Мария Тимофеевна
253. Сметанина, Галина Степановна
254. Смирнов, Александр Иванович
255. Смирнов, Александр Тимофеевич
256. Смирнов, Алексей Алексеевич
257. Смирнов, Анатолий Петрович
258. Смирнов, Валентин Дмитриевич
259. Смирнов, Валентин Сергеевич
260. Смирнов, Виктор Сергеевич
261. Смирнов, Владимир Георгиевич
262. Смирнов, Георгий Лукич
263. Смирнов, Иван Семёнович
264. Смирнов, Лев Николаевич
265. Смирнов, Леонид Васильевич
266. Смирнов, Николай Григорьевич
267. Смирнов, Николай Иванович
268. Смирнов, Сергей Михайлович
269. Смирнова, Александра Александровна
270. Смирнова, Анна Васильевна
271. Смирнова, Зоя Яковлевна
272. Смирнова, Лидия Михайловна
273. Смирнова, Людмила Николаевна
274. Смиртюков, Михаил Сергеевич
275. Смолякова, Мария Антоновна
276. Смородин, Владимир Андреевич
277. Смышляев, Виктор Иванович
278. Снегур, Мирча Иванович
279. Снежкова, Нина Леоновна
280. Снетков, Борис Васильевич
281. Соболев, Виталий Павлович
282. Соболев, Владимир Михайлович
283. Соболев, Михаил Георгиевич
284. Соболь, Надежда Васильевна
285. Соболь, Николай Александрович
286. Собченко, Владимир Фёдорович
287. Созыкин, Андрей Григорьевич
288. Соколов, Александр Александрович
289. Соколов, Алексей Емельянович
290. Соколов, Вадим Александрович
291. Соколов, Валентин Васильевич
292. Соколов, Валентин Павлович
293. Соколов, Валентин Фёдорович
294. Соколов, Виктор Фадеевич
295. Соколов, Владимир Ильич
296. Соколов, Ефрем Евсеевич
297. Соколов, Иван Захарович
298. Соколов, Михаил Васильевич
299. Соколов, Павел Иванович
300. Соколов, Сергей Леонидович
301. Соколова, Валентина Константиновна
302. Соколова, Раида Фёдоровна
303. Соколовский, Норбарт Иванович
304. Сокоренко, Владимир Григорьевич
305. Сокуренко, Всеволод Алексеевич
306. Солдатов, Анатолий Иванович
307. Солдатов, Владимир Иванович
308. Солдатова, Галина Ивановна
309. Солдатова, Лидия Михайловна
310. Солдатова, Раиса Андреевна
311. Соловьёв, Иван Иванович[прояснить]
312. Соловьёв, Павел Александрович
313. Соловьёв, Пётр Иванович
314. Соловьёв, Юрий Николаевич
315. Соловьёв, Юрий Филиппович
316. Соловьёва, Зоя Васильевна
317. Соловьёва, Янина Васильевна
318. Сологуб, Антонина Прокофьевна
319. Сологуб, Виталий Алексеевич
320. Солодухин, Леонид Васильевич
321. Соломенцев, Михаил Сергеевич
322. Солонина, Нина Михайловна
323. Сонгайла, Рингаудас-Бронисловас Игнович
324. Сопикова, Таисия Михайловна
325. Сорокин, Алексей Иванович
326. Сорокин, Владимир Николаевич
327. Сорокин, Иван Тимофеевич
328. Сорокин, Лев Леонидович
329. Сорокин, Михаил Иванович
330. Сорокин, Юрий Николаевич
331. Сорокина, Валентина Петровна
332. Сорокина, Галина Ивановна
333. Соснов, Иван Дмитриевич
334. Сотникова, Татьяна Ивановна
335. Софронов, Анатолий Владимирович
336. Спила, Игнат Эдуардович
337. Спиридонов, Вячеслав Андреевич
338. Спиридонов, Лев Николаевич
339. Спиридонов, Эмиль Николаевич
340. Спиркин, Михаил Михайлович
341. Спицын, Владимир Алексеевич
342. Средин, Геннадий Васильевич
343. Срымов, Толеген
344. Станис, Владимир Францевич
345. Станикайтис, Адолис Казио
346. Старенько, Валентина Денисовна
347. Старжинский, Владимир Флорианович
348. Стариков, Юрий Евгеньевич
349. Старовойтов, Василий Константинович
350. Старостенко, Мария Александровна
351. Старченкова, Лидия Александровна
352. Статинов, Анатолий Сергеевич
353. Статкевич, Юлия Болеславовна
354. Стафеева, Галина Ивановна
355. Стахеев, Рудольф Николаевич
356. Стеблина, Иван Дмитриевич
357. Степаненко, Юрий Иванович
358. Степанов, Борис Иванович
359. Степанов, Борис Николаевич
360. Степанов, Владимир Георгиевич
361. Степанов, Николай Александрович
362. Степанов, Николай Иванович
363. Степанов, Николай Иванович
364. Степанов, Николай Павлович
365. Степанова, Раиса Ивановна
366. Степанчук, Анатолий Андреевич
367. Стериополов, Степан Александрович
368. Стерлядникова, Валентина Алексеевна
369. Стефанович, Тарас Ефимович
370. Стеценко, Владимир Петрович
371. Стешовиков, Геннадий Петрович
372. Столбова, Галина Григорьевна
373. Столетов, Всеволод Николаевич
374. Столяр, Пётр Ефремович
375. Столяров, Евгений Васильевич
376. Сторожев, Юрий Васильевич
377. Сторожилов, Юрий Николаевич
378. Стоянова, Вержина Фёдоровна
379. Страутманис, Пётр Якубович
380. Страхов, Валерий Алексеевич
381. Стребко, Станислав Кириллович
382. Стрелкина, Раиса Михайловна
383. Стрелков, Григорий Филиппович
384. Стрельников, Валентин Павлович
385. Стрельцов, Виктор Васильевич
386. Стрельцова, Тамара Николаевна
387. Стрельченко, Галина Ивановна
388. Стрельченко, Иван Иванович
389. Стрий, Иван Фёдорович
390. Строганова, Людмила Степановна
391. Строганова, Нина Матвеевна
392. Строков, Иван Александрович
393. Строконев, Юрий Иванович
394. Стромцов, Леонид Никифорович
395. Струганова, Антонина Семёновна
396. Струев, Александр Иванович
397. Струж, Михаил Михайлович
398. Стрюкова, Мария Ивановна
399. Стукалин, Борис Иванович
400. Стукалин, Виктор Фёдорович
401. Стукало, Георгий Сергеевич
402. Стукалов, Сергей Ефимович
403. Ступникова, Любовь Николаевна
404. Суббота, Нина Михайловна
405. Субботин, Александр Михайлович
406. Субботин, Анатолий Николаевич
407. Сугробова, Анна Ивановна
408. Судакова, Валентина Александровна
409. Сударикова, Тамара Александровна
410. Суинов, Сайполла
411. Сукретный, Михаил Иванович
412. Сулейманов, Айдын Исмаил оглы
413. Сулейманов, Аллахверди Ахад оглы
414. Сулейменов, Олжас Омарович
415. Сулицкая, Наталья Николаевна
416. Султанбеков, Умитбек
417. Султанов, Куаныш
418. Султанов, Файзулла Валеевич
419. Сулуашвили, Нелли Васильевна
420. Сумбаев, Олег Игоревич
421. Сумерский, Николай Васильевич
422. Сунцов, Михаил Иванович
423. Сургай, Николай Сафонович
424. Сургуладзе, Лали Платоновна
425. Суриков, Владимир Гаврилович
426. Сурков, Алексей Александрович
427. Сурков, Евгений Тихонович
428. Суровцев, Анатолий Михеевич
429. Суслов, Михаил Андреевич
430. Суслов, Николай Яковлевич
431. Сусляк, Василий Михайлович
432. Суханов, Александр Сергеевич
433. Сухий, Николай Андреевич
434. Сухина, Вера Васильевна
435. Сухова, Тамара Николаевна
436. Суховарова, Нина Васильевна
437. Сухолит, Борис Васильевич
438. Сухомлинов, Георгий Александрович
439. Сухоруков, Василий Алексеевич
440. Сухоруков, Дмитрий Семёнович
441. Сухотсков, Алексей Алексеевич
442. Сухоцкая, Анна Игнатьевна
443. Сучинская, Нина Васильевна
444. Сушков, Александр Николаевич
445. Сушков, Тихон Степанович
446. Сыдыков, Матен
447. Сыдыкова, Мукен
448. Сыроватко, Николай Степанович
449. Сысоев, Даниил Прохорович
450. Сысоев, Иван Алексеевич
451. Сысолятин, Иван Матвеевич
452. Сысцов, Аполлон Сергеевич
453. Сытенкова, Клавдия Петровна
454. Сытник, Зинаида Александровна
455. Сытник, Константин Меркурьевич
456. Сытник, Лариса Кузьминична
457. Сыч, Павел Кириллович
458. Сычева, Тамара Николаевна
459. Сядура, Владимир Иванович

## Т
1. Табаков, Борис Васильевич
2. Табеев, Фикрят Ахмеджанович
3. Тагизаде-Гаджибеков, Ниязи Зульфугарович
4. Таджибаев, Абдиваит
5. Такаева, Любовь Александровна
6. Такежанов, Саук Темирбаевич
7. Талалаев, Николай Александрович
8. Талдай, Виктор Андреевич
9. Талызин, Николай Владимирович
10. Танасиенко, Лидия Николаевна
11. Тапилин, Александр Степанович
12. Таразевич, Георгий Станиславович
13. Таракин, Андрей Петрович
14. Тараненко, Александр Трофимович
15. Таранов, Евгений Васильевич
16. Таранов, Иван Тихонович
17. Тарарыкин, Вячеслав Яковлевич
18. Тарасов, Алексей Петрович
19. Тарасов, Борис Васильевич
20. Тарасов, Василий Семёнович
21. Тарасов, Виктор Александрович
22. Тарасов, Владимир Владимирович[уточнить]
23. Тарасов, Иван Васильевич
24. Тарасов, Константин Михайлович
25. Тарасов, Николай Никифорович
26. Тарасюк, Иван Степанович
27. Тарасюк, Рита Григорьевна
28. Тарасюк, Степан Фёдорович
29. Таратута, Василий Николаевич
30. Таркил, Иван Хашимович
31. Тарунин, Григорий Васильевич
32. Тасболатов, Торехан Мунсызбаевич
33. Таскаев, Вадим Васильевич
34. Таскаев, Владимир Иванович
35. Таскинбаев, Есен Таскинбаевич
36. Татарчук, Николай Фёдорович
37. Татлиев, Сулейман Байрам оглы
38. Ташбаев, Ахад Джураевич
39. Телегин, Геннадий Иванович
40. Телепнёв, Пётр Максимович
41. Тельнов, Михаил Кондратьевич
42. Темиров, Умар Ереджибович
43. Тёмный, Василий Фёдорович
44. Тергеуова, Шайжан
45. Теребилов, Владимир Иванович
46. Терентьев, Борис Михайлович
47. Терентьев, Гений Васильевич
48. Терехов, Виктор Петрович
49. Терехова, Раиса Семёновна
50. Терещенко, Иван Сидорович
51. Терещенко, Клавдия Яковлевна
52. Терещенко, Надежда Трофимовна
53. Терещенко, Николай Дмитриевич
54. Терещук, Валентина Фёдоровна
55. Терновой, Константин Сергеевич
56. Тесленко, Юрий Григорьевич
57. Тетерев, Иван Яковлевич
58. Тизяков, Александр Иванович
59. Тилешев, Беркимбек
60. Тиминюк, Виктор Виссарионович
61. Тимофеев, Анатолий Иванович
62. Тимошенко, Надежда Васильевна
63. Титаренко, Алексей Антонович
64. Титаренко, Евдокия Ивановна
65. Титов, Александр Анисимович
66. Титов, Анатолий Дмитриевич
67. Титов, Михаил Севостьянович
68. Титов, Тимофей Прокофьевич
69. Титов, Фёдор Егорович
70. Тихонова, Маргарита Ивановна
71. Тиховод, Евгений Васильевич
72. Тихомиров, Владимир Порфирьевич
73. Тихомиров, Владислав Николаевич
74. Тихомиров, Николай Степанович
75. Тихомирова, Лидия Ивановна
76. Тихомолов, Игорь Андреевич
77. Тихоненков, Виктор Петрович
78. Тихонов, Анатолий Дмитриевич
79. Тихонов, Николай Александрович
80. Тишков, Константин Никитич
81. Тишкова, Надежда Борисовна
82. Тищенко, Иван Макарович
83. Тищенко, Марат Николаевич
84. Ткач, Борис Иванович
85. Ткач, Поликарп Ильич
86. Ткачёв, Владимир Васильевич
87. Ткаченко, Александр Николаевич
88. Ткаченко, Лариса Александровна
89. Ткаченко, Михаил Григорьевич
90. Ткаченко, Ника Семёновна
91. Ткачук, Василий Михайлович
92. Ткачук, Григорий Иванович
93. Тлехас, Мугдин Салихович
94. Тозик, Леонид Афанасьевич
95. Токарев, Александр Максимович
96. Токарева, Раиса Артёмовна
97. Токовая, Валентина Ивановна
98. Токсеитова, Кульдария
99. Токумтаев, Смагул Кусаинович
100. Толкачев, Егор Фролович
101. Толкунов, Лев Николаевич
102. Толстиков, Геннадий Григорьевич
103. Толстов, Анатолий Николаевич
104. Толстов, Виктор Павлович
105. Толстова, Галина Степановна
106. Толстой, Иван Антонович
107. Толстопятова, Фаина Дмитриевна
108. Толстоухов, Игорь Аркадьевич
109. Толстун, Валентин Андреевич
110. Толубеев, Никита Павлович
111. Толубко, Владимир Фёдорович
112. Томилин, Борис Сергеевич
113. Томилко, Клавдия Егоровна
114. Томский, Николай Васильевич
115. Тонких, Фёдор Петрович
116. Тонковид, Иван Григорьевич
117. Тонтушева, Магдалина Семёновна
118. Тооме, Индрек Хербертович
119. Торгашева, Вера Максимовна
120. Тордия, Пантико Шалвович
121. Торопов, Евгений Васильевич
122. Торопов, Павел Андреевич
123. Торубаров, Юрий Дмитриевич
124. Тотрова, Эмма Абхазовна
125. Точило, Алексей Миронович
126. Травкин, Николай Ильич
127. Трапезников, Сергей Павлович
128. Трапицына, Лидия Алексеевна
129. Трегубов, Николай Иванович
130. Трегубов, Николай Петрович
131. Тресковский, Александр Иванович
132. Третьяк, Анатолий Григорьевич
133. Третьяк, Иван Моисеевич
134. Третьяков, Валерий Степанович
135. Третьяков, Виктор Михайлович
136. Третьяков, Май Саввич
137. Третьяков, Пётр Иванович
138. Троицкий, Александр Фёдорович
139. Троицкий, Евгений Николаевич
140. Тройнина, Нина Михайловна
141. Тропников, Николай Иванович
142. Трофимов, Валентин Иванович
143. Трофимов, Владимир Васильевич
144. Трофимов, Николай Семёнович
145. Трофимов, Юрий Николаевич
146. Трофимук, Андрей Алексеевич
147. Трофимук, Георгий Александрович
148. Трояновский, Олег Александрович
149. Трубилин, Иван Тимофеевич
150. Трубицын, Евгений Георгиевич
151. Трубников, Иван Ефимович
152. Трудов, Николай Николаевич
153. Трунина, Валентина Георгиевна
154. Трунов, Анатолий Фёдорович
155. Трунов, Михаил Петрович
156. Труфин, Мария Николаевна
157. Трухан, Феодосий Иванович
158. Трухина, Валентина Михайловна
159. Трушин, Василий Петрович
160. Трушкин, Сергей Фёдорович
161. Тубылов, Афанасий Ильич
162. Тубылов, Валентин Кузьмич
163. Туганаев, Виктор Васильевич
164. Туланова, Айзада
165. Тулегенов, Амир
166. Туполев, Алексей Андреевич
167. Тур, Василий Захарович
168. Турабаева, Тухтахон
169. Туранский, Дмитрий Филиппович
170. Турапов, Махамаджон Шарипжанович
171. Турапов, Нармумин Турапович
172. Турбина, Мария Ивановна
173. Тургунова, Этибар
174. Турдиев, Хамзали
175. Турук, Георгий Иосифович
176. Турчина, Мария Николаевна
177. Турьян, Владимир Агванович
178. Туряк, Людмила Петровна
179. Тутян, Эжени Чарлиевна
180. Тымцуник, Фёдор Иванович
181. Тынентекьев, Анатолий Николаевич
182. Тырин, Николай Иванович
183. Тюгина, Людмила Александровна
184. Тюкачева, Татьяна Яковлевна
185. Тюпалов, Александр Георгиевич
186. Тюрин, Евгений Иванович
187. Тюрин, Марк Андреевич
188. Тюрина, Анна Ивановна
189. Тюрина, Наталия Сергеевна
190. Тюрина, Нина Александровна
191. Тюхтеева, Раиса Павловна
192. Тюхтина, Тамара Ивановна
193. Тягливый, Александр Егорович
194. Тягунов, Михаил Александрович
195. Тяжельников, Евгений Михайлович

## У
1. Убилава, Юза Джахоевич
2. Угаров, Борис Сергеевич
3. Угнич, Галина Владимировна
4. Угодчиков, Андрей Григорьевич
5. Угужаков, Василий Архипович
6. Удалая, Раиса Силантьевна
7. Удам, Вальтер Янович
8. Украинский, Виктор Николаевич
9. Уланов, Геннадий Иванович
10. Улезло, Николай Иванович
11. Ульянов, Борис Васильевич
12. Ульянов, Михаил Александрович
13. Умалатов, Алипаша Джалалович
14. Умалатова, Сажи Зайндиновна
15. Уманец, Николай Васильевич
16. Умаров, Учкун
17. Умаров, Хамдам
18. Умарова, Бахыт Каримовна
19. Умарова, Максудахан
20. Умаханов, Магомед-Салам Ильясович
21. Умнов, Виктор Николаевич
22. Умхаджаева, Малика Салаудиновна
23. Унгиадзе, Юрий Гедеванович
24. Уракбаев, Есен Шегреевич
25. Урбонене, Янина Антановна
26. Уров, Анатолий Павлович
27. Урываева, Евгения Степановна
28. Ус, Иван Иванович
29. Усатенко, Галина Дмитриевна
30. Усатенко, Юрий Спиридонович
31. Усачёва, Валентина Ивановна
32. Усачёва, Фаина Павловна
33. Усенко, Валентина Иосифовна
34. Усенко, Николай Витальевич
35. Усенко, Николай Дмитриевич
36. Усманов, Гумер Исмагилович
37. Усманходжаев, Инамжон Бузрукович
38. Успенский, Виктор Константинович
39. Устименко, Григорий Акимович
40. Устин, Николай Иосифович
41. Устинов, Виктор Александрович
42. Устинов, Дмитрий Фёдорович
43. Устинов, Иван Лаврентьевич
44. Устинов, Николай Иванович
45. Устинов, Феликс Васильевич
46. Устинов, Юрий Сергеевич
47. Устиновский, Михаил Михайлович
48. Устиян, Иван Григорьевич
49. Усубалиев, Турдакун Усубалиевич
50. Утепбаева, Фатима Унбергеновна
51. Утиашвили, Валико Алексеевич
52. Уткин, Борис Павлович
53. Уткин, Владимир Фёдорович
54. Уткин, Пётр Дмитриевич
55. Ухулова, Реджеп
56. Учайкин, Василий Семёнович
57. Ушаков, Андрей Петрович
58. Ушаков, Владимир Петрович
59. Ушкалова, Валентина Викторовна

## Ф
1. Фаворский, Олег Николаевич
2. Фадеев, Виктор Сергеевич
3. Фадеев, Геннадий Матвеевич
4. Фадеев, Николай Кузьмич
5. Фадеева, Людмила Михайловна
6. Файзуллина, Флёра
7. Файстов, Александр Фёдорович
8. Фалалеева, Валентина Ивановна
9. Фалецкий, Владимир Поликарпович
10. Фалин, Валентин Михайлович
11. Фарманов, Хайитмурод
12. Фархутдинов, Камиль Галлямович
13. Фатеева, Лидия Петровна
14. Фатуллаева, Фарида Али кызы
15. Фахрутдинов, Фасхиттин Фархеевич
16. Федирко, Павел Стефанович
17. Федоренко, Александр Алексеевич
18. Федорина, Ирина Николаевна
19. Фёдоров, Алексей Константинович
20. Фёдоров, Алексей Фёдорович
21. Фёдоров, Валерий Ионович
22. Фёдоров, Василий Васильевич
23. Фёдоров, Виктор Степанович
24. Фёдоров, Виктор Тимофеевич
25. Фёдоров, Владимир Григорьевич
26. Фёдоров, Евгений Константинович
27. Фёдоров, Николай Константинович
28. Фёдоров, Николай Фёдорович
29. Фёдоров, Олег Александрович
30. Фёдоров, Олег Михайлович
31. Фёдоров, Пётр Иванович
32. Фёдоров, Фёдор Фёдорович
33. Фёдоров, Юрий Константинович
34. Фёдорова, Раиса Васильевна
35. Фёдорова, Римма Филипповна
36. Фёдорович, Януш Сигизмундович
37. Федорчук, Виталий Васильевич
38. Федосеев, Пётр Николаевич
39. Федосов, Владимир Иванович
40. Федотов, Александр Гаврилович
41. Федотов, Валентин Алексеевич
42. Федотова, Валентина Николаевна
43. Федотова, Эмилия Петровна
44. Федулов, Фёдор Яковлевич
45. Федулова, Алевтина Васильевна
46. Федянова, Галина Михайловна
47. Феньева, Галина Герасимовна
48. Ференсас, Альгирдас Антанович
49. Фесенко, Дмитрий Сильверстович
50. Фетисов, Александр Константинович
51. Фетисов, Николай Петрович
52. Фещенко, Владимир Николаевич
53. Филатов, Александр Павлович
54. Филатов, Виктор Андреевич
55. Филатов, Дмитрий Иванович
56. Филатова, Любовь Васильевна
57. Филатова, Надежда Дмитриевна
58. Филимонов, Леонид Иванович
59. Филиппов, Александр Гаврилович
60. Филиппов, Валерий Сергеевич
61. Филиппова, Тамара Ивановна
62. Филиппок, Любовь Николаевна
63. Филоненко, Виктор Лазаревич
64. Филоненко, Виктор Фёдорович
65. Филоненко, Григорий Павлович
66. Филькин, Сергей Владимирович
67. Филякова, Любовь Яковлевна
68. Финатов, Василий Егорович
69. Финогенов, Павел Васильевич
70. Финягова, Мария Адамовна
71. Фирисанов, Леонид Семёнович
72. Фисенко, Василий Васильевич
73. Фисун, Андрей Лукич
74. Флорентьев, Леонид Яковлевич
75. Фокин, Витольд Павлович
76. Фокина, Татьяна Михайловна
77. Фоменко, Михаил Владимирович
78. Фоменко, Николай Федосеевич
79. Фомин, Борис Иванович
80. Фомин, Геннадий Иванович
81. Фомин, Геннадий Нилович
82. Фомина, Людмила Сергеевна
83. Фоминых, Александра Матвеевна
84. Фомич, Анатолий Михайлович
85. Фомичёв, Павел Васильевич
86. Фомичёва, Любовь Ивановна
87. Фомичёва, Мария Ивановна
88. Фомиченко, Константин Ефимович
89. Форостян, Александра Андреевна
90. Фотин, Владилен Пантелеймонович
91. Фотина, Дина Георгиевна
92. Фролкин, Иван Тихонович
93. Фролов, Анатолий Иванович
94. Фролов, Валентин Васильевич
95. Фролов, Василий Семёнович
96. Фролов, Владимир Иванович
97. Фролов, Константин Иванович
98. Фролов, Николай Николаевич
99. Фролова, Валентина Фёдоровна
100. Фролова, Галина Алексеевна
101. Фурман, Владимир Иванович

## Х
1. Хабейшвили, Солико Евтихиевич
2. Хабибуллина, Наиля Хабибулловна
3. Хаджибекова, Инабад
4. Хайдуров, Виктор Алексеевич
5. Хакимов, Миллят Ташбулатович
6. Халваши, Мери Фридоновна
7. Халдеев, Михаил Иванович
8. Халилов, Венер Рамазанович
9. Халилов, Курбан Али оглы
10. Халимова, Ильсияр
11. Халявкин, Иван Петрович
12. Хамидов, Мирзохамид
13. Хамидов, Эльмурза
14. Хамраев, Наджим Рахимович
15. Хамраева, Мунаввар Баймурадовна
16. Хамракулов, Синдар Хамракулович
17. Хамула, Андрей Федотович
18. Ханамов, Чары
19. Ханданян, Артём Григорьевич
20. Хапилина, Анна Васильевна
21. Харадзе, Евгений Кириллович
22. Харашвили, Вахтанг Иосифович
23. Харитонов, Владимир Александрович
24. Харитонов, Геннадий Васильевич
25. Харкевич, Валентина Васильевна
26. Харламов, Александр Павлович
27. Харламов, Владимир Сергеевич
28. Харченко, Вера Ивановна
29. Харченко, Григорий Петрович
30. Хасанов, Джура
31. Хасанова, Гульнур Кашаповна
32. Хасая, Назиброла Хутаевна
33. Хахалина, Галина Ивановна
34. Хачатрян, Арарат Тигранович
35. Хачатуров, Рафаэль Минасович
36. Хачидзе, Бежан Иванович
37. Хачидзе, Теймураз Шалвович
38. Хван, Ман Гым Григорьевич
39. Хватов, Николай Васильевич
40. Хворостова, Светлана Флегонтовна
41. Хворостянова, Раиса Васильевна
42. Хвостов, Иван Степанович
43. Хидиятуллин, Рашит Ахметович
44. Хисамутдинов, Ахмеджан Хисамутдинович
45. Хитров, Степан Дмитриевич
46. Хитрун, Леонид Иванович
47. Хлестков, Алексей Александрович
48. Хлопова, Антонина Андреевна
49. Хмара, Ирина Григорьевна
50. Ховрин, Николай Иванович
51. Ходакова, Ираида Ефимовна
52. Ходжаев, Асадилла Ашрапович
53. Ходжиев, Рифъат
54. Ходжимуратов, Акбар
55. Ходос, Пётр Михайлович
56. Ходченкова, Лидия Алексеевна
57. Ходырев, Владимир Яковлевич
58. Хожева, Валентина Гавриловна
59. Холматов, Турсунали Максутович
60. Холов, Махмадулло
61. Холодов, Владимир Петрович
62. Хомич, Дмитрий Григорьевич
63. Хомич, Николай Павлович
64. Хомяков, Александр Александрович
65. Хоняк, Леонид Ульянович
66. Хопренинов, Валентин Дмитриевич
67. Хорлукова, Надежда Вениаминовна
68. Хорошавина, Лидия Васильевна
69. Хоружа, Василий Константинович
70. Хорунжий, Михаил Васильевич
71. Хоршев, Юрий Николаевич
72. Хорьков, Владимир Кириллович
73. Храмченко, Вера Васильевна
74. Хренников, Тихон Николаевич
75. Христенко, Людмила Егоровна
76. Христораднов, Юрий Николаевич
77. Христорадова, Валентина Николаевна
78. Хромова, Зинаида Александровна
79. Хрусталев, Валерий Алексеевич
80. Хубиев, Владимир Исламович
81. Худайбергенов, Мадьяр
82. Худайбердиев, Розыкулы
83. Худайбердыев, Нармахонмади Джураевич
84. Худобин, Иван Емельянович
85. Худяков, Геннадий Александрович
86. Хужакулов, Чули
87. Хузиев, Минсалих Хузиевич
88. Хурамшин, Талгат Закирович
89. Хуриев, Казбек Бексултанович
90. Хусаинов, Юрий Минивалич
91. Хюпенен, Анатолий Иванович

## Ц
1. Цагараев, Михаил Гацирович
2. Царёв, Михаил Иванович
3. Царегородцев, Алексей Николаевич
4. Царегородцев, Юрий Григорьевич
5. Цвигун, Семён Кузьмич
6. Цвижба, Любовь Луговна
7. Цебрук, Алексей Александрович
8. Целик, Иван Васильевич
9. Целиков, Александр Иванович
10. Цепков, Василий Константинович
11. Церенкова, Мария Максимовна
12. Цеханович, Феликс Адамович
13. Циклаури, Лука Яковлевич
14. Цинёв, Георгий Карпович
15. Цискаришвили, Михаил Аполлонович
16. Цицерук, Владимир Сергеевич
17. Цокур, Лидия Кузьминична
18. Цуканов, Андрей Дмитриевич
19. Цуканов, Георгий Эммануилович
20. Цховребов, Григорий Иванович
21. Цыбулько, Владимир Михайлович
22. Цыбух, Валерий Иванович
23. Цыганкова, Галина Александровна
24. Цыганок, Владимир Яковлевич
25. Цыденжапов, Доржо Цыбикович
26. Цыцора, Николай Иванович
27. Цыцугин, Валентин Николаевич

## Ч
1. Чабан, Алексей Филиппович
2. Чабань, Пётр Антонович
3. Чабдаров, Борис Касимович
4. Чазов, Евгений Иванович
5. Чайка, Анатолий Климентьевич
6. Чаковский, Александр Борисович
7. Чалая, Лидия Николаевна
8. Чанидзе, Гугули Юсуповна
9. Чантурия, Тина Филипповна
10. Чаплин, Борис Николаевич
11. Чаплыгин, Алексей Михайлович
12. Чарыева, Жанна Какабалиевна
13. Часнык, Борис Петрович
14. Чачкова, Эмилия Ивановна
15. Чащин, Сергей Петрович
16. Чебакова, Анна Петровна
17. Чебан, Михаил Антонович
18. Чеботаренко, Леонид Сергеевич
19. Чебриков, Виктор Михайлович
20. Чебуркова, Валентина Фёдоровна
21. Чекалин, Сергей Иванович
22. Чекасин, Степан Алексеевич
23. Челомей, Владимир Николаевич
24. Челышков, Борис Иванович
25. Чемм, Виталий Александрович
26. Чепелева, Александра Ивановна
27. Чепурной, Николай Иванович
28. Чепуров, Анатолий Николаевич
29. Червоненко, Степан Васильевич
30. Червяков, Александр Дмитриевич
31. Червяков, Евгений Трофимович
32. Чердинцев, Василий Макарович
33. Чередник, Пётр Романович
34. Черемисов, Николай Семёнович
35. Черенков, Василий Дмитриевич
36. Черенков, Василий Иванович
37. Черепаха, Степан Мартынович
38. Черепов, Валентин Семёнович
39. Черкашина, Валентина Николаевна
40. Чернавин, Владимир Николаевич
41. Черная, Афанасия Михайловна
42. Чернега, Николай Евдокимович
43. Черненко, Алексей Степанович
44. Черненко, Антон Григорьевич
45. Черненко, Дмитрий Алексеевич
46. Черненко, Константин Устинович
47. Черненко, Юлия Николаевна
48. Черничкин, Борис Васильевич
49. Чернов, Владимир Алексеевич
50. Чернов, Геннадий Ильич
51. Чернов, Николай Васильевич
52. Чернов, Юрий Филиппович
53. Чернова, Ольга Ивановна
54. Черноусов, Гавриил Петрович
55. Чёрный, Алексей Клементьевич
56. Черных, Надежда Григорьевна
57. Чернышев, Анатолий Куприянович
58. Чернышев, Владимир Васильевич
59. Чернышев, Владимир Филиппович
60. Чернышева, Вера Александровна
61. Чернышов, Валерий Иванович
62. Чернышов, Евгений Николаевич
63. Черняев, Анатолий Сергеевич
64. Черпак, Николай Петрович
65. Черячукин, Николай Петрович
66. Четвериков, Николай Тихонович
67. Чеусов, Николай Гаврилович
68. Чечин, Юрий Данилович
69. Чигирёв, Александр Николаевич
70. Чигряй, Татьяна Афанасьевна
71. Чижова, Александра Павловна
72. Чижова, Любовь Ивановна
73. Чижова, Нина Егоровна
74. Чикулаева, Мария Андреевна
75. Чиряев, Гавриил Иосифович
76. Чистников, Юрий Алексеевич
77. Чистов, Лев Николаевич
78. Чистоплясов, Степан Иванович
79. Чистотин, Вячеслав Владимирович
80. Чистяков, Иван Васильевич
81. Чистяков, Николай Иванович
82. Чистякова, Валентина Владимировна
83. Чистякова, Валентина Яковлевна
84. Чистякова, Наталья Федотовна
85. Чистякова, Тамара Павловна
86. Читанава, Нодари Амросиевич
87. Чих, Михаил Павлович
88. Чичасов, Александр Иванович
89. Чичерин, Валентин Николаевич
90. Чичеринда, Александра Васильевна
91. Чичеров, Владимир Степанович
92. Чичкин, Борис Степанович
93. Чмиль, Анна Фёдоровна
94. Чрикишвили, Парнаоз Васильевич
95. Чубаров, Вадим Георгиевич
96. Чубаров, Степан Карпович
97. Чубов, Пётр Прокофьевич
98. Чубрик, Тамара Владимировна
99. Чудин, Виталий Иванович
100. Чуйков, Василий Иванович
101. Чуканов, Анатолий Дмитриевич
102. Чукарин, Николай Иванович
103. Чумак, Аркадий Степанович
104. Чумакова, Надежда Николаевна
105. Чумаченко, Екатерина Григорьевна
106. Чупий, Василий Васильевич
107. Чуплинскас, Альгис Болеславович
108. Чупринин, Лев Андреевич
109. Чураев, Виктор Михайлович
110. Чураева, Валентина Петровна
111. Чурбанов, Юрий Михайлович
112. Чурилов, Юрий Васильевич
113. Чуркин, Вячеслав Иванович
114. Чутаева, Римма Мингалиевна
115. Чхеидзе, Реваз Давидович

## Ш
1. Шабадей, Валентина Евдокимовна
2. Шабалин, Василий Васильевич
3. Шабалин, Михаил Фёдорович
4. Шабалин, Эдуард Николаевич
5. Шабанов, Виталий Михайлович
6. Шабанов, Сергей Георгиевич
7. Шабаров, Питирим Иванович
8. Шабашов, Сергей Михайлович
9. Шабельник, Мария Алексеевна
10. Шабинский, Леонид Захарович
11. Шаболтаев, Алексей Фёдорович
12. Шабусова, Мария Павловна
13. Шавель, Константин Васильевич
14. Шагиахметова, Мадина Галиахметовна
15. Шагиязова, Тамара
16. Шадрин, Анатолий Платонович
17. Шаймерденов, Жамалбек
18. Шайтанова, Любовь Михайловна
19. Шайхуллина, Лира Ахмедьяновна
20. Шакиров, Мидхат Закирович
21. Шакиров, Фарваз Рахимович
22. Шалавин, Феликс Васильевич
23. Шалаев, Евгений Андреевич
24. Шалаев, Степан Алексеевич
25. Шалаш, Екатерина Адамовна
26. Шамаров, Абу Кучерович
27. Шамонин, Анатолий Тарасович
28. Шамшин, Василий Александрович
29. Шамякин, Иван Петрович
30. Шанцева, Татьяна Григорьевна
31. Шапиро, Лев Борисович
32. Шапкин, Виктор Андреевич
33. Шаплыко, Владимир Павлович
34. Шаповал, Владимир Никифорович
35. Шаповалов, Игорь Александрович
36. Шапошникова, Людмила Викторовна
37. Шапрова, Галина Сергеевна
38. Шараев, Леонид Гаврилович
39. Шаренков, Станислав Васильевич
40. Шарин, Леонид Васильевич
41. Шарипов, Абдусаттор
42. Шарипова, Мавжуда Адизовна
43. Шарифов, Мухаббат
44. Шаров, Владимир Егорович
45. Шаров, Иван Кузьмич
46. Шарова, Валентина Дмитриевна
47. Шаровский, Виктор Васильевич
48. Шаронов, Геннадий Иванович
49. Шаталов, Владимир Александрович
50. Шатуров, Валентин Тимофеевич
51. Шауро, Василий Филимонович
52. Шахов, Иван Фёдорович
53. Шаяхметов, Искандар Нурмухамметович
54. Швайченков, Николай Васильевич
55. Шваров, Владимир Леонович
56. Шебордаев, Виктор Семёнович
57. Шеварднадзе, Эдуард Амвросиевич
58. Шевель, Михаил Иванович
59. Шевкун, Николай Дмитриевич
60. Шевченко, Александр Митрофанович
61. Шевченко, Александра Фёдоровна
62. Шевченко, Валентина Семёновна
63. Шевченко, Василий Тарасович
64. Шевченко, Надежда Павловна
65. Шевчук, Ольга Васильевна
66. Шейко, Анатолий Васильевич
67. Шелест, Иван Лукич
68. Шелестюк, Нина Филипповна
69. Шенгелия, Русудан Юстиновна
70. Шендрик, Александр Павлович
71. Шендриков, Виталий Васильевич
72. Шепетис, Лионгинас Клеменсович
73. Шеремет, Василий Петрович
74. Шерстобитов, Евгений Павлович
75. Шершнева, Надежда Михайловна
76. Шестопалов, Виктор Петрович
77. Шестопалов, Виктор Стефанович
78. Шестопалов, Николай Фёдорович
79. Шестопалова, Зинаида Дмитриевна
80. Шеховцов, Алексей Митрофанович
81. Шеховцова, Зинаида Яковлевна
82. Шибаев, Алексей Иванович
83. Шибеко, Иван Артемьевич
84. Шигаев, Дмитрий Афанасьевич
85. Шигильчева, Ирина Алексеевна
86. Шило, Николай Алексеевич
87. Шилова, Елена Петровна
88. Шиловский, Владимир Петрович
89. Шиманский, Всеволод Павлович
90. Шимов, Виталий Прокопьевич
91. Шиндель, Любовь Евгеньевна
92. Шинкевич, Анатолий Фёдорович
93. Шинкин, Пётр Степанович
94. Шиповская, Наталия Андреевна
95. Ширинкин, Алексей Иванович
96. Ширковец, Сергей Михайлович
97. Ширшин, Григорий Чоодуевич
98. Ширшов, Николай Васильевич
99. Ширяев, Владимир Васильевич
100. Шитиков, Алексей Павлович
101. Шитов, Александр Иванович
102. Шихова, Мария Ивановна
103. Шишковский, Николай Станиславович
104. Шишлин, Николай Владимирович
105. Шишлов, Фёдор Васильевич
106. Шишов, Геннадий Андреевич
107. Шишова, Людмила Алексеевна
108. Шишолик, Василий Павлович
109. Шкабардня, Михаил Сергеевич
110. Шкадов, Иван Николаевич
111. Школьников, Алексей Михайлович
112. Шкрябин, Юрий Сергеевич
113. Шкулипа, Николай Васильевич
114. Шкуратов, Иван Фёдорович
115. Шкуратова, Ольга Петровна
116. Шляпкин, Александр Иванович
117. Шмаков, Владимир Викторович
118. Шмелёва, Антонина Михайловна
119. Шмелёва, Татьяна Дмитриевна
120. Шнайдер, Фридрих Фридрихович
121. Шнурников, Вадим Александрович
122. Шокаримов, Юлдаш Абдукаримович
123. Шокин, Александр Иванович
124. Шокина, Любовь Алексеевна
125. Шолар, Мария Дмитриевна
126. Шолохов, Михаил Александрович
127. Шолпанкулов, Богенбай
128. Шомпурова, Зинаида Анатольевна
129. Шорин, Эдуард Алексеевич
130. Шпаков, Николай Петрович
131. Шпоренко, Николай Иванович
132. Шрамко, Юрий Меркурьевич
133. Штанько, Павел Яковлевич
134. Штыбор, Нина Александровна
135. Шубин, Алексей Фролович
136. Шубин, Михаил Герасимович
137. Шувариков, Василий Григорьевич
138. Шугаров, Гиви Сергеевич
139. Шудров, Иван Александрович
140. Шукшин, Владимир Гаврилович
141. Шулаев, Александр Иванович
142. Шулованов, Валерий Августович
143. Шульга, Михаил Андреевич
144. Шульдешов, Виктор Васильевич
145. Шумаков, Илья Яковлевич
146. Шумейко, Анатолий Григорьевич
147. Шунин, Лев Николаевич
148. Шуринов, Иван Игнатьевич
149. Шурыгина, Елена Андреевна
150. Шурыгина, Ираида Фёдоровна
151. Шустко, Лев Сергеевич
152. Шутиков, Валентин Васильевич
153. Шутихин, Василий Иванович
154. Шутов, Алексей Иосифович

## Щ
1. Щебланова, Елена Георгиевна
2. Щеглова, Валентина Александровна
3. Щеголева, Вера Алексеевна
4. Щекина, Нина Семёновна
5. Щекотуров, Георгий Афанасьевич
6. Щелоков, Николай Анисимович
7. Щенников, Станислав Степанович
8. Щепочкин, Анатолий Михайлович
9. Щербаев, Тимур Николаевич
10. Щербаков, Александр Александрович
11. Щербаков, Александр Евгеньевич
12. Щербаков, Валентин Иванович
13. Щербаков, Василий Васильевич
14. Щербаков, Владимир Павлович
15. Щербаков, Генрих Александрович
16. Щербаков, Илья Сергеевич
17. Щербакова, Валентина Фёдоровна
18. Щербакова, Мария Павловна
19. Щербатова, Надежда Ивановна
20. Щербина, Борис Евдокимович
21. Щербина, Надежда Николаевна
22. Щербинин, Аркадий Александрович
23. Щербинин, Яков Иосифович
24. Щербицкий, Владимир Васильевич
25. Щетинникова, Зинаида Ивановна
26. Щетько, Анна Семёновна
27. Щирский, Николай Пантелеевич
28. Щур, Леонид Сидорович
29. Щуров, Анатолий Иванович

## Э
1. Эйвазова, Бибиниса Алигусейн кызы
2. Эльбаев, Бекмурат
3. Эльназаров, Тахир
4. Эндзелис, Ян-Волдемар Янович
5. Эфендиев, Гаджибаба Шариф оглы

## Ю
1. Югансон, Николай Оттович
2. Юдин, Иван Степанович
3. Юдина, Александра Ильинична
4. Юдкина, Антонина Николаевна
5. Юдова, Галина Петровна
6. Южаков, Юрий Александрович
7. Юзбашян, Ваня Акопович
8. Юзбашян, Мариус Арамович
9. Юмуков, Аллы
10. Юнак, Иван Харитонович
11. Юпко, Лев Дмитриевич
12. Юрасов, Евгений Сергеевич
13. Юрин, Олег Романович
14. Юрков, Вячеслав Владимирович
15. Юрченко, Ада Дмитриевна
16. Юрченко, Людмила Ивановна
17. Юсифзаде, Зия Мамедия оглы
18. Юсупов, Ахмаджан
19. Юсупов, Магомед Юсупович
20. Юсуфова, Рошан Ахмед кызы
21. Юшин, Иван Фёдорович
22. Юшко, Эдмунд Петрович

## Я
1. Язиков, Михаил Григорьевич
2. Язкулиев, Баллы
3. Язов, Дмитрий Тимофеевич
4. Якименко, Григорий Саввич
5. Якимова, Александровна
6. Якимова, Мария Дмитриевна
7. Якимович, Валентина Алексеевна
8. Яковенко, Николай Никитович
9. Яковишин, Анна Павловна
10. Яковлев, Александр Сергеевич
11. Яковлев, Борис Павлович
12. Яковлев, Геннадий Иванович
13. Яковлев, Евгений Алексеевич
14. Яковлев, Иван Кириллович
15. Яковлев, Иван Михайлович
16. Яковлева, Галина Петровна
17. Яковлева, Нина Афанасьевна
18. Якубенко, Николай Николаевич
19. Якубовский, Алексей Петрович
20. Якунина, Вера Аркадьевна
21. Якупова, Булякай Гильмановна
22. Якушев, Василий Иванович
23. Якушев, Иван Фёдорович
24. Якушин, Владимир Захарович
25. Ямчинский, Василий Николаевич
26. Яндола, Григорий Гаврилович
27. Яндюк, Зоя Евстафьевна
28. Янович, Александр Александрович
29. Янушкевичус, Зигмас Ипполитович
30. Янцевичене, Ангеле Ионовна
31. Яремчук, Дмитрий Антонович
32. Яремчук, Роман Юлианович
33. Ярковой, Иван Мефодиевич
34. Ярмоленко, Алексей Игнатьевич
35. Ярмухаметов, Марс Саитович
36. Яровенко, Екатерина Анатольевна
37. Яровой, Степан Петрович
38. Ярошенко, Анатолий Иванович
39. Ярыгин, Владимир Михайлович
40. Яснов, Михаил Алексеевич
41. Ястребков, Пётр Сергеевич
42. Ястребов, Иван Павлович
43. Ясько, Иван Иванович
44. Ятленко, Валентина Григорьевна
45. Яхин, Риза Хажиахметович
46. Яцевич, Арнольд Леонидович
47. Яшин, Алексей Иванович
48. Яшин, Юрий Алексеевич
49. Ященко, Татьяна Григорьевна

## Источник
- XXVI съезд КПСС. Стенографический отчёт. Том 3. — М., 1981.